# Karel Nepraš
Karel Nepraš (2. dubna 1932, Praha – 5. dubna 2002, Praha) byl český sochař, kreslíř, grafik a vysokoškolský pedagog. Nepraš se již v 60. letech stal jedním z nejvýraznějších českých výtvarníků díky své schopnosti zmocňovat se nových materiálů, technik a technologií a tvůrčím způsobem je zhodnocovat. Jeho originální tvorba byla uznávána také v zahraničí. Hravostí, podvratnou ironií a trpkým humorem se uchránil od patosu, tezovitosti i jakýchkoli ideologických šablon. Neprašovo dílo bývá řazeno k tzv. České grotesce, která se částečně překrývala s novou figurací, ale termín vznikl spíše náhradou za pojmy jako odcizení, absurdita a manipulace, které byly nepřijatelné pro tehdejší komunistický režim. S tím, jak se rychle zhoršovala státní kulturní politika za normalizace, působila groteska jako výrazně intelektuální komentář skutečnosti. Podle Jana Kříže je jen málo světových sochařů, kteří by tak dokonale dokázali propojit tragikomično lidské existence s tragikomedií obecných dějin.
Dobu normalizace prožil ve složitých existenčních podmínkách, bez možnosti vystavovat a v ústraní. Uznání se dočkal znovu až po pádu komunistického režimu, kdy byl jmenován profesorem Akademie výtvarných umění v Praze. Z ateliéru Socha 1 (Školy Karla Nepraše) vzešla řada výrazných osobností - např. sochařky Paulina Skavová, Martina Hozová, Klára Klose a Markéta Korečková, sochaři Karel Bartáček, Zdeněk Šmíd, Vít Novotný, Ján Macko nebo malíř MICL. Nepraš se kromě výuky studentů intenzivně věnoval vlastní tvorbě a je pokládán za jednoho z nejoriginálnějších představitelů Nové figurace.

## Život
Karel Nepraš se narodil v rodině bankovního úředníka. Díky učitelce výtvarné výchovy na měšťance, která podporovala jeho zájem o kreslení a radila mu, viděl ještě před únorem 1948 i několik výstav. V letech 1948–1951 absolvoval Střední průmyslovou školu keramickou v Praze, kde studoval také Bedřich Dlouhý. Roku 1952 byl přijat na Akademii výtvarných umění do sochařského ateliéru prof. Jana Laudy, a roku 1958 absolvoval jako akademický sochař.
Jan Lauda byl před válkou čelným představitelem tzv. sociálního umění a měl vynikající školení (žák Jana Štursy, společný ateliér s Otto Gutfreundem). Byl čelem KSČ a roku 1951 se stal laureátem Státní ceny za bustu V. I. Lenina. Karel Nepraš byl jeho prominentním studentem a Lauda ho aktivně chránil a dával mu ze sochařství opakovaně výborné známky. Zachránil ho také před vyhozením ze školy, když Nepraš opakovaně neuspěl při zkouškách z marxismu-leninismu a Lauda přesvědčil zkoušející soudružku, aby mu dala alespoň trojku. V závěru studia obhájil i Neprašovu diplomovou práci - nekonvenční pomník průkopníka aviatiky E. Čiháka. Z praxe keramika i zásad Laudovy školy o nutnosti zachovat pevnou stavbu sochy si Nepraš odnesl inklinaci k vypouklému tvaru, který "je klenbou, která drží prostor"

#### Šmidrové
V tíživé atmosféře komunistického režimu 50. let, všeobecného špiclování a důrazu na výuku marxismu a socialistického realismu na Akademii byla osobní přátelství a soukromá setkávání studentů důležitější než škola. Nepraš i jeho přátelé si byli vědomi, že stojí zcela mimo oficiální umění a recese byla nutnou společnou sebeobranou.
Spolu se spolužáky Janem Koblasou, Bedřichem Dlouhým a hudebníky Rudolfem Komorousem, Liborem Peškem a Janem Klusákem založil Club (dle vzoru anglických pánských klubů), který připravil společnou dadaistickou akci výtvarníků, muzikantů a herců (Malmuzherciáda v klubu Unitářů, 19. 12. 1954). Nepraš zde vystavil obraz "Zelená matka ničí své dítě". Zúčastnil se také malíř Ladislav Placatka a skladatel Jan Bedřich a byla zde provedena společná skladba Eine kleine Dadamusik (s větami Duchaminulost, Duchapřítomnost, Duchabudoucnost). Po této akci někteří klub opustili a spolek se nadále scházel ve složení Karel Nepraš, Jan Koblasa, Bedřich Dlouhý, Rudolf Komorous jako Šmidrové (od r. 1955 s Jaroslavem Vožniakem). Roku 1955 se Nepraš jako výtvarník podílel na představení Dva balety v Ledeburských zahradách, ke kterým napsal libreto Jan Koblasa.
V roce 1957 připravili jednodenní výstavu na Střeleckém ostrově spolu s přizvanými literáty (Václav Havel, Jiří Paukert, Milena Tobolová) a profesionálními hudebníky (Moderní jazzový kvintet Eugena Jegorova, Rudolf Dašek, Milan Kostohryz, ad.) jako komponovaný večer, spojený s prezentací mimoškolní výtvarné tvorby.
Aktivity spolku Šmidrové kromě pravidelných schůzek, recesistických akcí a formalizovaných rituálů s fragmentární společnou literární činností, pokračovaly i po ukončení studia na Akademii. Nepraš do spolku přinášel performativní hravý talent a kultivoval možnosti kresby. Roku 1958 vzniklo ze spontánního nápadu Bedřicha Dlouhého Šmidří dechové těleso. Nikdo ze zúčastněných neměl hudební vzdělání (kromě Koblasy, který vyhrál soutěž ve zpěvu). Nepraš hrál na křídlovku a asi tři měsíce ho soukromě učil trumpetista z konzervatoře. Později hrál na housle. Jejich společným vystoupením byla také osobitá inscenace Paličovy dcery roku 1959 a parodie na tehdejší oficiální rituály – Slavnostní akademie Šmidrů ku vzpomínce básníka Václava Svobody Plumlovského v jazzovém klubu Reduta roku 1960 (za účasti Hany Purkrábkové, Aleše Veselého, Kateřiny Černé, Čestmíra Janoška, Jana Klusáka, Petra Lampla, Bohumíra Mráze). V témže roce vznikl amatérský film Šmidří laterna magika.
Z nespoutané zábavy povstala zcela seriózní, ale stále absurdně laděná tvorba, obsahově inspirovaná Kafkou a Klímou a ovlivněná soudobou inklinací k existencialismu. Desetiletou historii spolku Šmidrové připomněla výstava v Ostrově nad Ohří roku 1965, kterou připravil teoretik skupiny Jan Kříž, autor pojmu "divnost". Roku 1968 se uskutečnila první pražská výstava Šmidrů ve Špálově galerii, reprízovaná později v Krajské galerii v Hradci Králové.
S uvolňující se politickou atmosférou a potřebou věnovat se vlastní tvorbě se činnost spolku postupně utlumila, ale ještě v roce 1962 nakrátko Šmidry znovu spojilo založení hokejového klubu Paleta vlasti. Kromě Koblasy, Nepraše a Dlouhého byli zakládajícími členy Hugo Demartini, Theodor Pištěk, Josef Klimeš, Karel Kouba, Milan Stibůrek (jediný hokejista, člen B-týmu Sparty), Bohumil Němeček, Radek Venclík a Jan Vachuda. V 60. letech působil spolek mimo jiné v Baráčnické rychtě. Ochotnické aktivity Palety vlasti, merendy, besídky, plesy a kabarety byly po celá 60. léta přinejmenším stejně populární jako o desetiletí později besídky Divadla Sklep. Různé aktivity spolku přetrvaly po celou dobu normalizace a v tehdejší zatuchlé politické atmosféře byly vítaným rozptýlením. Roku 1992 předala delegace klubu cenu Palety vlasti Václavu Havlovi.
O rekonstrukci aktivit spolku Šmidrů se zasloužil Jan Koblasa, který zveřejnil své deníkové záznamy a žijícím členům v letech 2004–2005 rozeslal dotazník.

#### Křižovnická škola
Jako autor kreseb do časopisů se Nepraš seznámil s výtvarníkem Janem Steklíkem a ve společnosti scházející se v hospodě U Křižovníků v roce 1963 založili Křižovnickou školu čistého humoru bez vtipu, kde se se Steklíkem střídali jako ředitelé. Kromě výtvarníků (Naděžda Plíšková, Zbyšek Sion, Otakar Slavík, Zdeněk Beran, Rudolf Němec, Aleš Lamr, Olaf Hanel, Antonín Tomalík aj.) a fotografů (Jiří Putta, Helena Wilsonová, Jan Ságl, Jaroslav Kořán, ad.), se zde scházeli i teoretici a literáti (Jan Kříž, Eugen Brikcius, Vladimír Borecký, Věra Jirousová, Josef Kroutvor, Karel Oujezdský, Paul Wilson, Andrej Stankovič, Petr Lampl, ad.), mladí básníci z okruhu časopisu Sešity pro mladou literaturu (Kabeš, Wernisch, Šrut) a příslušníci tehdejšího kulturního undergroundu (Ivan Martin Jirous, Vratislav Brabenec, Jiří Němec, Dana Němcová, František Maxera a d.). Volné sdružení Křižovnické školy byl zcela ojedinělý tvůrčí fenomén, který jako osobitá paralela k hnutí Fluxus propojoval všednodenní realitu s uměním, s ambicí vstupovat do sociálního nebo přírodního prostředí. Prosazoval tzv. estetiku "divnosti" a dal vzniknout české výtvarné grotesce. Slavíková řadí Křižovnickou školu mezi neoavantgardistická hnutí 60. a 70. let, jejichž snahou byl překročit hranice mezi životem a uměním hrou.
K oživení aktivit Křižovnické školy, která se roku 1968 ze zrušené hospody U Křižovníků přestěhovala do hospody U Svitáků, roku 1970 ke Zlatému soudku v Ostrovní a poté opět ke Svitákům., došlo po srpnové okupaci na počátku normalizace.. Hudební aktivity kapel Sen noci svatojánské band (zakladatel Karel Nepraš (housle), Miloslav Hájek, Milan Čech, Petr Lampl, Vratislav Brabenec) a The Plastic People of the Universe, happeningy, výlety z Prahy k pramenům Vltavy nebo výstup na Říp, buzení Blanických rytířů, „sběr pivních vzorků“, efemérní společné projekty (inscenování Prodané nevěsty v hospodě U Svitáků) byly součástí kolektivní duševní regenerace, ale nesouvisely přímo s uměleckými aktivitami členů. Podle Olafa Hanela bylo hlavní aktivitou "posunutí nonsensu do každodenních rituálů v atmosféře hospodské romantiky". Rodila se zde praktická životní filozofie jako sebeobrana proti nepřízni světa. Panovaly nepsané, ale dodržované zákony, jako zákaz mluvit o své práci, rodině, milostných aférách, zaměstnání nebo finanční situaci. Křižovnická škola nepěstovala stylovou čistotu, ochotně se otevírala všem možnostem, nebyla lhostejná k novým uměleckým formám, nápadům a směrům, nové ji vždy inspirovalo. Přetvářela podněty ke své podobě - vážnou myšlenku nebo ideu dokázala proměnit ve frašku, z obyčejných věcí a setkání se stávaly překvapivé artefakty a události. Měla své vlastní aforismy, z nichž patrně nejslavnější byl: malý rum je velký rum chudých.
V roce 1991, kdy se uskutečnila retrospektivní výstava Křižovnické školy v Galerii moderního umění v Hradci Králové, bylo řádných členů přes 40 a širší okruh tvořilo přes 60 dalších. Pro přijetí nových členů platila přísná kritéria - zejména prokázat schopnost být tvořivě sám sebou a umět respektovat nikdy předem nestanovená pravidla hry, která se dala odvodit pouze z konkrétní situace.Ještě roku 1999 byli jako noví členové přijati Ben Patterson (zakládající osobnost hnutí Fluxus) a německá malířka Annegret Heinl.

### 60. léta
Roku 1960 a pak 1962 a 1963 Nepraš poprvé vystavil své kresby (divadlo Rokoko, divadlo Paravan, OG v Liberci). Roku 1964 se zúčastnil Výstavy D v Nové síni a výstavy Socha 1964 v Liberci, měl autorskou výstavu v Galerii na Karlově náměstí, kterou vedla Ludmila Vachtová, začal publikovat své kresby v časopisech Host do domu, Trn nebo Plamen. V 60. letech vystavoval společně se sdružením karikaturistů Polylegran. Ještě před počátkem normalizace ztratil možnost publikovat kreslený humor v Dikobrazu a jiných periodikách a v následujících letech se věnoval volné kresbě a grafice.
V roce 1964 se Karel Nepraš oženil s výtvarnicí a básnířkou Naděždou Plíškovou. Roku 1975 se jim narodila dcera Karolína později provdaná Kračková, která je rovněž výtvarnice.
Od poloviny 60. let se Karel Nepraš postupně prosadil jako kreslíř i sochař, účastnil se důležitých výstav doma i v zahraničí, o jeho práce se zajímaly galerie i sběratelé umění. Roku 1965 vystavoval na Bienále mladých v Paříži a na výstavě Jeune avant-garde tchécoslovaque v pařížské galerii Lambert, roku 1967 na Výstavě současného československého umění v Turíně. Za své sochy získal několik ocenění (Stockholm, Písek, na výstavě Fantazijní aspekty ve Špálově galerii, Jihlava), a k výstavě v galerii Lambert vyšla příznivá recenze významného výtvarného kritika Gérarda Gassiota-Talabota.
Roku 1968 se Nepraš a Naděžda Plíšková zúčastnili symposia ve Stuttgartu a strávili tam půlroční pobyt. Zde si Nepraš mimo jiné osvojil techniku práce s litinovým odlitkem. V únoru 1969 měli společnou výstavu ve stuttgartském Studium Generale. Roku 1969 se rozhodli k návratu do Československa okupovaného vojsky Varšavského paktu. Roku 1969 byl Nepraš zastoupen na výstavě Nová figurace v Mánesu (kurátoři Eva Petrová, Luděk Novák), reprízované roku 1970 v Domě umění města Brna.
Zúčastnil se symposia Artchemo, zaměřeného na využití umělých hmot ve výtvarném umění, v Pardubicích (1968/1969) a 2. ročníku Mezinárodního symposia prostorových forem v Ostravě (1969), kde pracoval s litinou a řetězovými převody. Vytvořil zde jedno ze svých vrcholných děl - rozměrné sousoší Rodina připravená k odjezdu. Počátkem normalizace bylo z parku v centru Ostravy odvezeno na skládku a během 80. let zničeno. Nepraš se v Praze seznámil se zkušeným modelérem a naučil se sám celý proces až po odlití plastiky, získal vlastní brusku a seznámil se bývalým majitelem slévárny ve Staré huti, kde všechny jeho pozdější litinové sochy odlili.
Roku 1969 získal Karel Nepraš stipendium Ford Foundation, ale komunistické úřady jeho výjezd z republiky zamítly.

### 1970–1989
Po okupaci r. 1968 trvalo ještě déle než dva roky, než komunistické úřady získaly plnou kontrolu nad výtvarným děním. Ještě roku 1970 vznikl sborník vydaný k výstavě Šmidrové na hradě Bítov (nakl. Obelisk) a přestože kniha měla být poslána do stoupy, část nákladu zachránil pracovník nakladatelství. Karel Nepraš měl v tomto roce svou poslední samostatnou výstavu soch v Galerii Václava Špály (kurátor Jan Kříž) a společnou výstavu s Naděždou Plíškovou v Havlíčkově Brodě (kurátor Karel Miler), proběhla výstava výsledků sympozia Artchemo v Pardubicích.
Roku 1971 se Nepraš zúčastnil 6. Mezinárodního keramického symposia v Hradci Králové a načas se vrátil ke keramice, kterou se předtím zabýval během studia na střední škole. Roku 1972 měl společnou výstavu s Janem Steklíkem v Domě umění města Brna, kterou uspořádal Jiří Valoch.
Počátkem 70. let zesílily represe režimu proti nezávislé kultuře. Řada Neprašových přátel byla donucena k emigraci, další se ocitli ve vězení. Připravovaná společná výstava Nepraše, Plíškové a Steklíka v regionální galerii v Ústí nad Orlicí byla roku 1973 zakázána. Nepraš ztratil možnost prezentovat svá díla a byl nucen živit se restaurováním. Prodělal osobní a tvůrčí krizi (Autoportrét - hřbitovní plastika, 1973, Pokus o sebevraždu, 1976-1977, novoročenky - např. k roku Charty 77 se dvěma šibenicemi) a mezi lety 1974 a 1987 téměř rezignoval na kresbu i na sochařskou tvorbu. K dokončení plastik mu scházela energie i motivace. Umělecká činnost na hranici mezi tvorbou a všedním životem, jakou provozovali členové Křižovnické školy, se automaticky ocitala na periferii nebo na smetišti kultury. Neprašovy sochy z té doby navazují na dadaistickou, duchampovskou orientaci moderního umění a na české výtvarné scéně vytvářejí rané formy konceptuálního umění, v nichž se prosazuje předmětnost a technika světa, ve kterém žijeme.
V 70. letech se uskutečnila undergroundová vystoupení skupiny Sen noci svatojánské band, kde Nepraš účinkoval jako houslista. Zúčastnil se neoficiálního prvního festivalu druhé kultury v Postupicích roku 1974.
Roku 1978 proběhla ojedinělá Neprašova výstava v Sonnenring Galerie, Münster, zorganizovaná Janem Křížem. Meda Mládková zařadila Nepraše na výstavu Eleven contemporary Artists from Prague v New Yorku (1980) a Ann Arbor (1981). Roku 1983 byl zastoupen na výstavě Česká kresba 20. století ze sbírek Oblastní galerie výtvarného umění v Olomouci, kterou uspořádal Pavel Zatloukal. Díky Františku Šmejkalovi byly roku 1984 představeny jeho kresby na výstavě Dessins tchèques du 20e siècle (Česká kresba 20. století) v Centre Georges Pompidou v Paříži. Vlastimil Tetiva uspořádal roku 1984 výstavu Neprašových kreseb v Domě kultury ROH v Českých Budějovicích.
Nové možnosti vystavovat se objevily až koncem 80. let, zprvu na neoficiálních akcích (Galerie ÚMCH (Makráč), Galerie H, Lidový dům ve Vysočanech, Galerie Opatov, Vojanovy sady, Forum 1988, Salón pražských výtvarných umělců '88, Divadlo Litvínov, 1989) nebo v zahraničí (Museum Moderner Kunst, Vídeň 1987/1988, Hirshhorn Museum and Sculpture Garden, Washington D.C, 1988, Herbert F. Johnson Museum of Art, Ithaca, 1988, Varšava, 1988), nakonec i ve velkých státních galeriích (AJG Hluboká, 1986/1987, Národní galerie v Praze, 1988). Díky přátelství s Jiřím Sopkem se Nepraš roku 1987 zúčastnil veletrhu umění v Basileji. Na přelomu let 1987/1988 byl zařazen na výstavu Grotesknost v českém výtvarném umění 20. století, kterou uspořádala Galerie hlavního města Prahy. Autorka výstavy A. Pomajzlová prezentovala grotesknost v umění jako "hrůzu ze života" a východisko z dobové bezútěšnosti. S otevřením možností vystavovat se Nepraš vrátil s novou vitalitou k volné tvorbě.

### 1990–2002

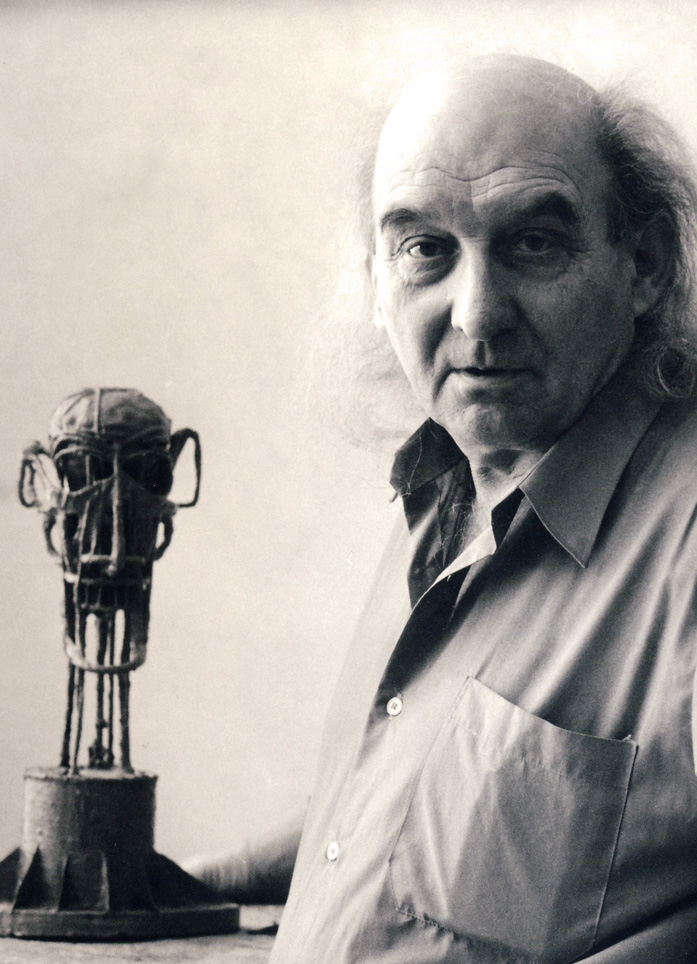
Profesor Karel Nepraš v ateliéru

Od roku 1990 působil Karel Nepraš jako docent, od roku 1991 profesor a vedoucí ateliéru Socha 1 (Škola Karla Nepraše) na Akademii výtvarných umění v Praze až do dubna 2002. Ve školním roce 1996–1997 byl ateliér během rekonstrukce budovy Akademie přemístěn do Doubice. Součástí studia byly povinné návštěvy výstav moderního umění, zájezdy do zahraničí (Řecko, Benátské biennale, Dokumenta-Kassel, Paříž, Berlín, Vídeň), letní sochařský plenér na Helfštýně, vedený Mariusem Kotrbou, společné výstavy studentů Neprašova ateliéru.
Nepraš jako pedagog ctil otevřenost a přímočarost a nesnášel pozérství. Komunikoval spíše mimoverbálně a spoléhal na sochařskou inteligenci svých studentů, kladl důraz na obsah, smysl a význam, hledání formy bylo až následné. Součástí metodiky výuky byl problém tvaru a proporcí a řešení vztahu obsahu a formy. Byl přirozenou a všeobecně váženou autoritou pro studenty i vedení AVU a umožnil studentům konzultace s dalšími pedagogy. Z jeho ateliéru obvykle nikdo nepřestupoval jinam. O blízkém a přátelském vztahu studentů a studentek ke svému profesorovi svědčí i interní přejmenování ateliéru na Lesbickou školu Karla Nepraše, každoroční večírek k Neprašovým narozeninám, spontánně vytvořený Neprašův playmate kalendář nebo aspikové torzo vytvořené k jeho jubileu.
Nepraš využil svou zkušenost ze studia u Jana Laudy (zprostředkovaně Jana Štursy) a zavedl praxi modelování podle živého modelu, který byl v ateliéru k dispozici každý den mezi 8–12. hodinou. Odpoledne se studenti mohli věnovat vlastní volné tvorbě. Součástí svobodné a klidné atmosféry v Neprašově ateliéru bylo soustředění na práci a umělecká tvorba jako přirozený způsob života, nikoli orientace na výkon. Z Neprašova ateliéru vzešla řada výrazných osobností - např. sochařky Paulina Skavová, Martina Hozová a Klára Klose nebo sochař Zdeněk Šmíd a malíř MICL.
Roku 1992 uspořádala Galerie hlavního města Prahy Slavnostní večer u příležitosti životního jubilea Karla Nepraše. Roku 1994 vytvořil sousoší Dialog VIII - Hromosvod, v rámci symposia Prostor Zlín. Na přelomu let 1993–1994 se zúčastnil obnoveného Mezinárodního symposia prostorových forem v Ostravě (socha Jogín, 1994) a roku 1998 Symposia železné plastiky v Třineckých železárnách. Během mezinárodního keramického symposia Světlo, stín a porcelán v Lounech se roku 1996 seznámil s keramikem Ivanem Jelínkem, který mu předal zkušenosti pro práci s elektroporcelánem. V letech 1994–1998 spolupracoval na rekonstrukcích pražských paláců s arch. Pavlem Kupkou. Zvítězil v soutěži na pomník Jaroslava Haška na Žižkově (1995), ale nedožil se jeho realizace a roku 2005 pomník dokončila jeho dcera Karolína Kračková. Roku 2000 byl vyzván, aby se zúčastnil soutěže na pomník Franze Kafky.
Karel Nepraš se intenzivně věnoval vlastní tvorbě a v letech 1991–2019 měl více než 30 autorských výstav. Největší retrospektivní výstava děl Karla Nepraše se uskutečnila roku 2012 v Centru současného umění DOX. Byl zastoupen na stovkách skupinových výstav doma i v zahraničí (Německo, Francie, USA, Nizozemí, Belgie, Velká Británie, Rakousko, Švédsko, Norsko, Finsko, Polsko, Španělsko, Indonésie).
Karel Nepraš zemřel v Praze 5. dubna 2002, tři dny po svých 70. narozeninách. Je pohřben na hřbitově u kostela svatého Jiří v Libušíně. Prezident Václav Havel mu roku 2002 udělil Medaili za zásluhy in memoriam.

### Ocenění
- 1962 Stříbrná medaile, International Exhibition of Modern Ceramics, Praha
- 2002 Medaile Za zásluhy 1. stupně in memoriam

## Dílo

### Kresby a grafika
První Neprašovy humorné kresby vznikly roku 1956 během povinných přednášek marxismu na AVU, původně jako hra a odezva na kresby Bedřicha Dlouhého, později na kreslené vtipy Saula Steinberga. Nakonec opustily lyrickou primitivizující poetiku směřující k abstrakci a vyvinuly se ve svérázný, často velmi drsný a černý kreslený humor, kterým reagoval na politický útlak tehdejší doby. Nebyl pouhou recesí, ale měl nezbytnou obrannou funkci. Charakterizovala ho satira, parodie, ironie, sarkasmus, persifláž a groteska. Už od konce 50. let vycházely Neprašovy kresby časopisecky, v 60. letech např. v časopisu Plamen nebo Hostu do domu, krátce i v Dikobrazu, po roce 1989 v časopisu Přítomnost. V 60. letech vyšly jeho kresby knižně (Totenklagen, Artia 1966, Puppenbusen (Satirische Zeichnungen), 1969). Nebyly to karikatury ani kreslené vtipy, ale vyznačovaly se trpkou pravdivostí a kladly nároky na vnímatelův intelekt. Kresby byly základem i pro jeho pozdější sochařskou tvorbu.
Kresby lidských postav z konce 50. let reflektují absurdní, odlidštěný a odcizený svět, kde hrůza a děs i komičnost a humor vyrůstají ze stejného základu (Pohřeb klauna, 1957). Některé byly inspirované četbou - ilustrace ke Kafkovi (Proces, 1959) nebo básním E. A. Poea (Berenice, 1960), hudbou (Šmidrotón, 1959) nebo společenskou atmosférou (Loutkové divadlo, Labyrinty světa, 1956–1961) a postupně se vyvinuly ve specifický druh černého humoru s existenciálním podtextem (Malá surovost, 1959). Nepraš sám uvádí, že krutost a surovost zaznamenával bezděčně a nechtěně se záměrem ukázat co na skutečnosti není hezké, aniž by chtěl moralizovat. Kafkův Zámek přesně vystihoval atmosféru 50. let a nadlouho ovlivnil Neprašovo cítění, myšlení i životní filozofii. Rudolf Komorous ve své korespondenci začal užívat pojem divnost jako estetický princip a ostatní Šmidrové se s ním ztotožnili. Koncepce "divnosti" se projevovala jako polymorfní asamblážová technika v malbě, sochařství i hudbě a absurdity historických reálií české totalitní společnosti ji dodávaly stále nové impulzy.

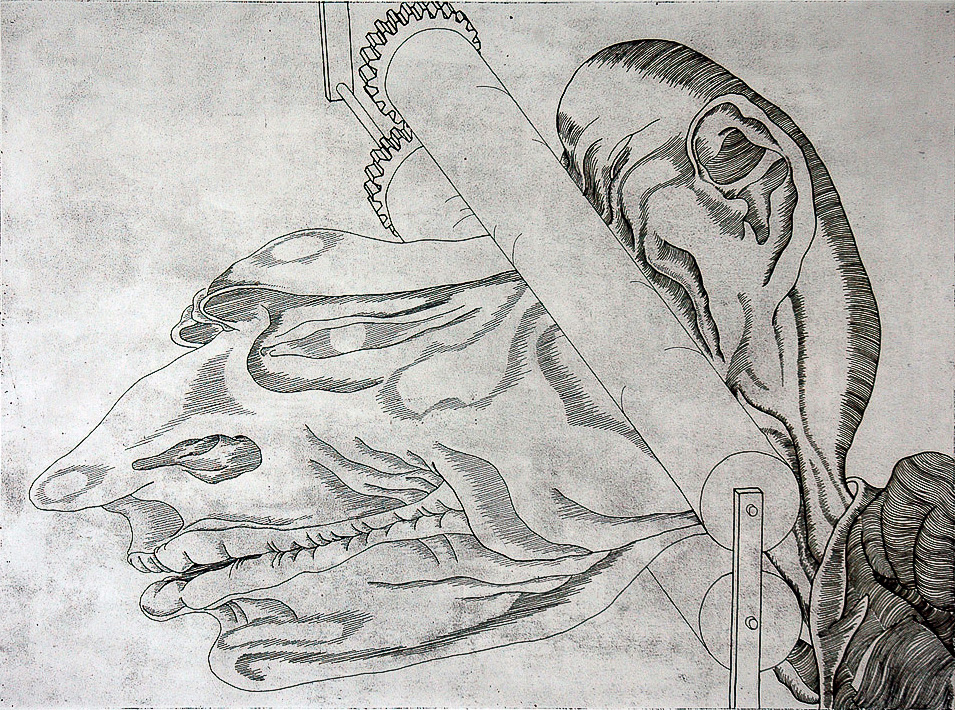
Nepříjemná situace (1969), lept 59 x 70 cm
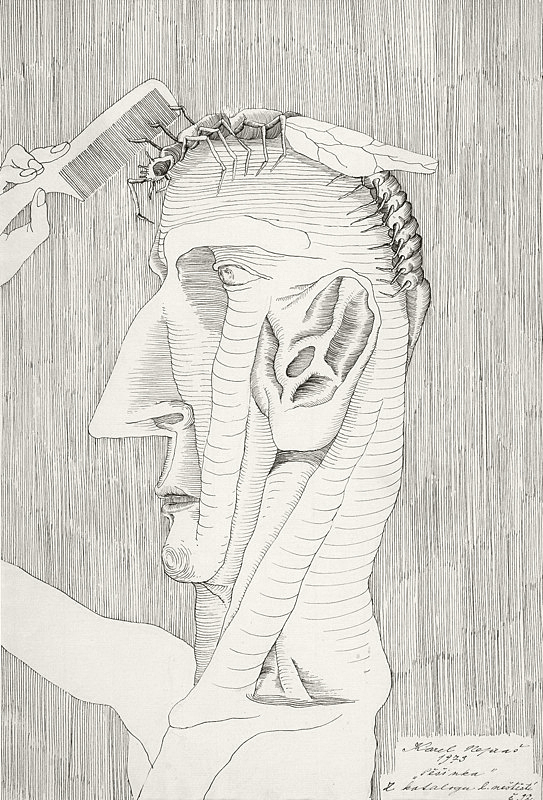
Pěšinka z katalogu Lidských neštěstí (1973)
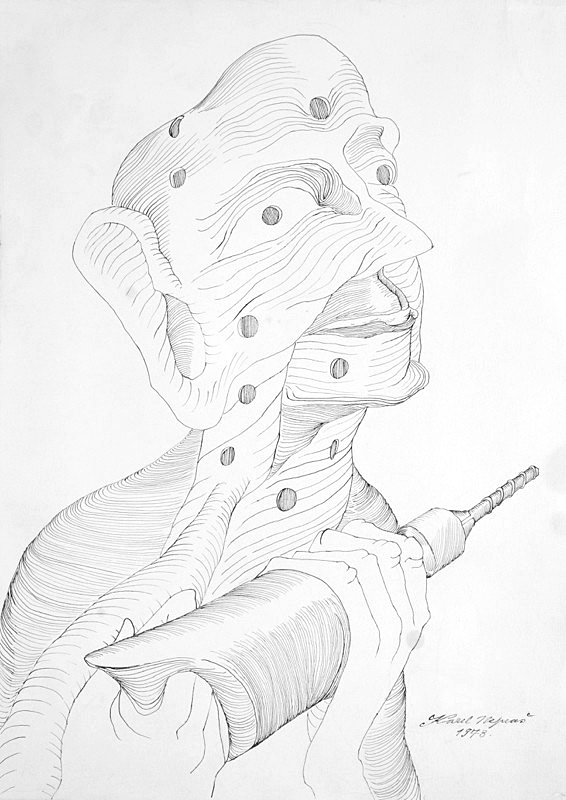
Muž s vrtačkou (1973)
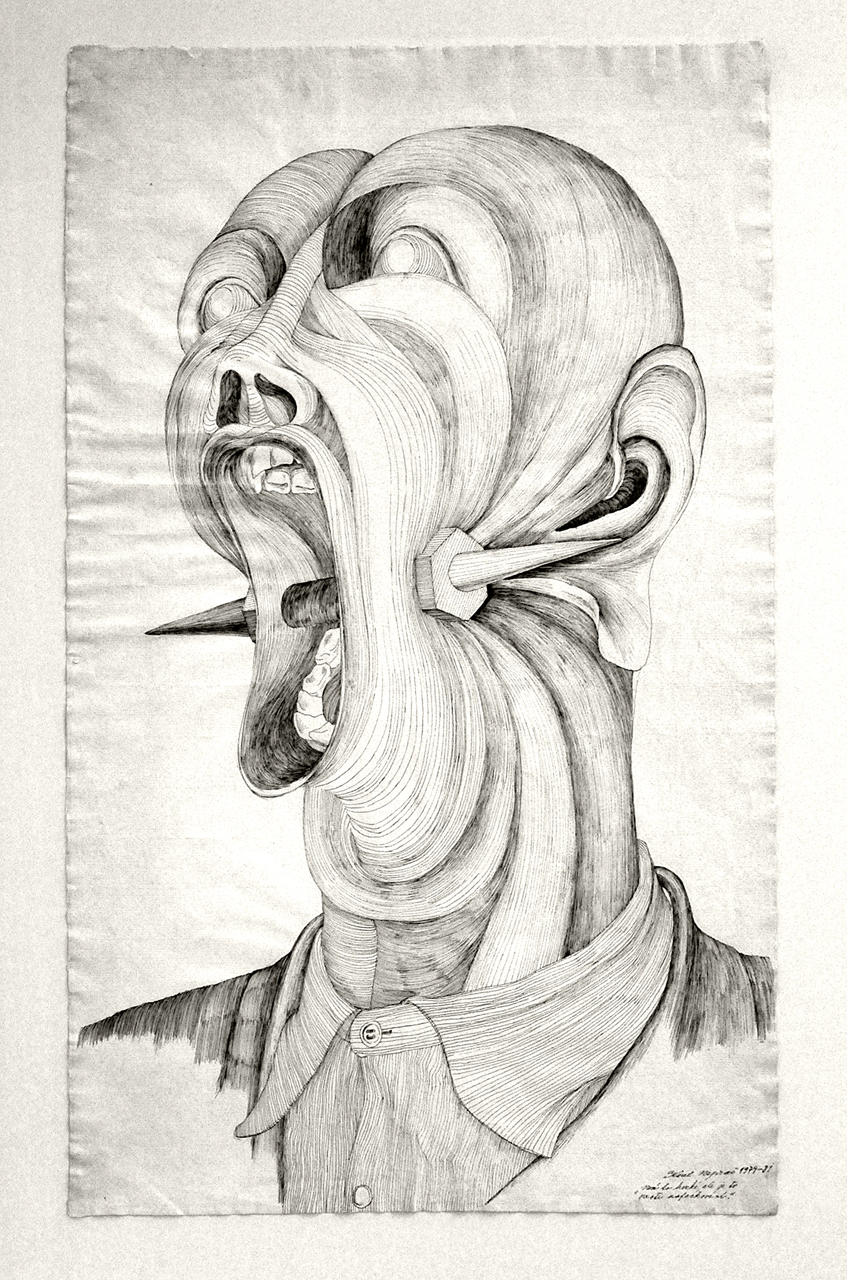
Není to hezké, ale je to proti nafackování (1979–1981)
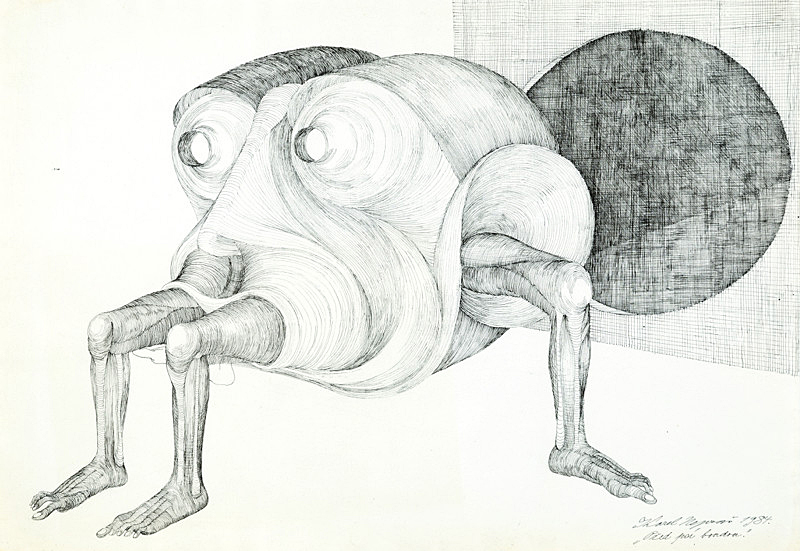
Před psí boudou (1984)
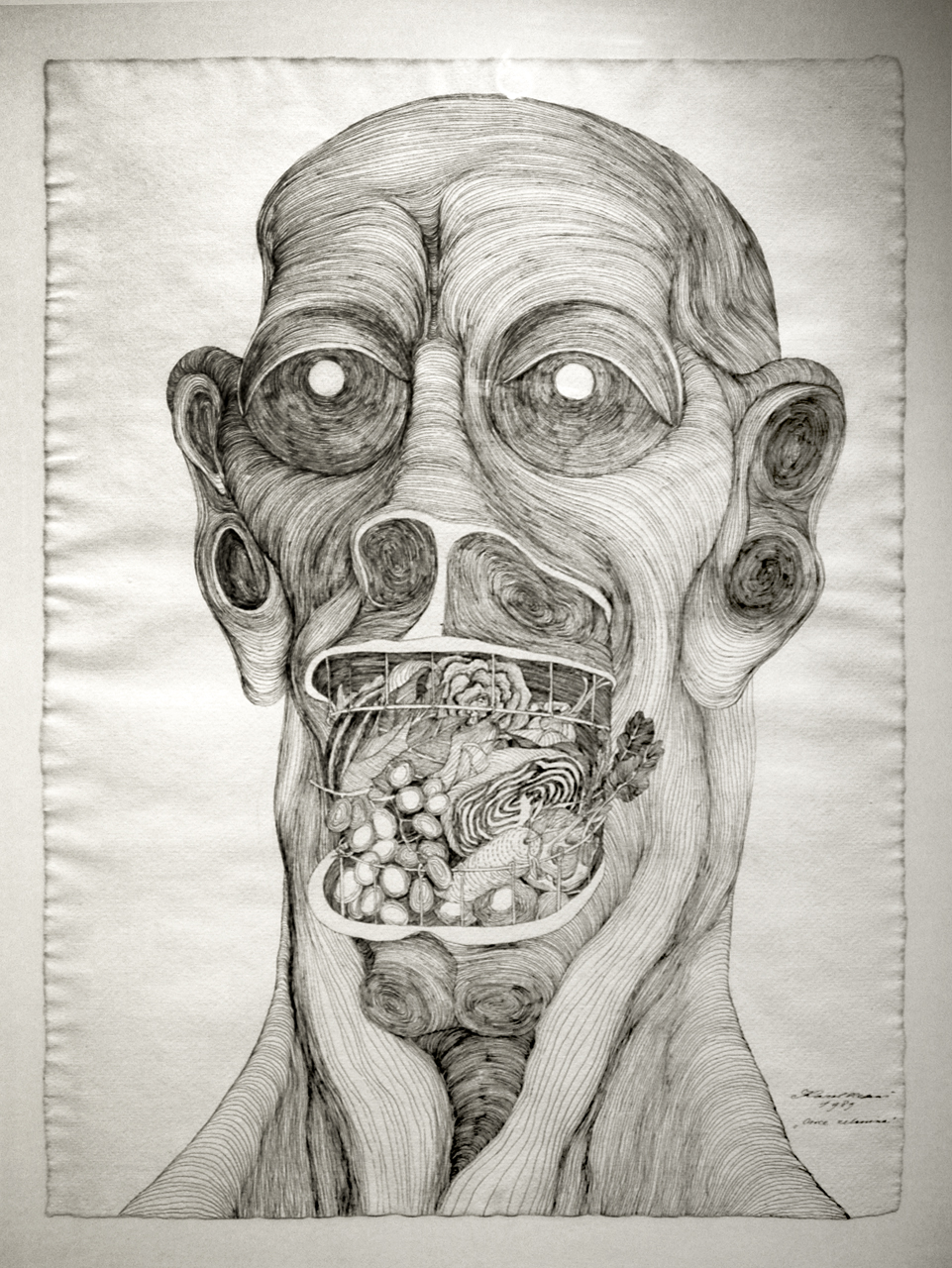
Ovoce, zelenina (1989)
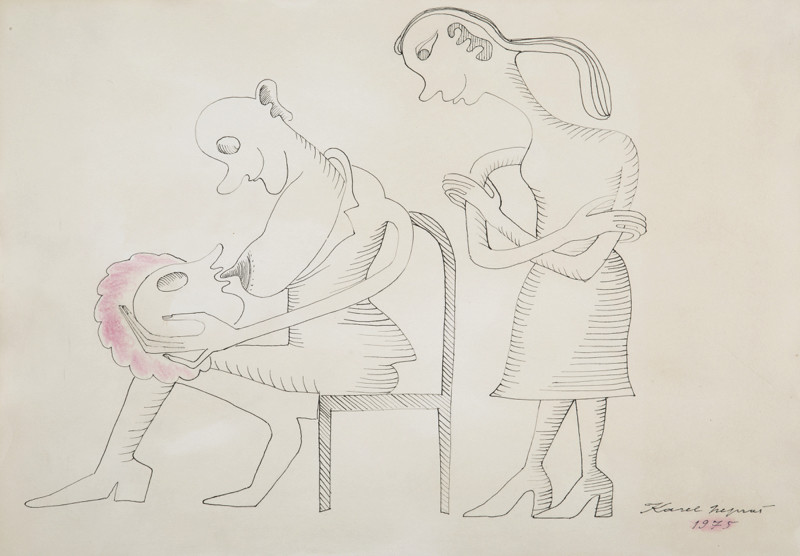
Kojení (1975)
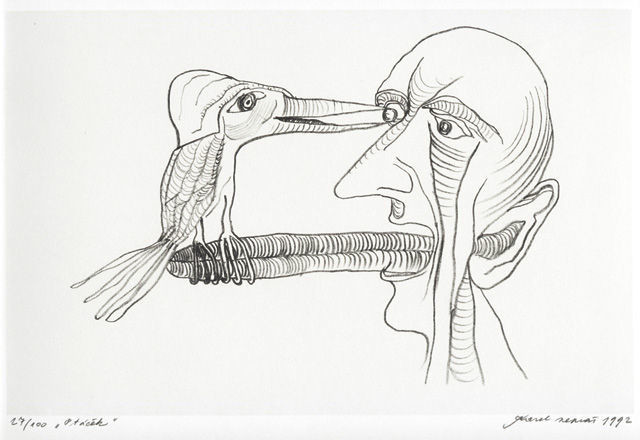
Ptáček II (1992)
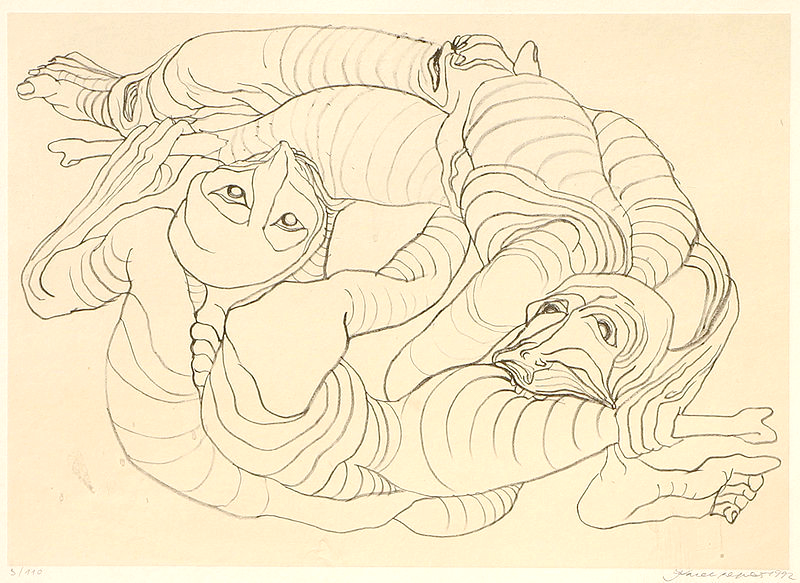
Souboj (1992), litografie
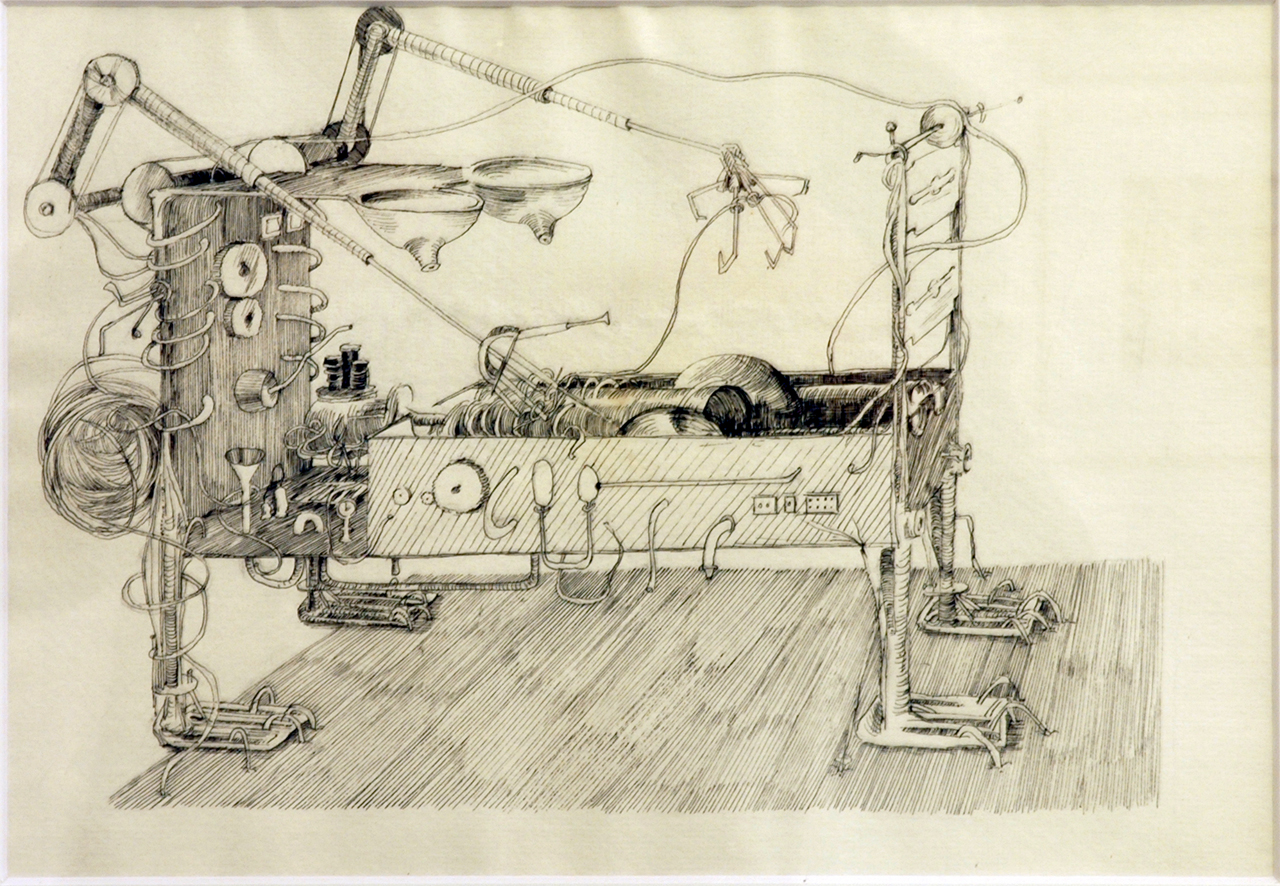
Prsa na jiný způsob (ca. 1997)

Po krátké periodě nefigurativní (1960) vznikaly následující Neprašovy kresby paralelně se sochařskou tvorbou a předcházely expresivním figurám a hlavám s obnaženými tělesnými strukturami. Nepraš našel inspiraci v anatomických kresbách, ale nečerpal z nich doslovně. Selektivně a s metaforickou nadsázkou zdůraznil uši, nosní dutiny a zubní kanály, nebo šlachy, cévy a nervy. Kresby reflektovaly absurdní děje a dospěly postupně k větší významové složitosti (varianty Dialogů, Všechno je v kouli, katalog Cyklus lidských neštěstí, 60.–80. léta), se zachováním ironizujícího pohledu a nelaskavého humoru.
Neprašova tvorba má paralely s článkem Karla Kosíka "Hašek a Kafka neboli groteskní svět", publikovaným roku 1963 v souvislosti s konferencí o Franzi Kafkovi v Liblicích. Kosík v něm rozvíjí metaforu moderní společnosti jako absurdního Velkého mechanismu, v němž s člověk ocitá bezmocný v síti byrokratické mašinerie a ve zvěcnělé odcizené skutečnosti. Neprašovy grafiky (Nepříjemná situace, 1969) a také sochy z druhé poloviny 60. let tento pocit ilustrují zapojením různých převodů a pohyblivých částí. Specifickým osobním svědectvím o peripetiích života jsou Neprašovy novoročenky, které svou radikálností postihují jádro skutečnosti. Jejich humor nahradí už koncem 60. let nevolnost, osamění, ohrožení, manipulace, útlak a otrava.
Některé cykly kreseb vyšly knižně v 60. letech (Totenklagen, Pohřební písně, 1966) a v 80. letech v AJG Hluboká nebo v samizdatu (nakl. Trigon). Na sklonku 80. let ilustroval Klímovo Utrpení knížete Sternenhocha (Paseka, 1990). Během 90. let vytvořil ilustrace k novým vydáním knih z nakladatelství Franze Kafky.
Mimo kreseb vytvořil Karel Nepraš také četné grafické listy, převážně technikou leptu a litografie (Nepříjemná situace, Berenice, Ptáček).

### Keramika a porcelán
Z přelomu padesátých a 60. let pocházejí keramické figury lidí a zvířat (Psí anděl jako pomník, Psí matka a dítě jako fontána, 1961) nebo stylizovaná ženská torza. Nepraš využil keramiku i pro strukturální reliéf, ale počátkem 60. let dal přednost práci s kovem. Některé menší keramické plastiky vznikaly paralelně s jinou tvorbou do 80. let.
Na keramickém symposiu v Hradci Králové vytvořil roku 1971 Karel Nepraš rozsáhlou asambláž z majolikových prvků Velká fontána (sbírka AJG Hluboká). Z 80. let pochází série Hlav-fontán z kameninových rour, litiny a instalatérského materiálu.

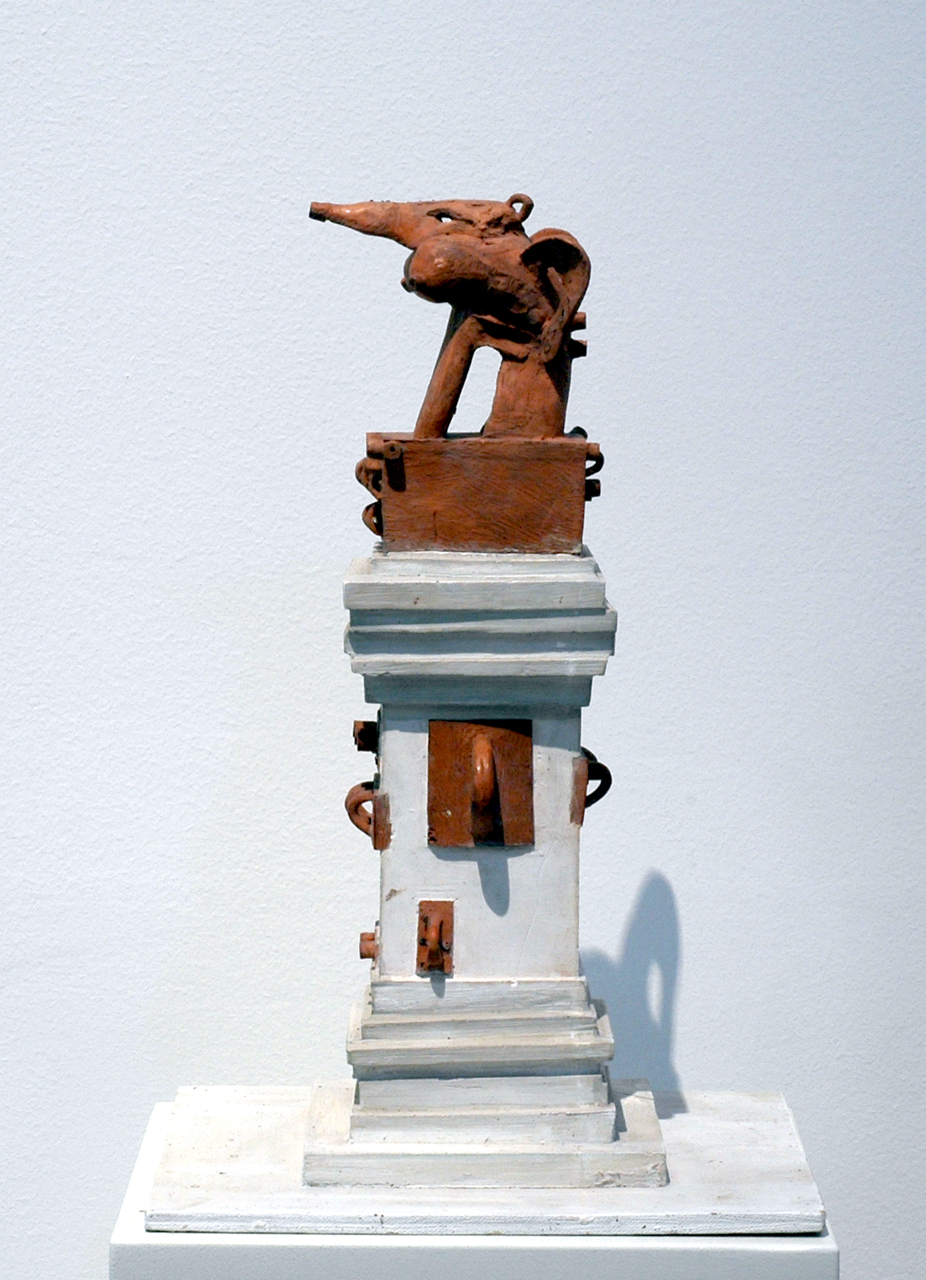
Psí anděl jako pomník (1961)
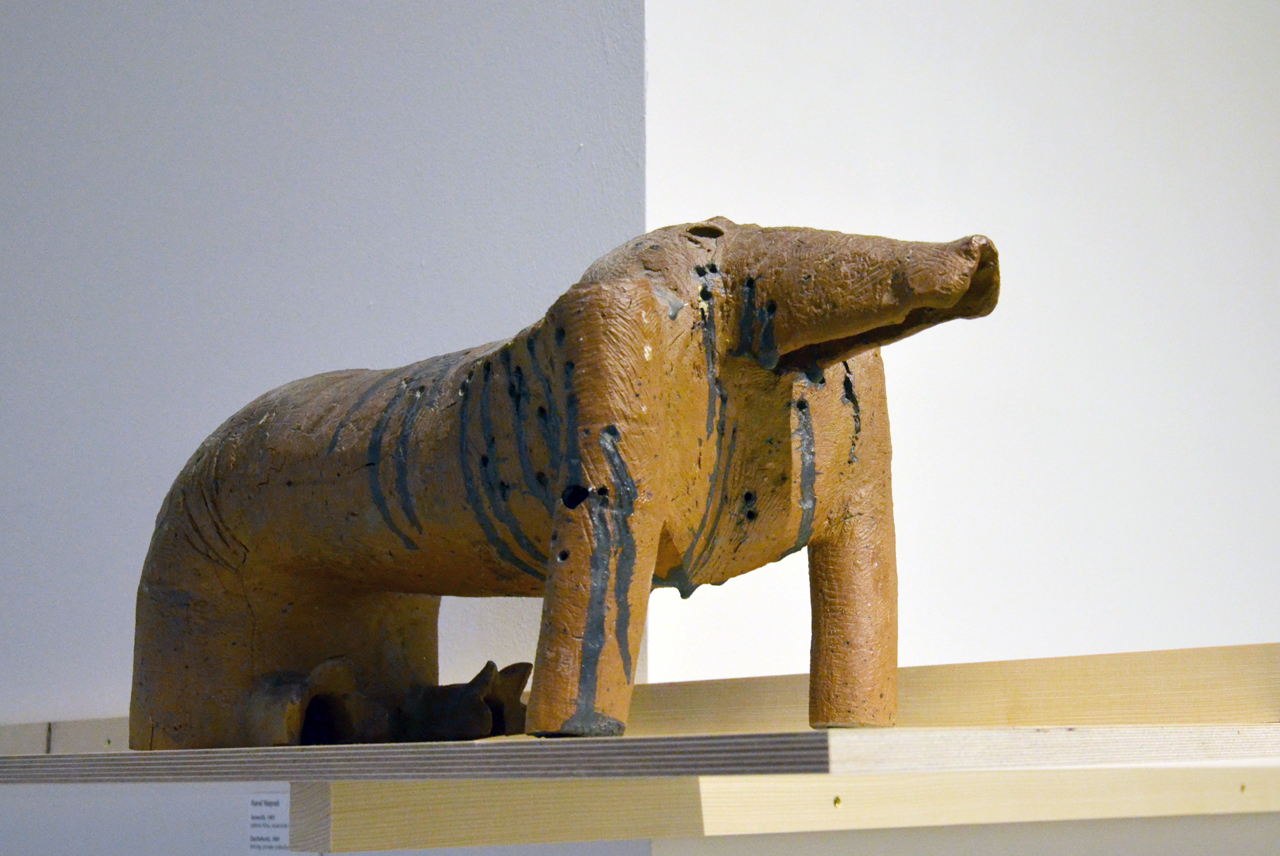
Jezevčík (1961)
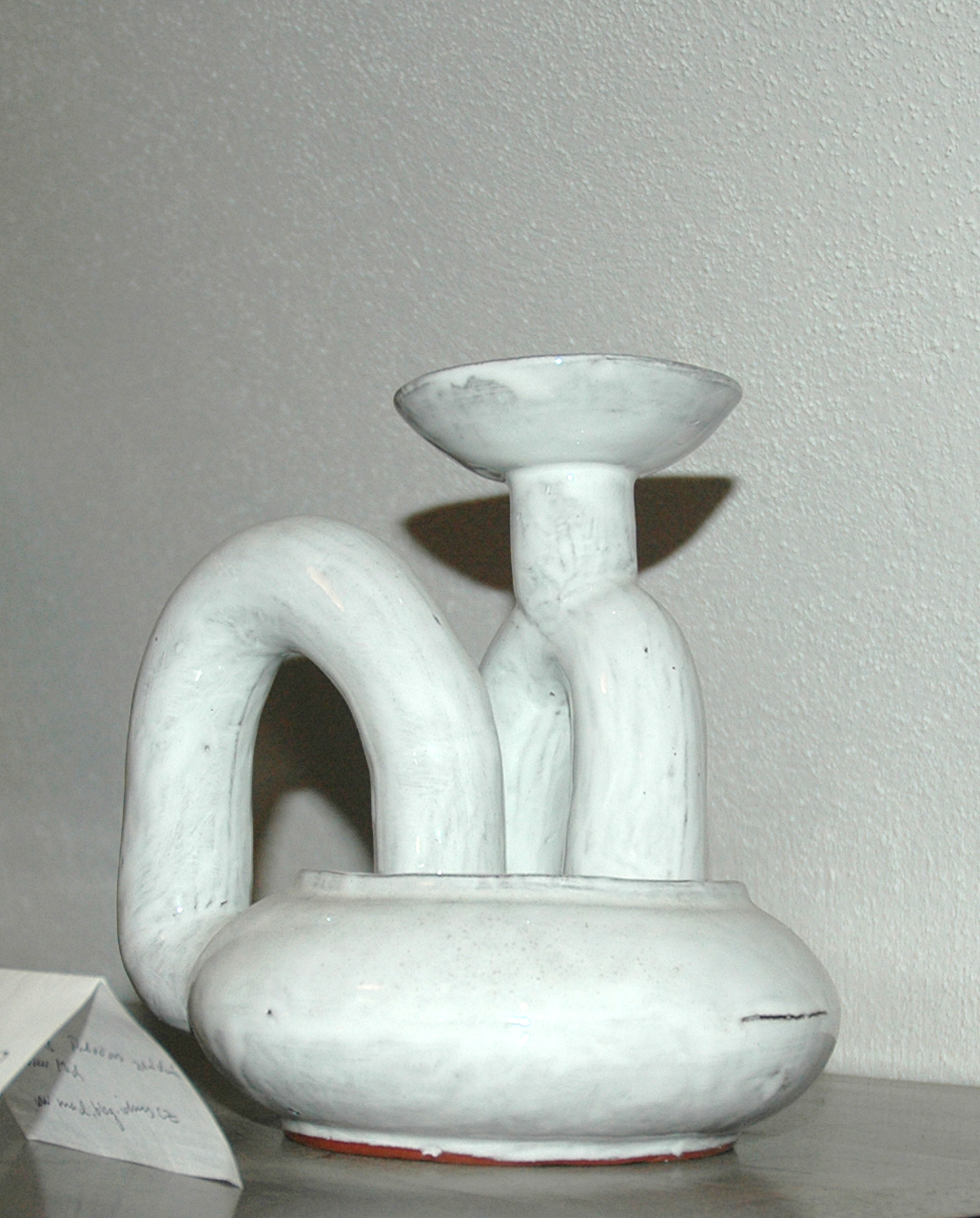
Svícen-fontána (70. léta)

### Kovové sochy a asambláže (60.–70. léta)
První klasicky modelované protáhlé figury (Stojící, Žena s odhaleným nitrem 1959) navazují na tehdejší Neprašovy kresby. Počátkem 60. let vytvořil Nepraš informelní měděné reliéfy (1960, 1961) a poté několik soch z mosazného nebo měděného plechu s výraznou vnitřní strukturou žeber a výstupků (Reliéf, 1962, Luneta I, 1963, Malý reliéf, 1963). Následovala perioda experimentů s galvanizovanými, většinou informelními kovovými plastikami (Hyena, před 1964, Reliéf, 1964). Nepraš zvolil tuto technologii, pracující s prvkem náhodného narůstání hmoty, aby urychlil strukturaci povrchu, ale výčnělky, které neodpovídaly jeho představě, před dokončením odstranil (Galvanizovaná plastika, 1961). Později přešel ke svařovaným sochám, inspirovaným F. Kafkou (Portrét Řehoře Samsy 1964, varianty Zámku, 1963, 1967) s vegetabilními motivy nebo literárními prvky.

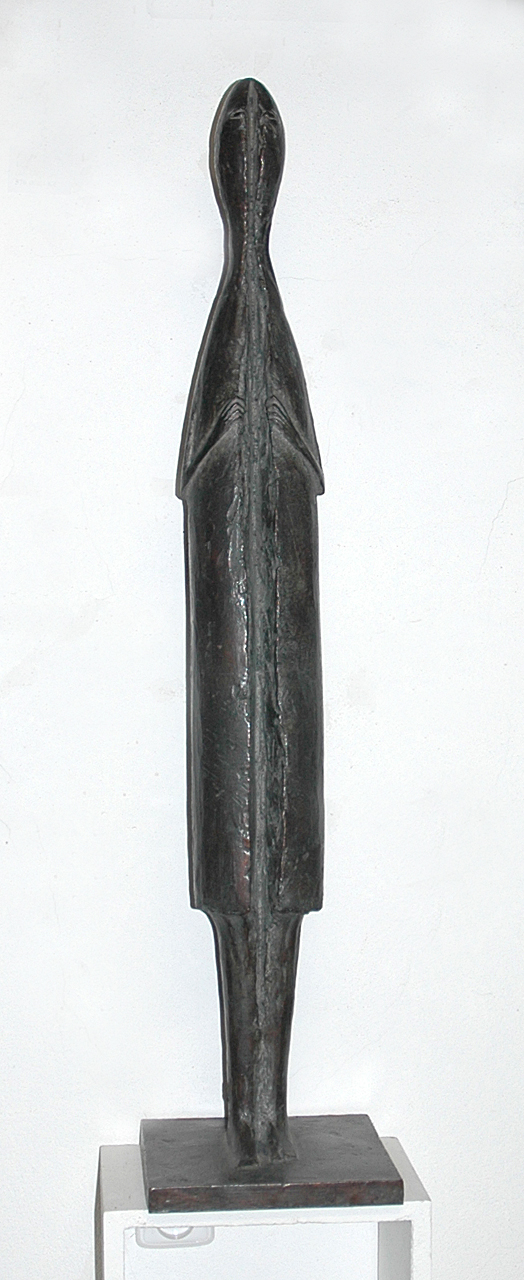
Stojící I (1959)
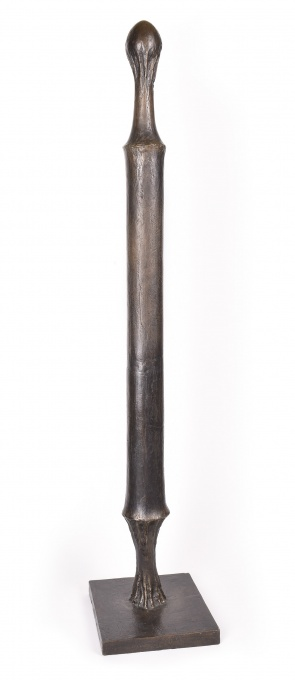
Stojící II (1959)
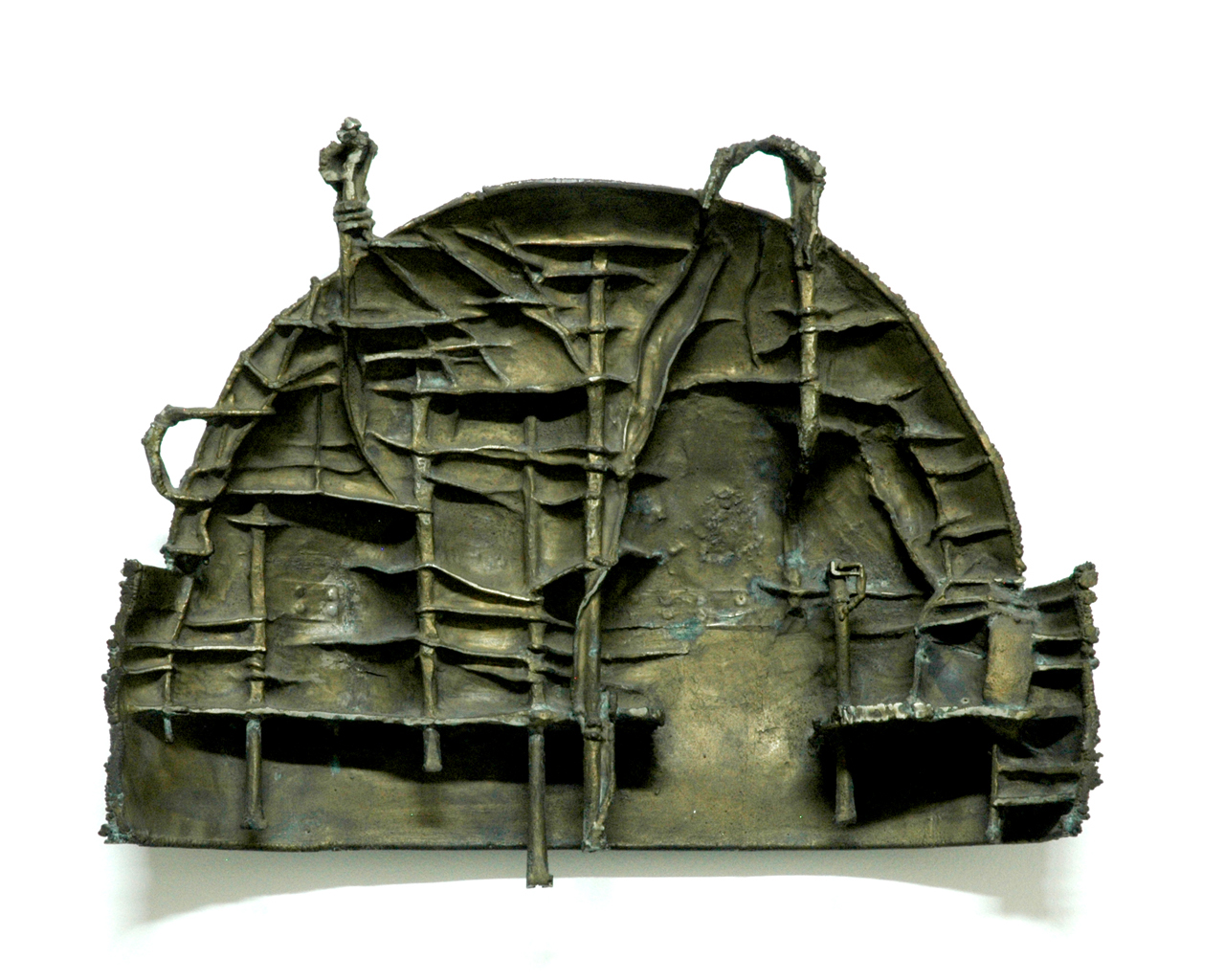
Luneta (1963)
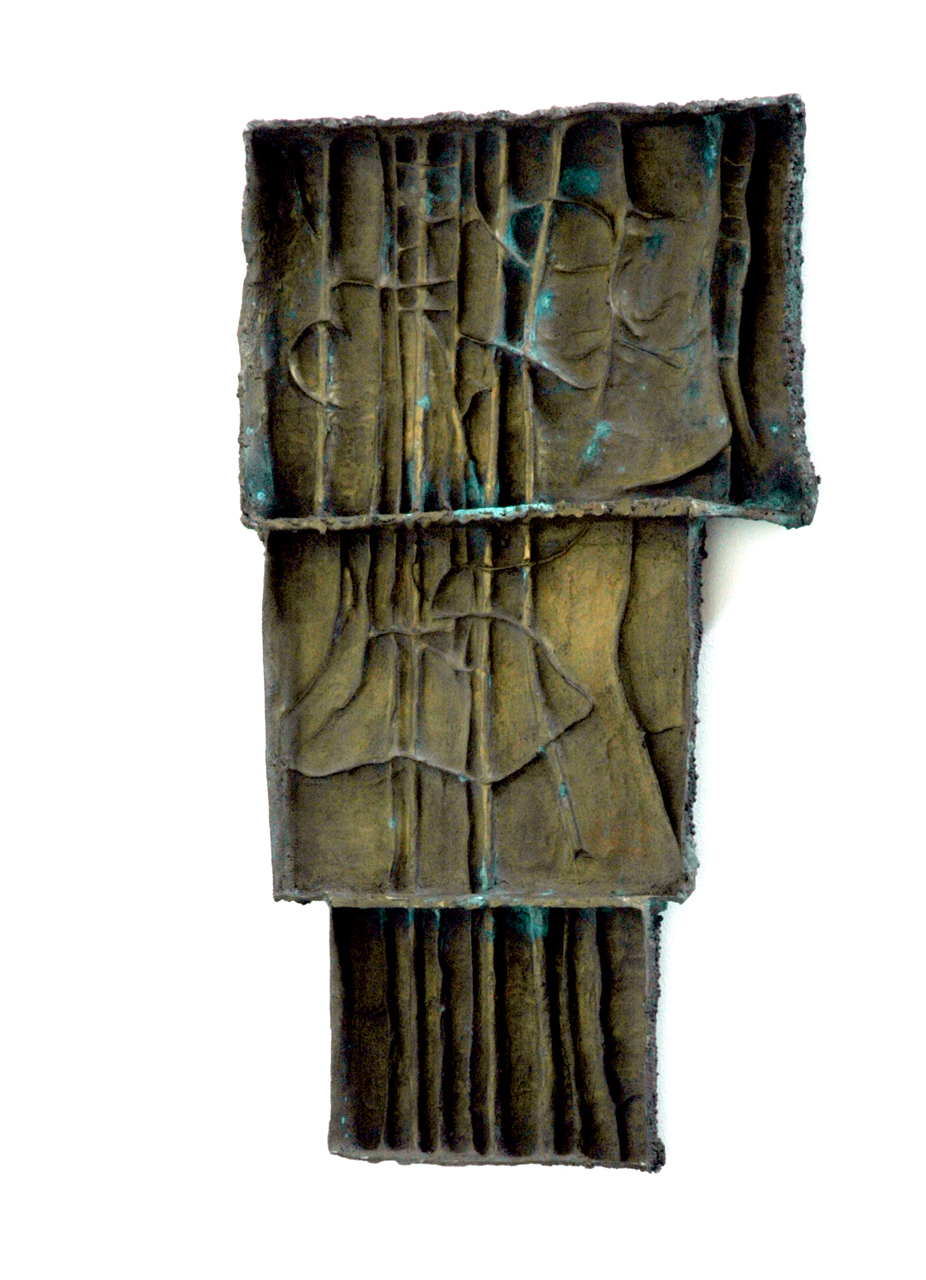
Malý reliéf (1963), Národní galerie Praha
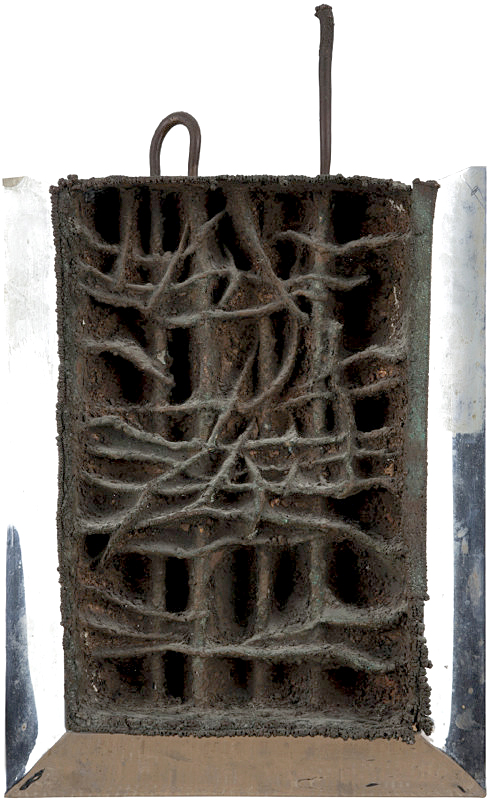
Galvanický reliéf (1964)
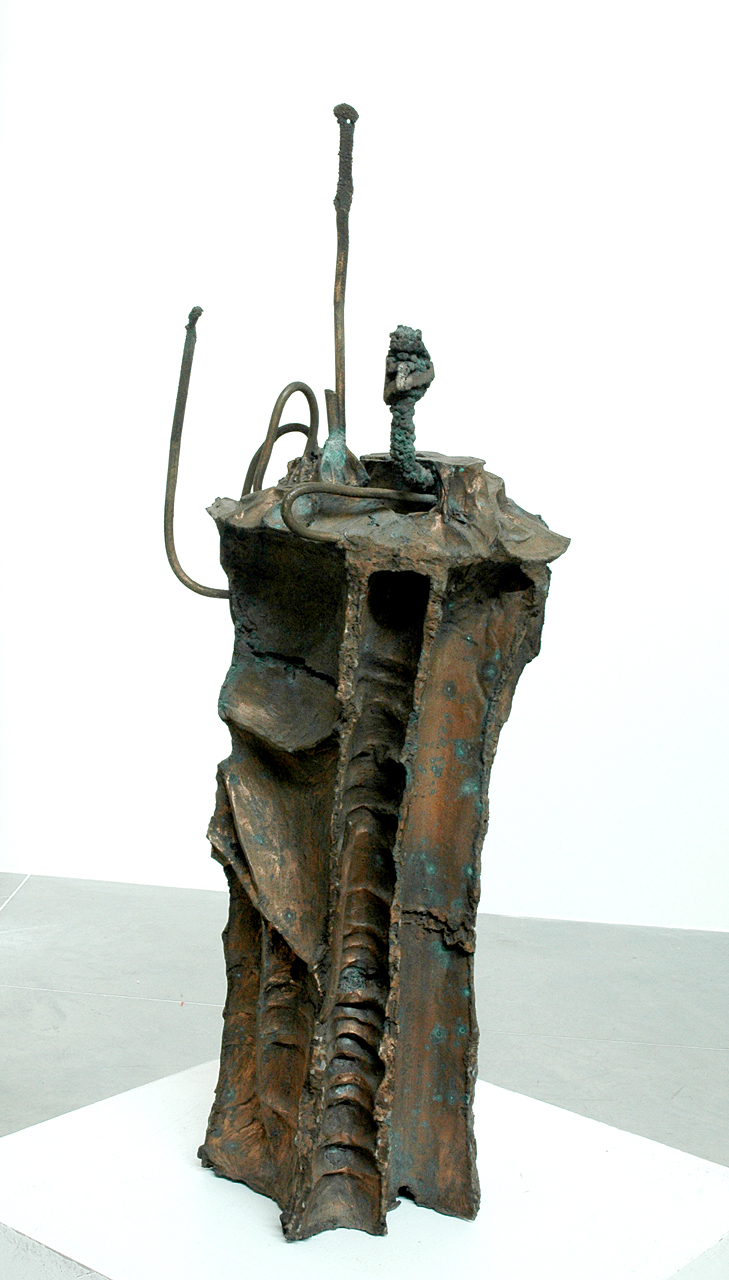
Portrét Řehoře Samsy (1964)
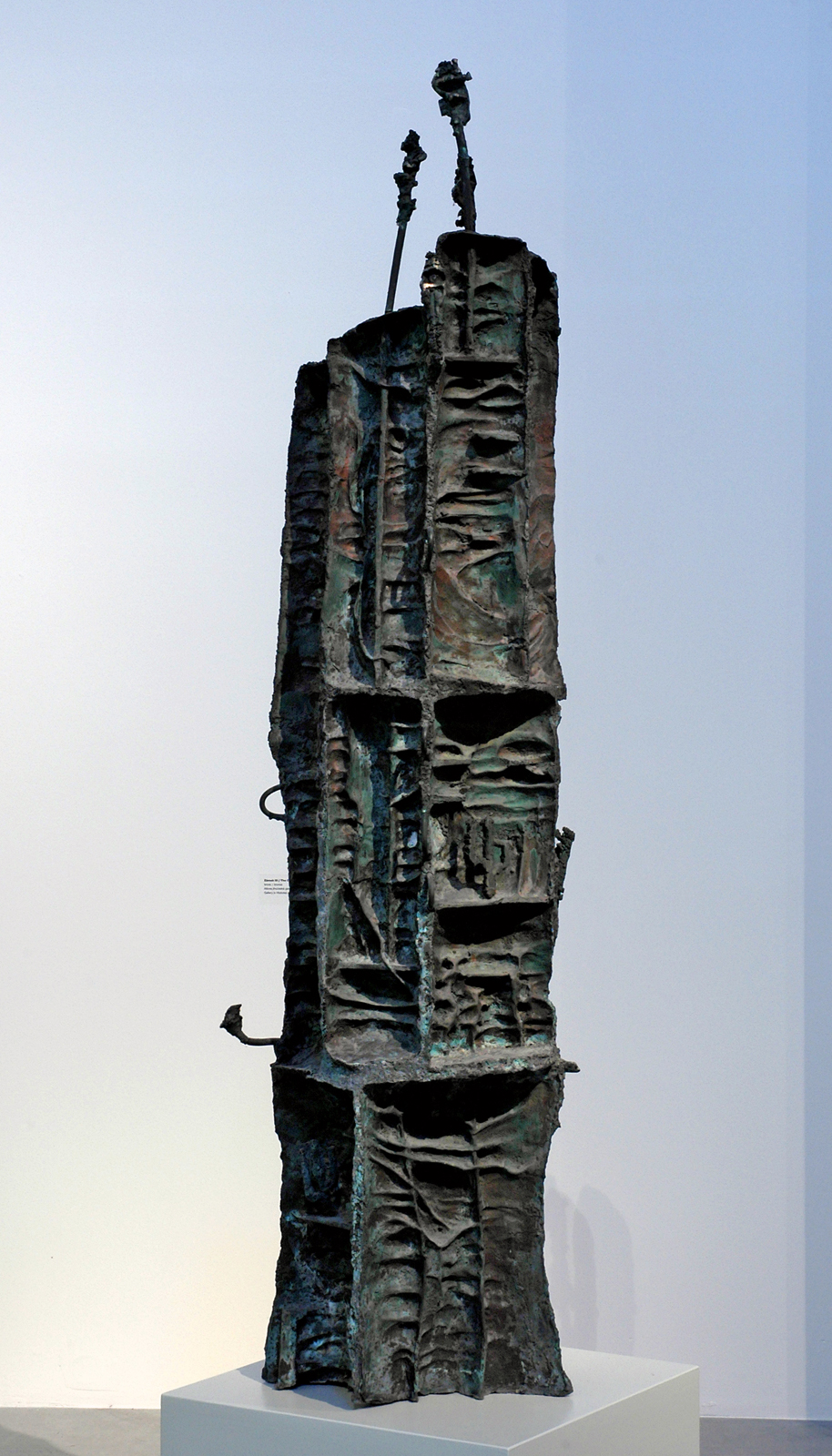
Zámek III (1967), Alšova jihočeská galerie v Hluboké nad Vltavou
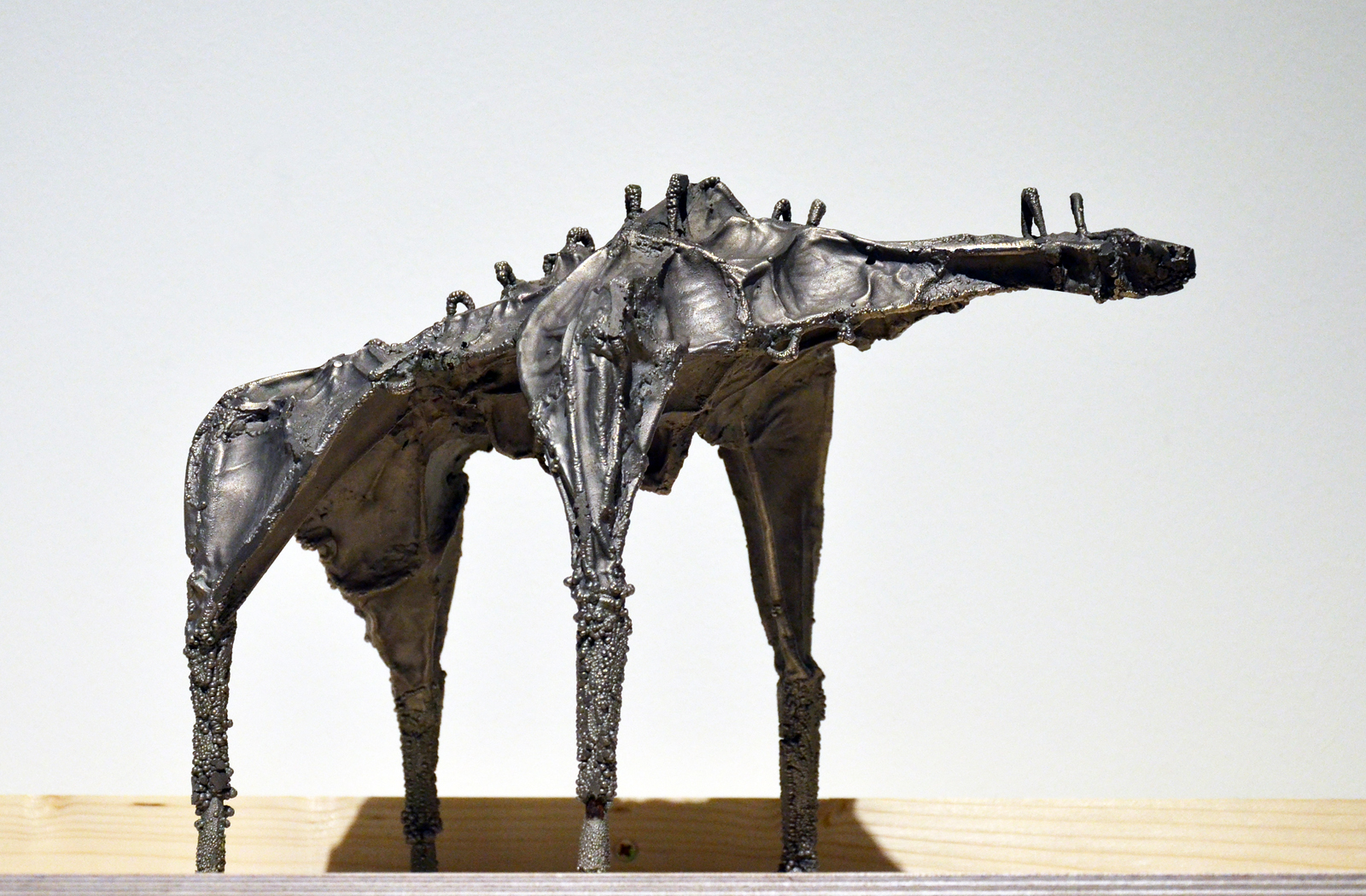
Hyena (před r. 1964)

V roce 1964 vyrobil Karel Nepraš z drátů, textilu a červeného laku hlavičky pro připravovaný loutkový balet dle E. A. Poea a libreta Jana Koblasy, s hudbou Rudolfa Komorouse (Maska červené smrti), kde pohyb loutek mělo nahradit proměnlivé nasvícení. K realizaci nakonec nedošlo, ale později tuto techniku uplatnil na sérii větších soch hlav a postav. Figurální typ byl již fixovaný v kresbách, ale nutná stylizace při stavbě sochy znamenala i významový posun. Sochy vznikaly velmi pracnou technikou jako asambláže drátů, trubek i nalezených kovových předmětů spojených textilem nebo dámskými punčochami a fixovanými epoxidem, kolorované obvykle červeným lakem ke zvýraznění plasticity. Syrový vzhled hlav bez kůže umožnil vložit do nich nejrůznější výrazy, od netečnosti až k zoufalství, úzkosti a výhrůžce. Původně autor zamýšlel odlít sochy do bronzu, ale nakonec dal přednost účinku syrového materiálu a odlity byly jen některé menší figury vytvořené podobným způsobem (Posluchač hudby 1976/77). Nepraš tím rozhodně opouští zavedené sochařské postupy a akademické řemeslo, ale nenahrazuje sochu objektem. Propojuje organicky ready-made a klasickou figurální plastiku. S banálními předměty, které volí k výstavbě svých děl, pracuje ryze sochařsky a využívá jejich původní významový potenciál i specifické sochařské kvality. Zapojuje je do nové, vlastní výtvarné struktury, jejíž pojetí dál rozvíjí tradici monumentální figurace.
Součástí šmidří mytologie byla Moroa, sestra Démony z románu Ladislava Klímy, která spojuje andělskou ženskou křehkost se záhrobní hrůzou. V Neprašově hororově atraktivním pojetí jsou jeho tři verze Moroy (1965–1967) anatomická monstra bez kůže, smontovaná z drátů potažených textilem a obarvená bílým, růžovým nebo červeným lakem. Některé rané sochy, vzešlé původně z loutek, nebyly ve větším měřítku dostatečně samonosné a musely být dodatečně vyztuženy (Moroa zvaná Berkciáda, 1966). Socha Sedící (1966) vznikla souběžně s Velkým dialogem (1966). V oblasti sochařské tvorby je Neprašův přínos světové poabstraktní asambláži, odvážně založený na satirické grotesce, jedním z nejpůvodnějších.

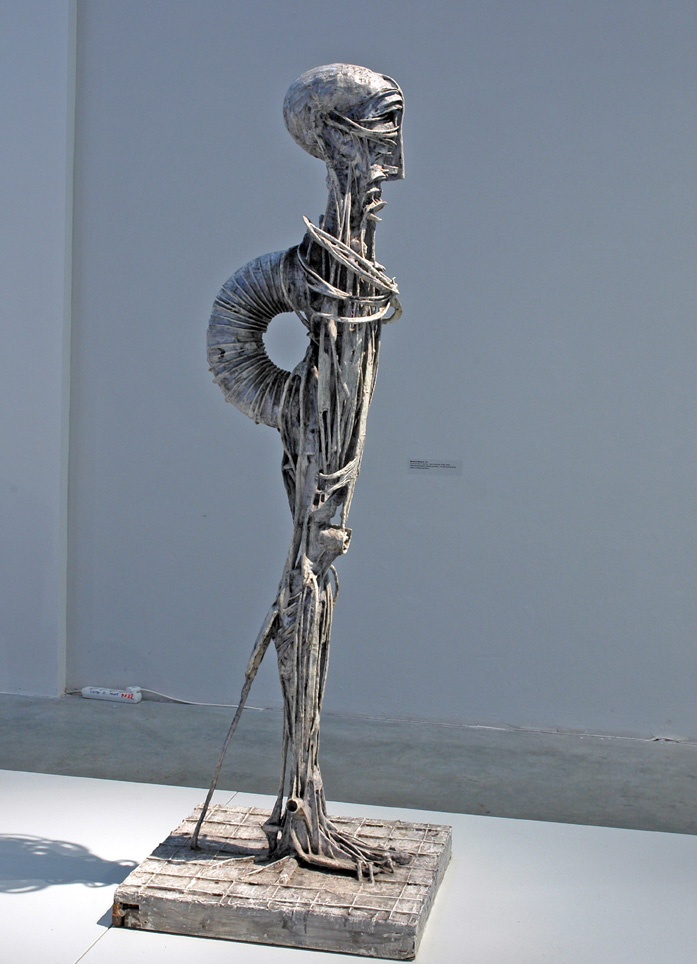
Moroa II (1966), kovová konstrukce, textil, lak, v. 176 cm
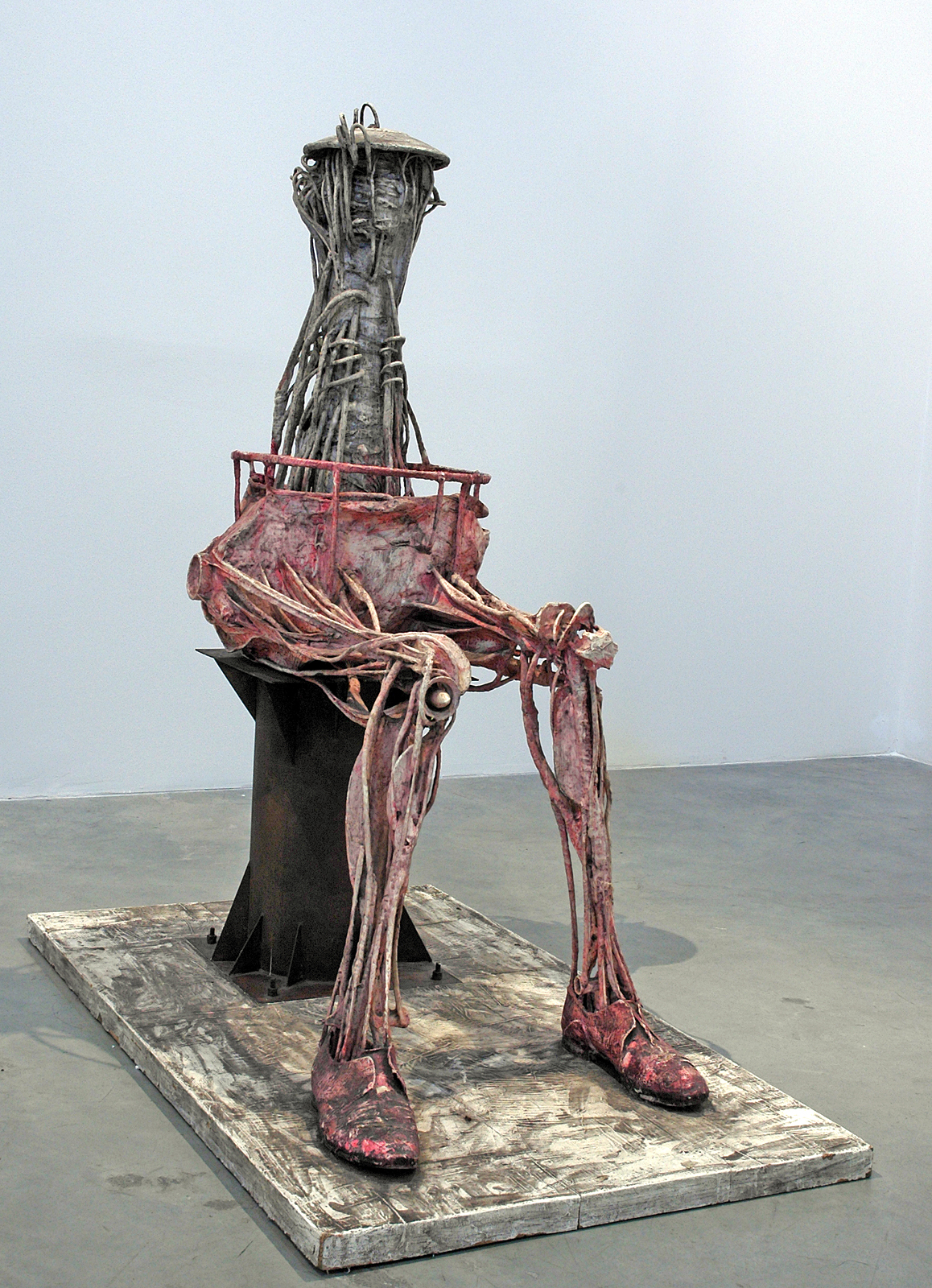
Sedící (1966)
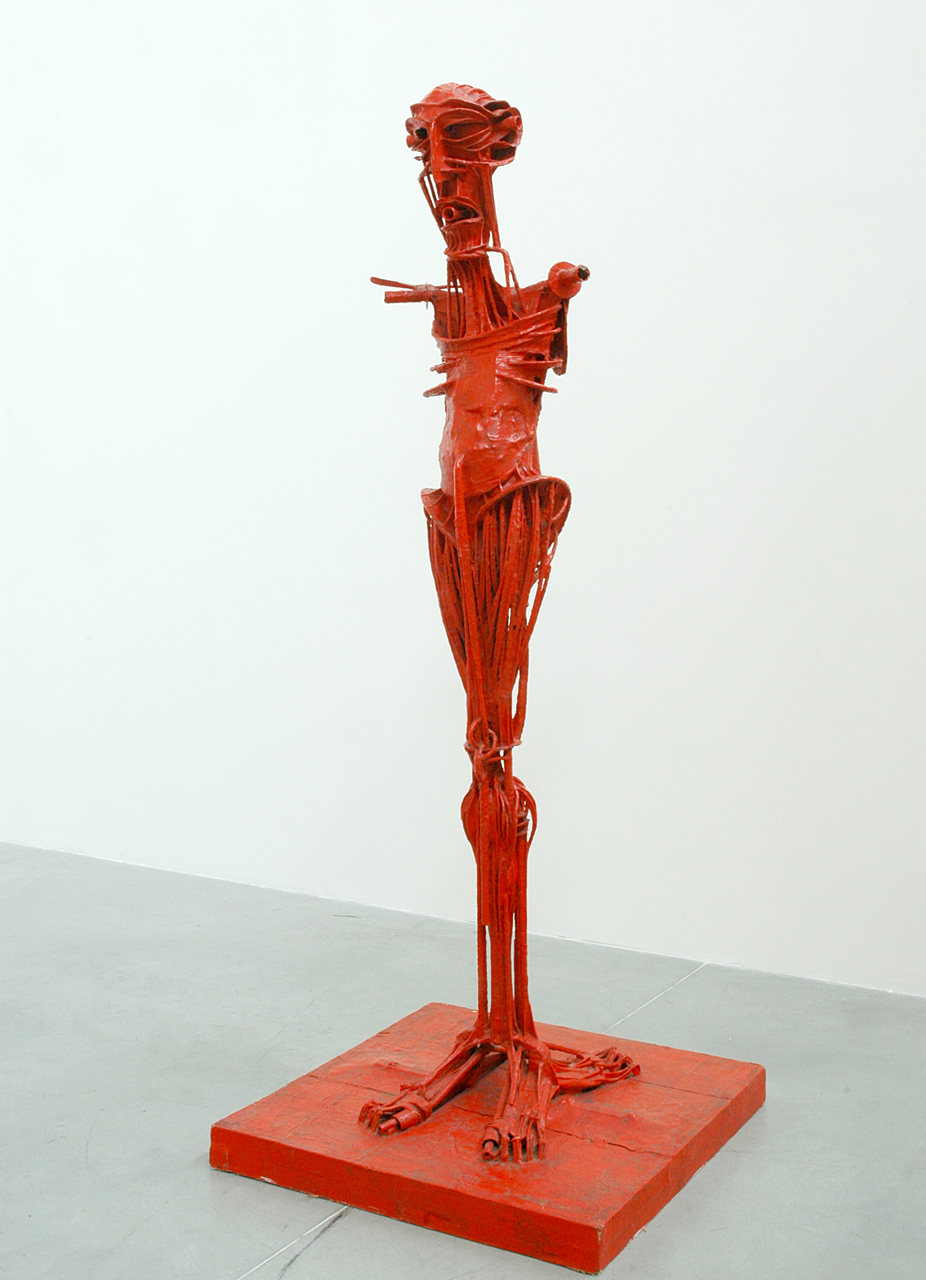
Šviháček - Moroa III (1967)
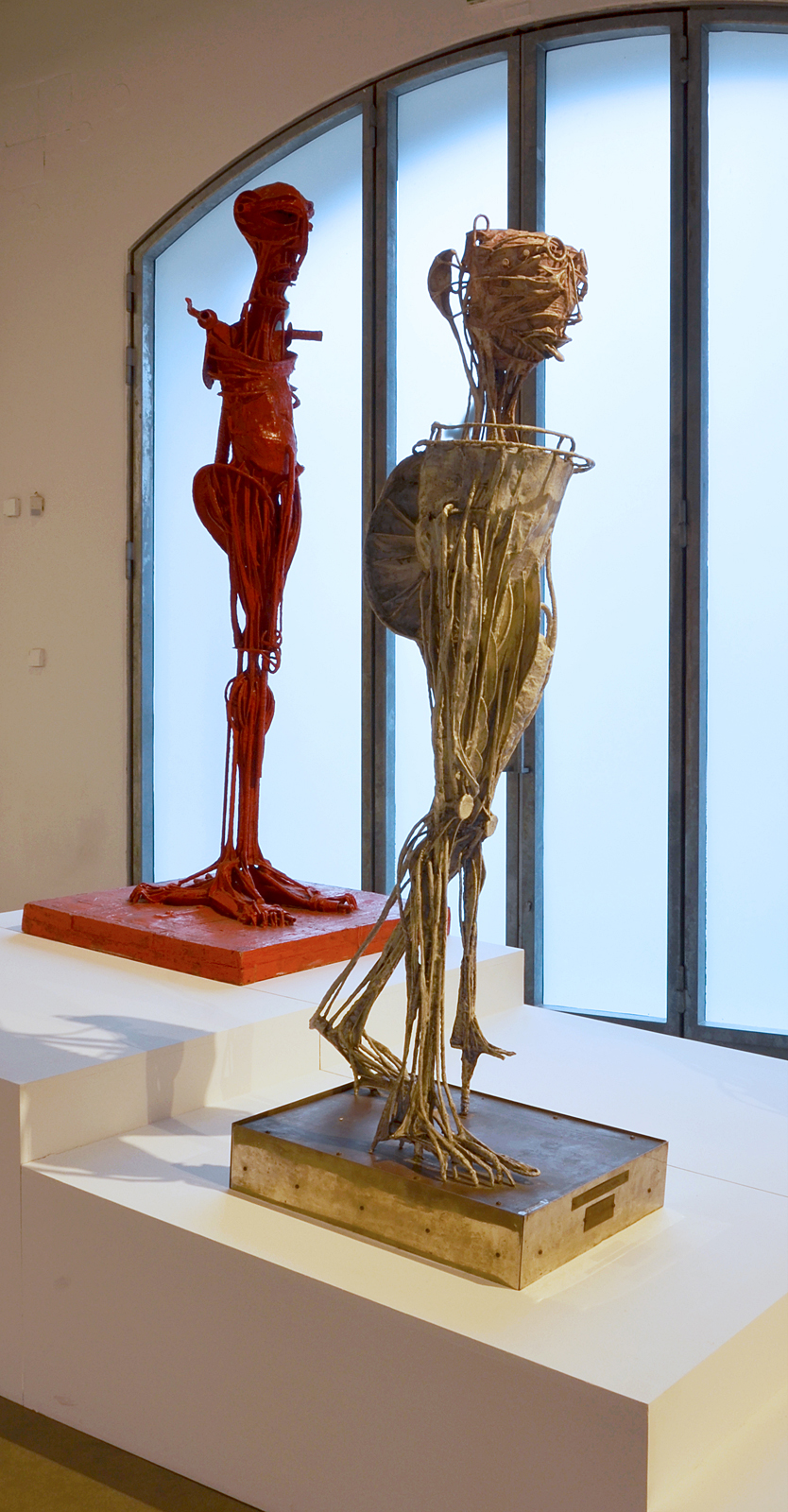
Moroa zvana Berkciáda (1965), Šviháček - Moroa III (1967)
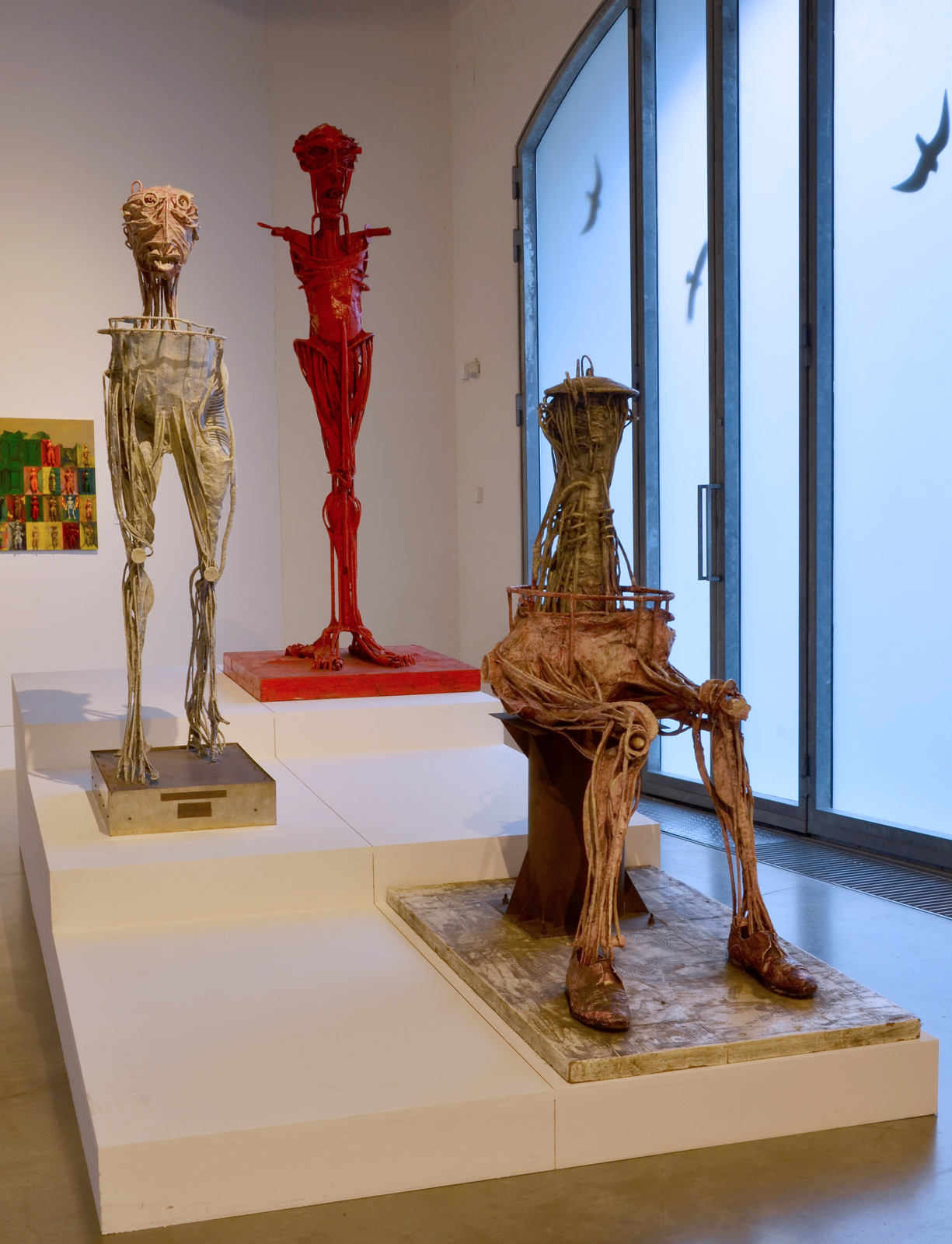
Sedící, Moroa I a III (1965–1967)

Ve druhé polovině 60. let vytvořil Nepraš kresbu a tři sochařské verze Dialogu (Dialog, 1965, Dialog II, 1967) z nichž Velký dialog (1966) se stal zásadním dílem českého moderního sochařství a je umístěn ve stálé expozici Národní galerie v Praze. Socha vznikala asi rok, ale Nepraš ji ve výsledku považoval za příliš jednoznačně sdělnou. Následovalo velké sedmifigurové sousoší Rodina (1967–1969), sestavené ze svařovaných kovových dílů a trubek obalených textilem a zčásti využívající některé náčiní (hrábě, vidle). Nepraš v té době užíval k dokončení výhradně jasně červený nitrocelulózový lak, kterým povrch sjednotil.

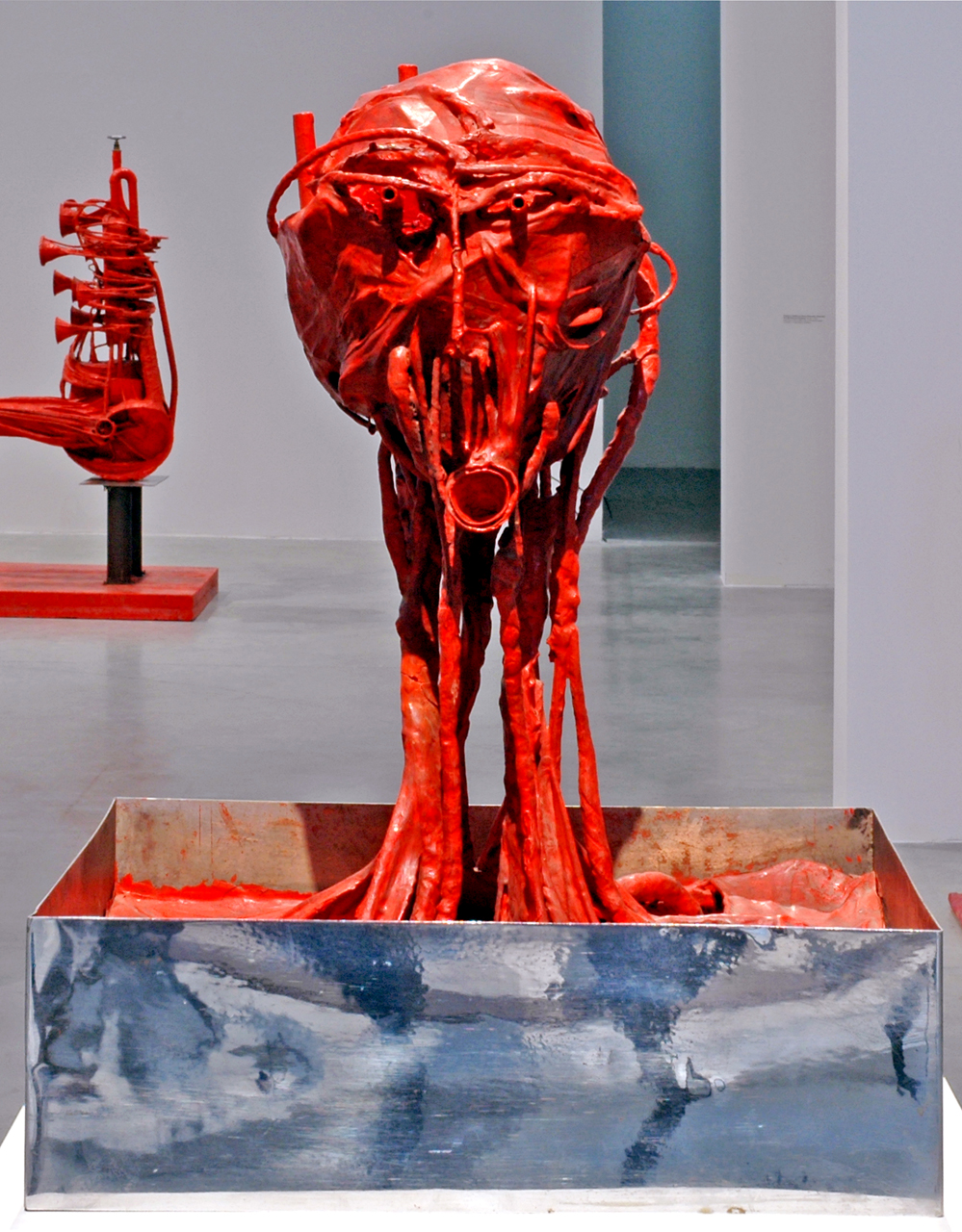
Hlava (1965)
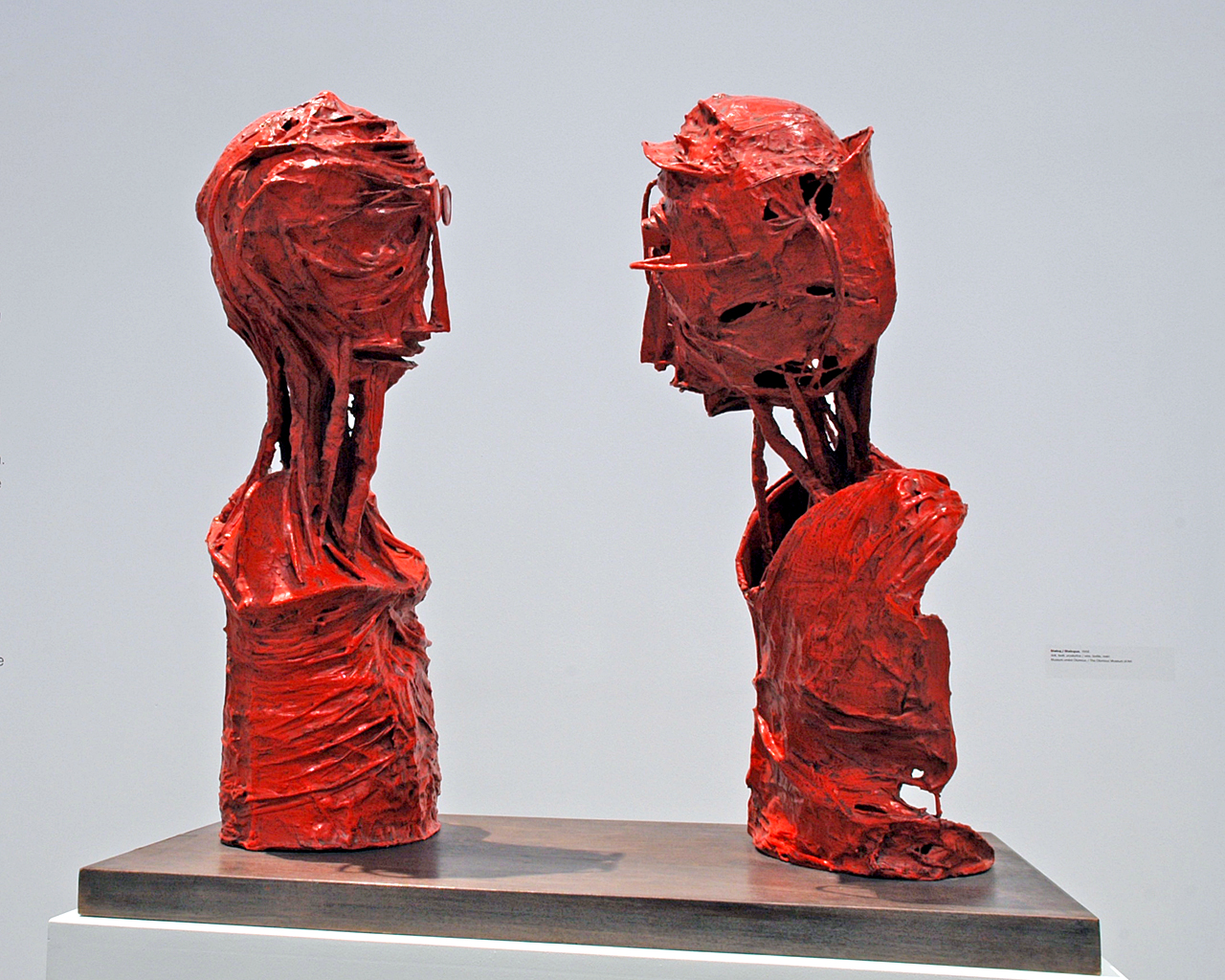
Dialog (1965)
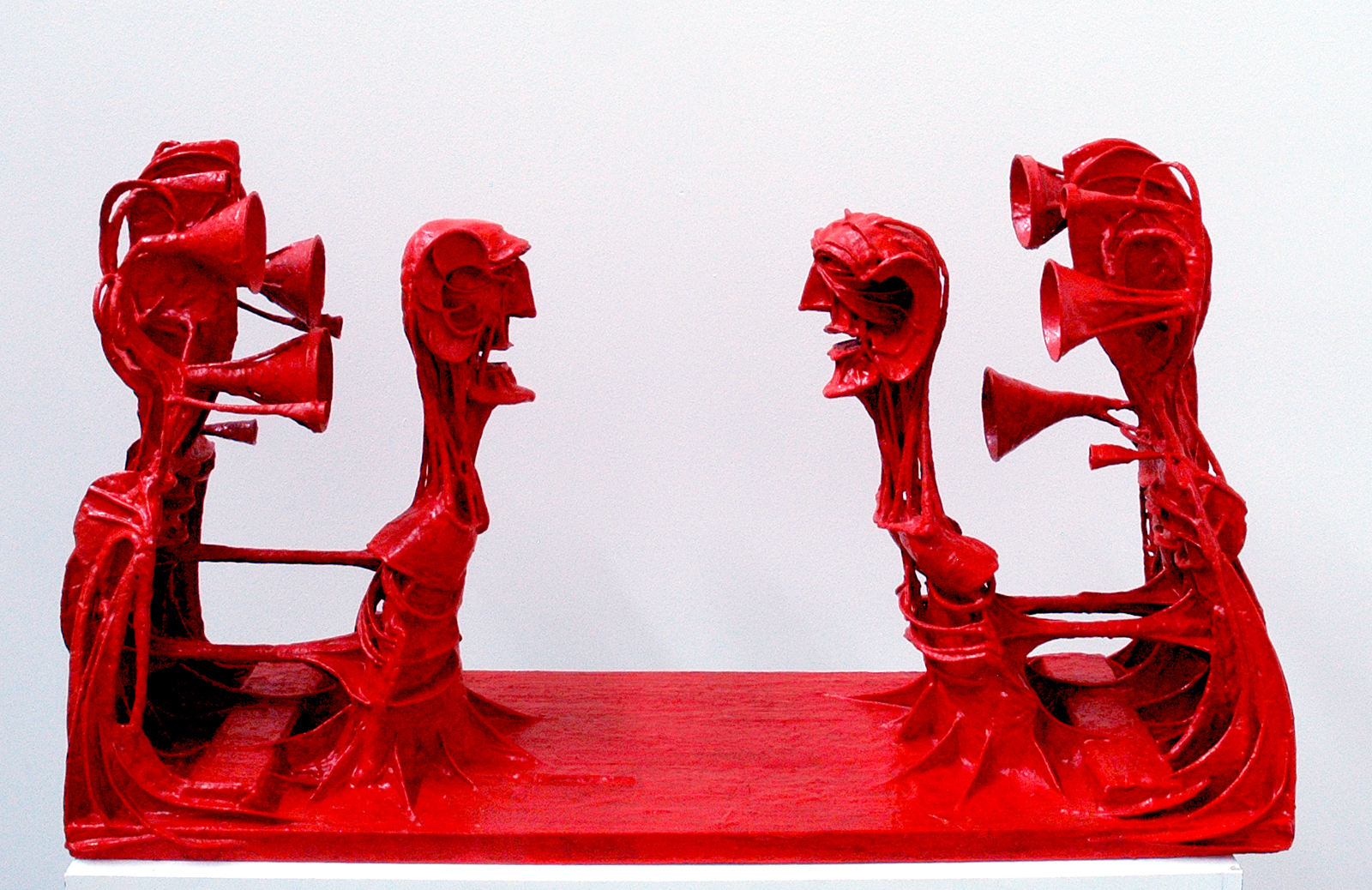
Dialog II (1967)
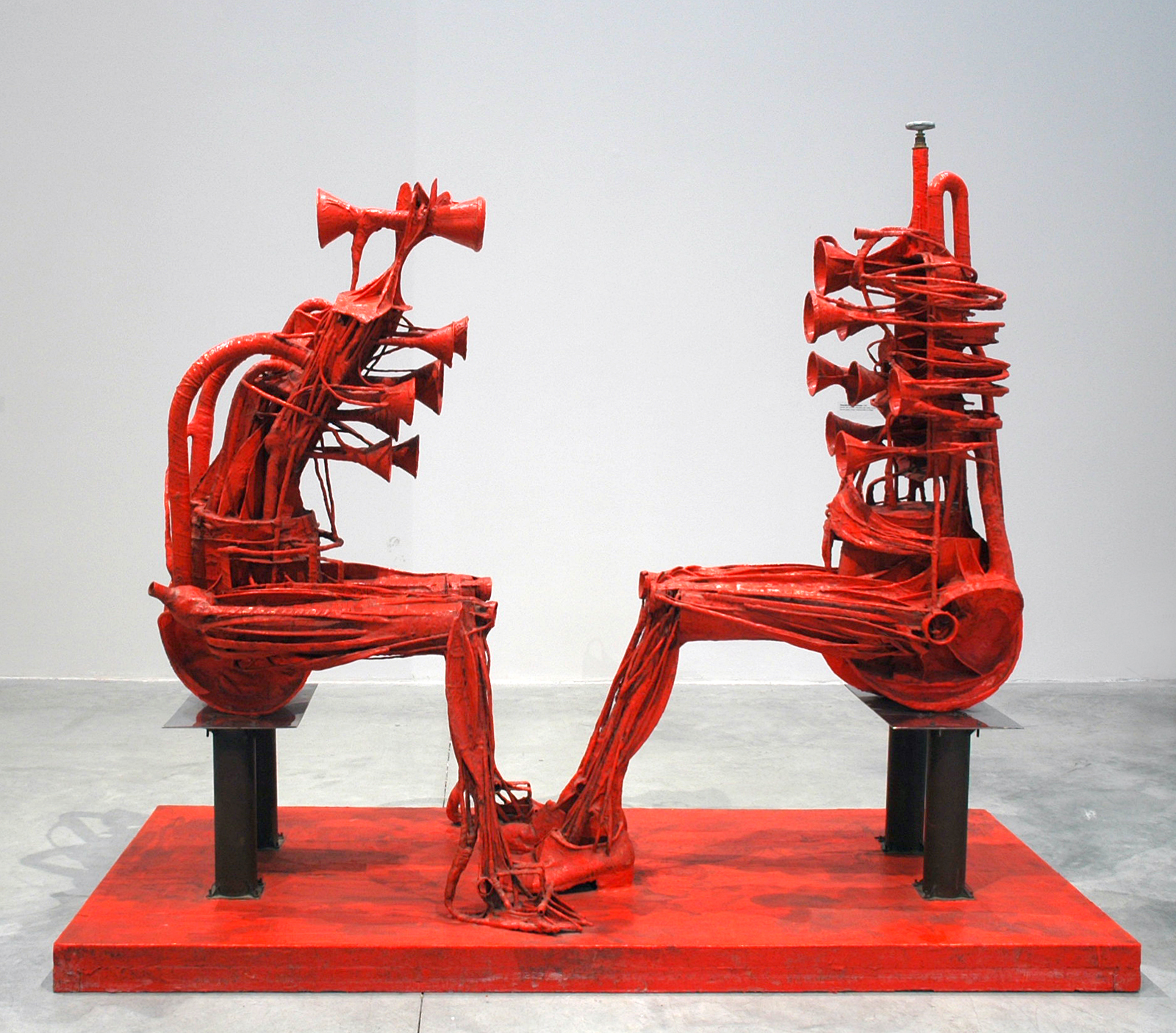
Velký dialog (1966)
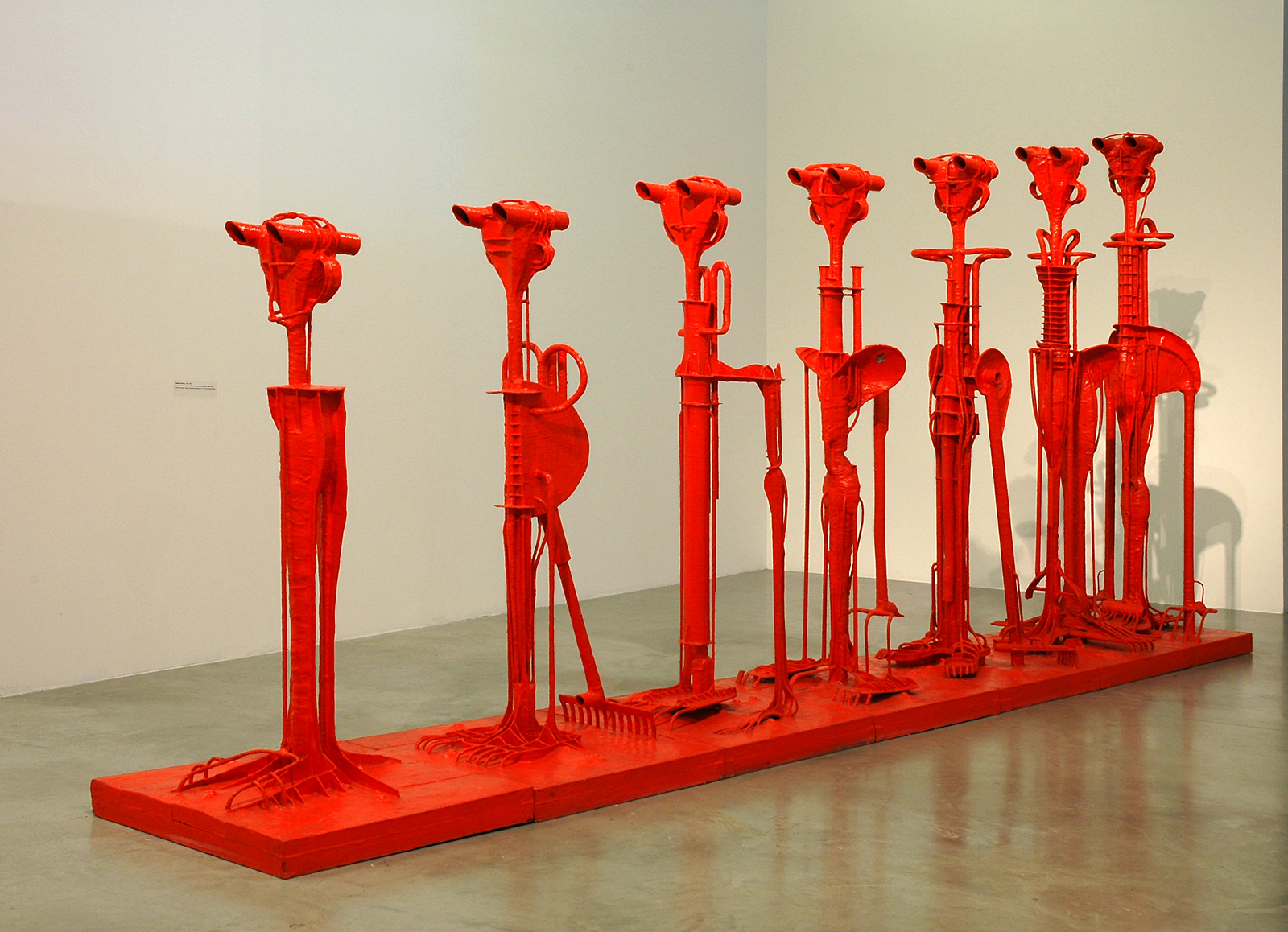
Rodina (1967–1969)

Nepraš do svých soch postupně začal začleňovat pohyblivé prvky, zprvu jen jako nefunkční kliky, které ničím nepohybovaly (Hlava - mlýnek, 60. léta), ale jeho verze Dialogu z let 1969–1970 už obsahuje vodorovnou ozubenou dráhu, na které se mezi dvěma torzy pohybuje hlava. Do hry se snažil zapojit i diváky (Račte točit, 1967). V 70. letech vytvořil další sérii výrazně červeně zbarvených menších plastik z drátů a dalších kovových prvků, obalených textilem (Červená hlava, 1975, Hlava, 1977).

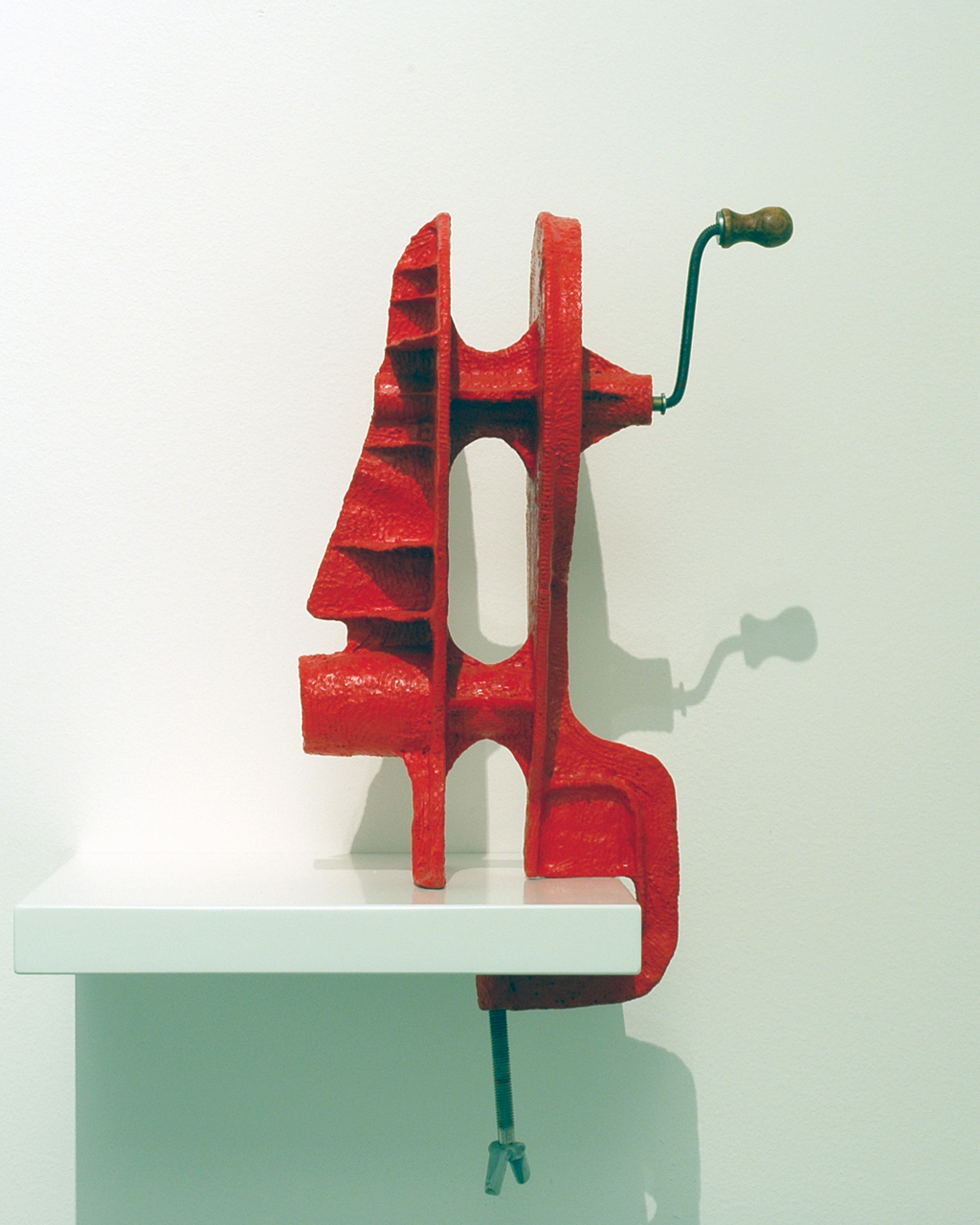
Hlava-mlýnek (60. léta)
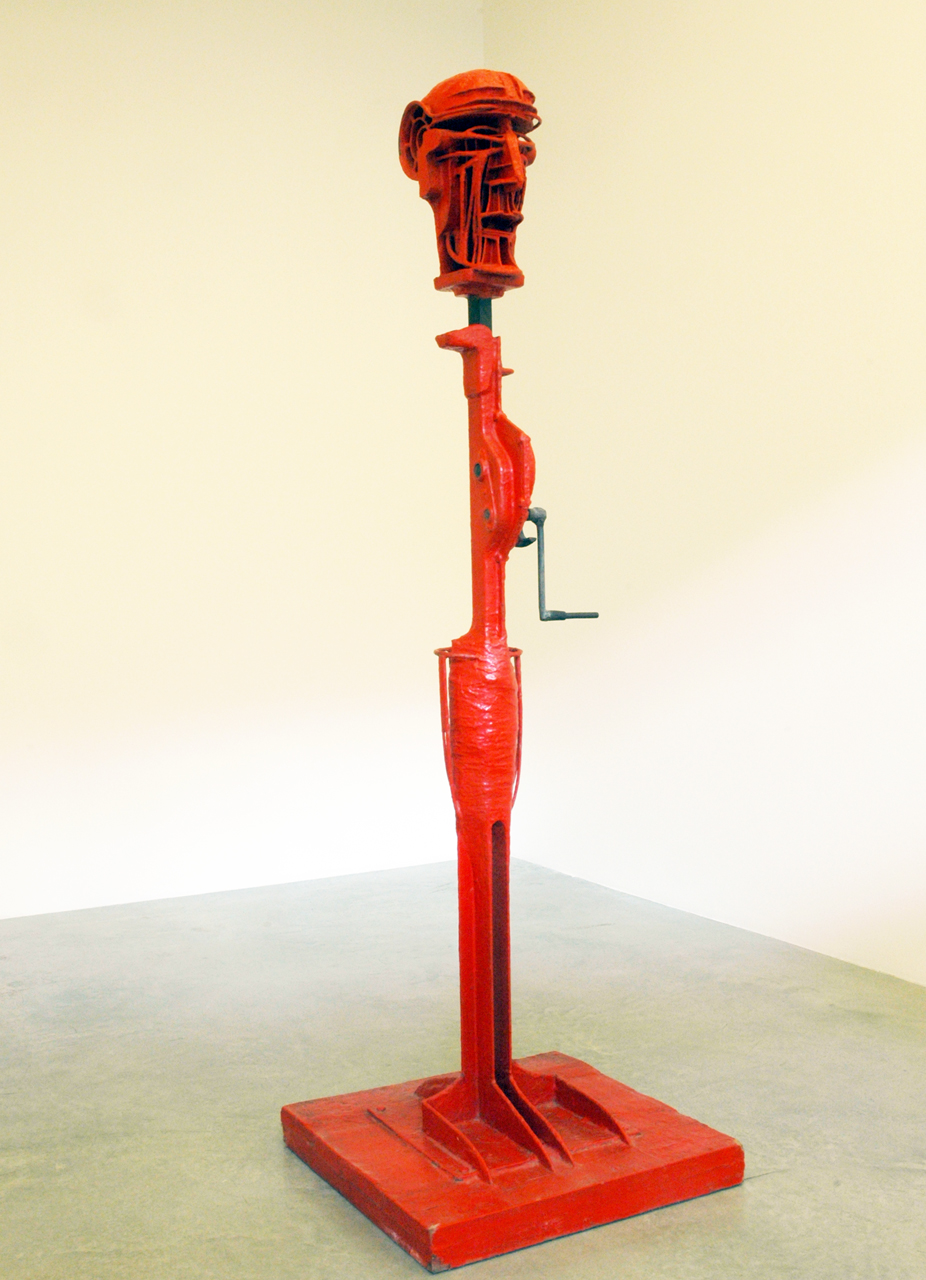
Račte točit (1967)
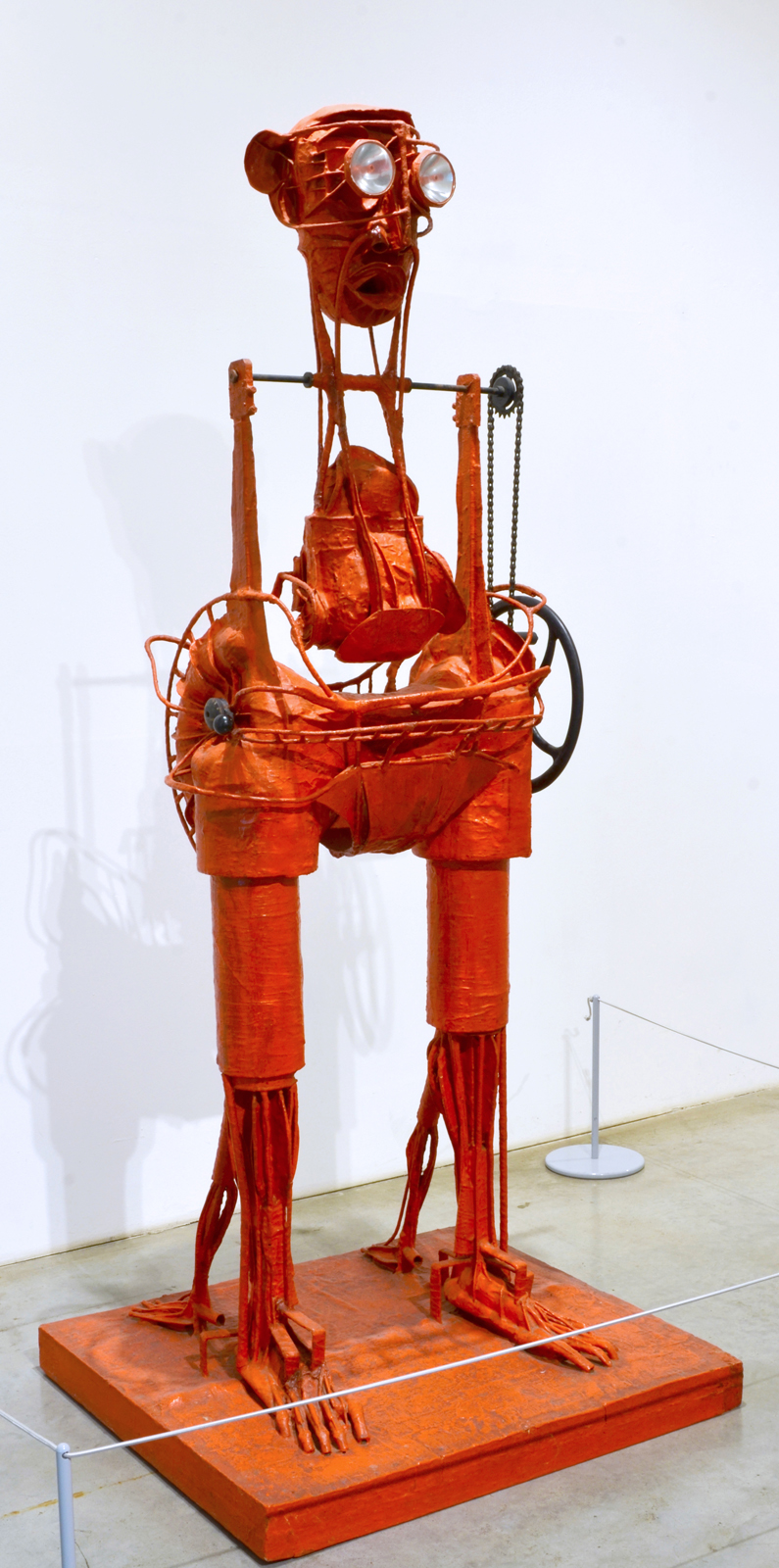
Račte točit (1967–1968)
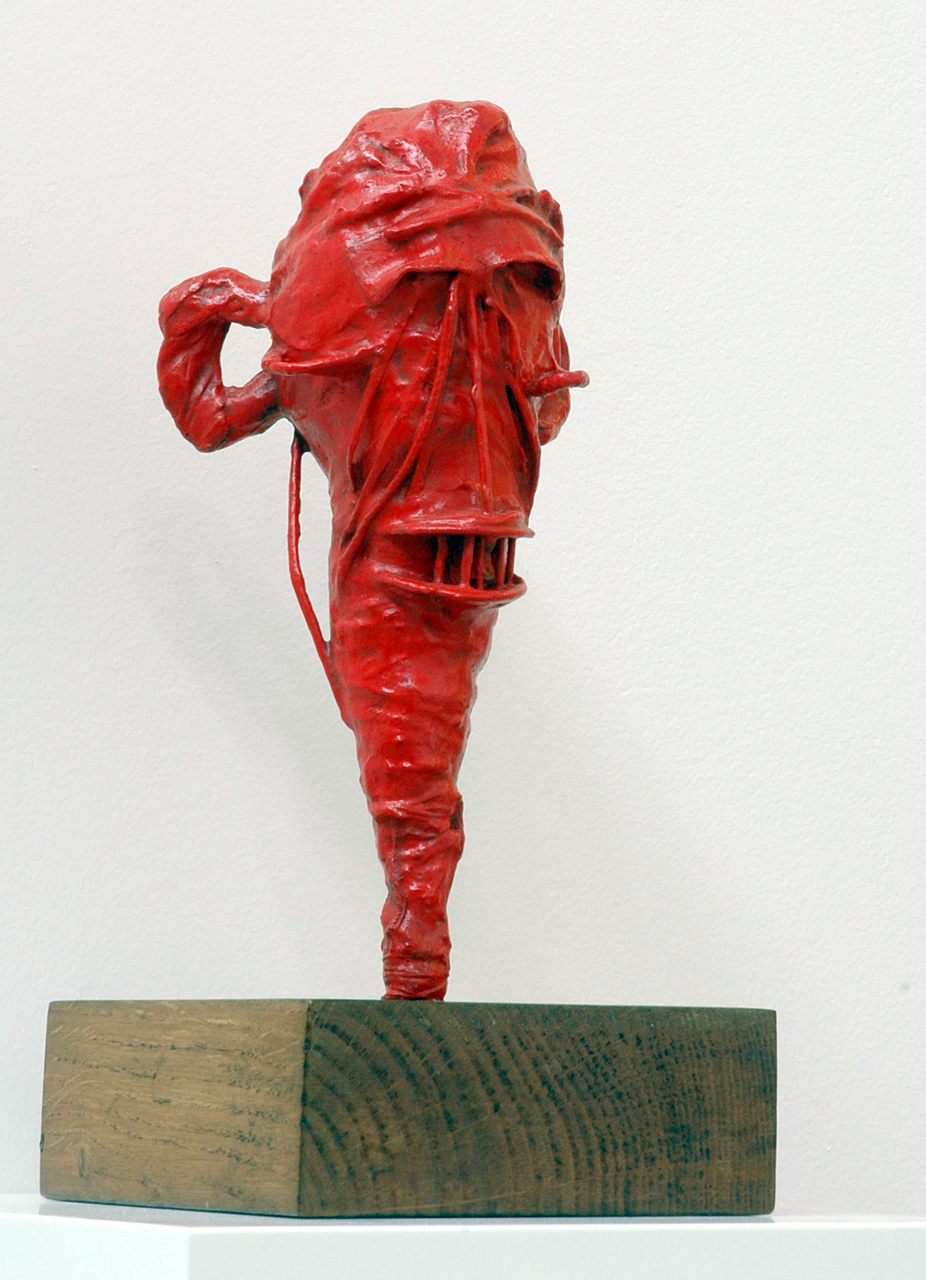
Červená hlava (70. léta)
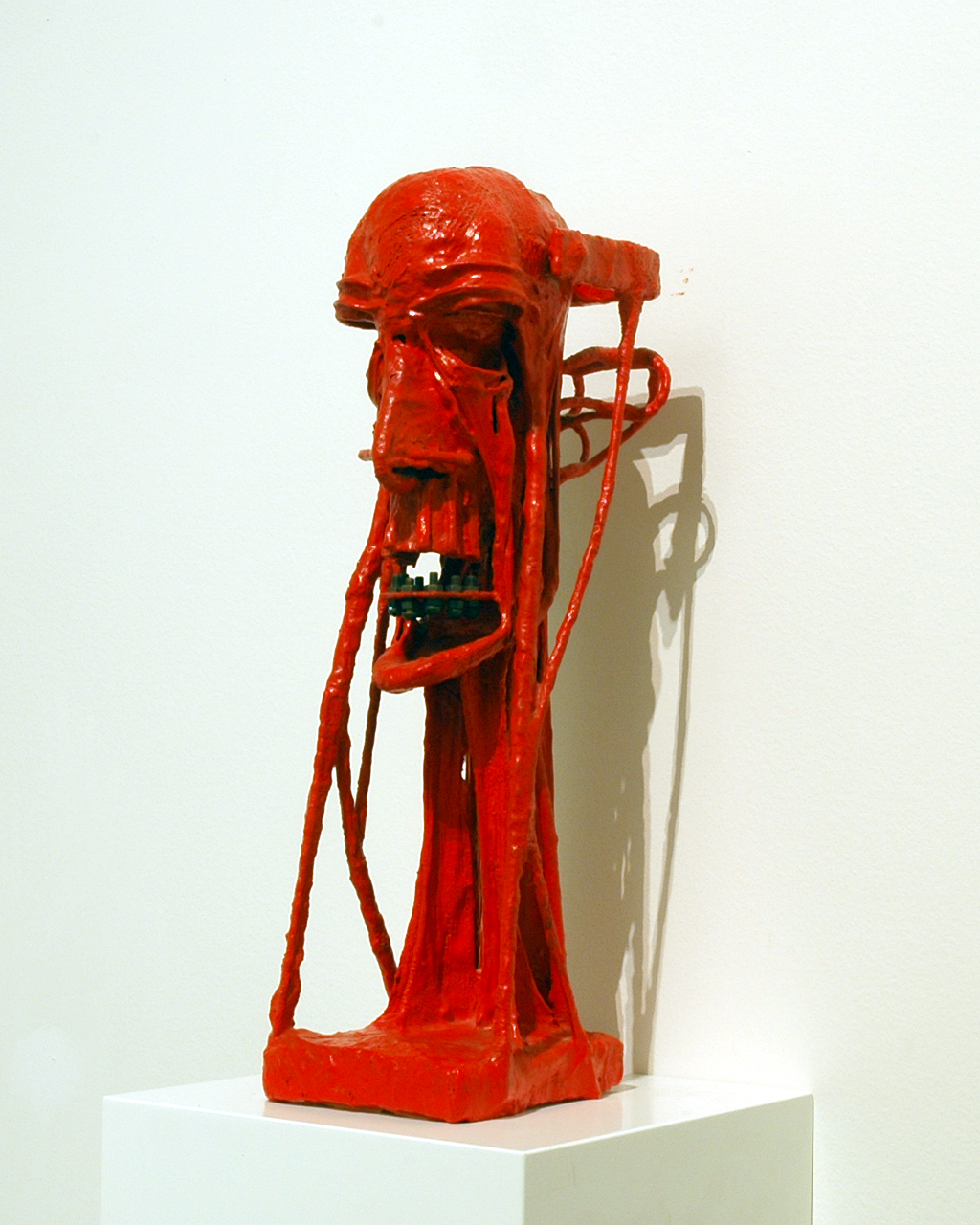
Červená hlava (1975)

Na sochařském symposiu otevřených forem v Ostravě v roce 1969 si Karel Nepraš vyzkoušel techniku modelování a odlévání litiny a vytvořil zde klíčové dílo Rodina připravená k odjezdu. Kliky, ozubené převody a řetězy se staly nedílnou součástí Neprašových soch. Litinu v surové podobě od té doby použil jako základní prvek svých hlav, figur a sestav s pohyblivými převody (Větší domlouvá menšímu 1969–1970) vytvořených do poloviny 70. let. Vzrůstající politický útlak po sovětské okupaci inspiroval i dvě litinové sochy pojaté jako lis: Figura s náplní I a II (1969–1970) nebo rudé litinové odlitky postav spojených pevně za sebou (Zástup, 1969–1970). Výztuhy a žebroví litinových odlitků mají předobraz v Neprašových kresbách. Roku 1972 vytvořil sochařskou instalaci Přepadení králíkárny jako neskrývaně ostrý pomník tehdejší době, tematizující dysfunkci, hrůzu a ironii situace, s mechanizovanými odlidštěnými bustami manipulovaného člověka. Dílo tehdy zakoupil známý milánský galerista Arturo Schwarz.

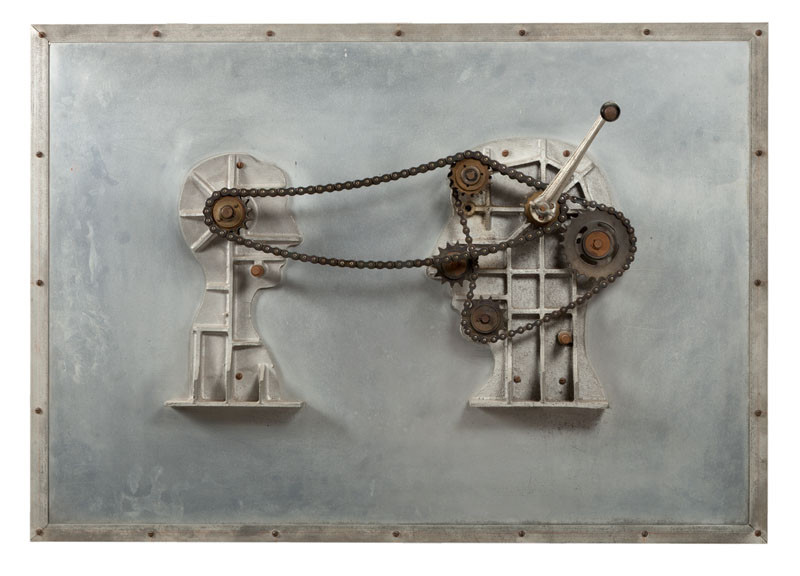
Větší domlouvá menšímu (1969–1970), Národní galerie Praha
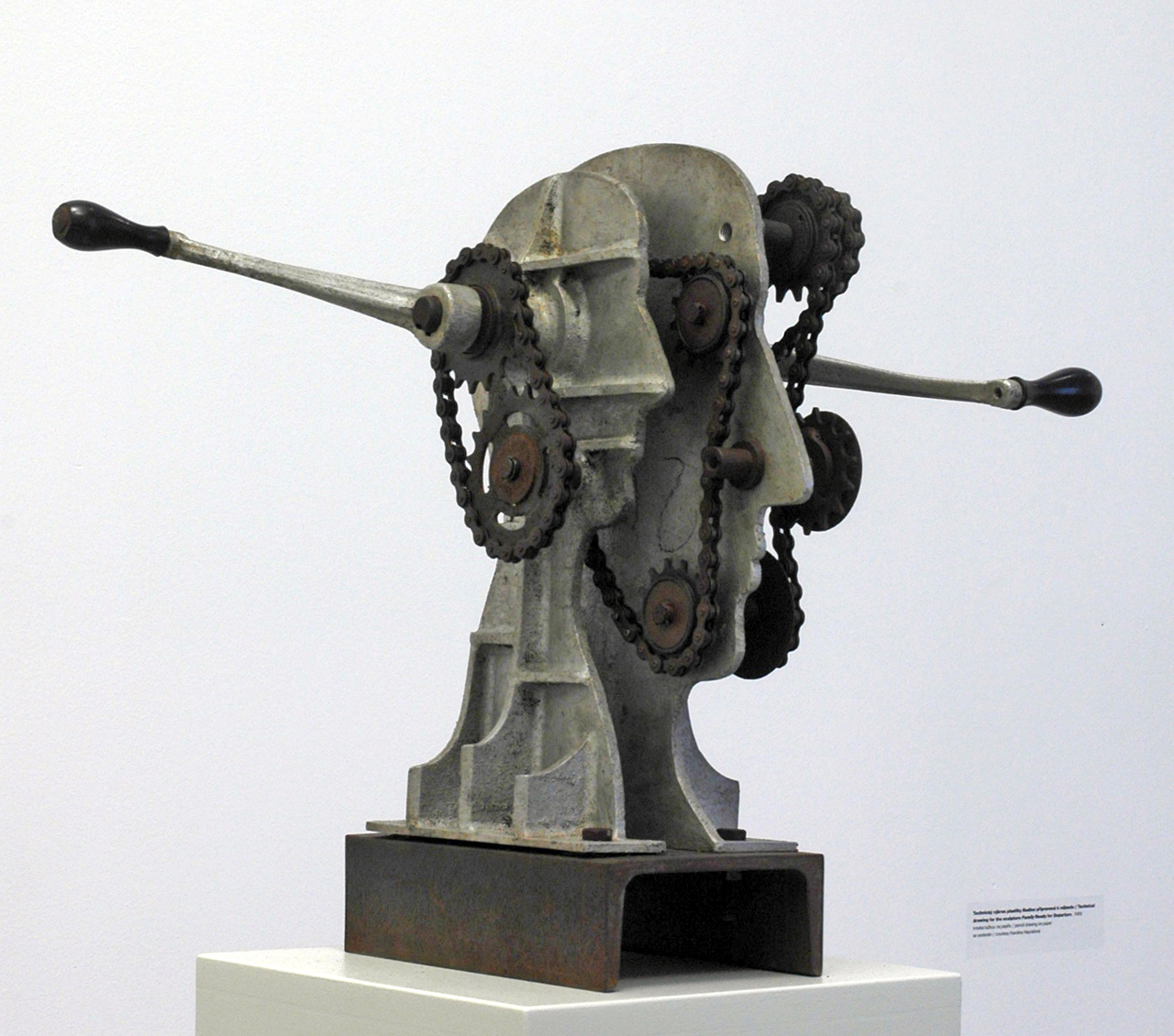
Bez názvu (70. léta)
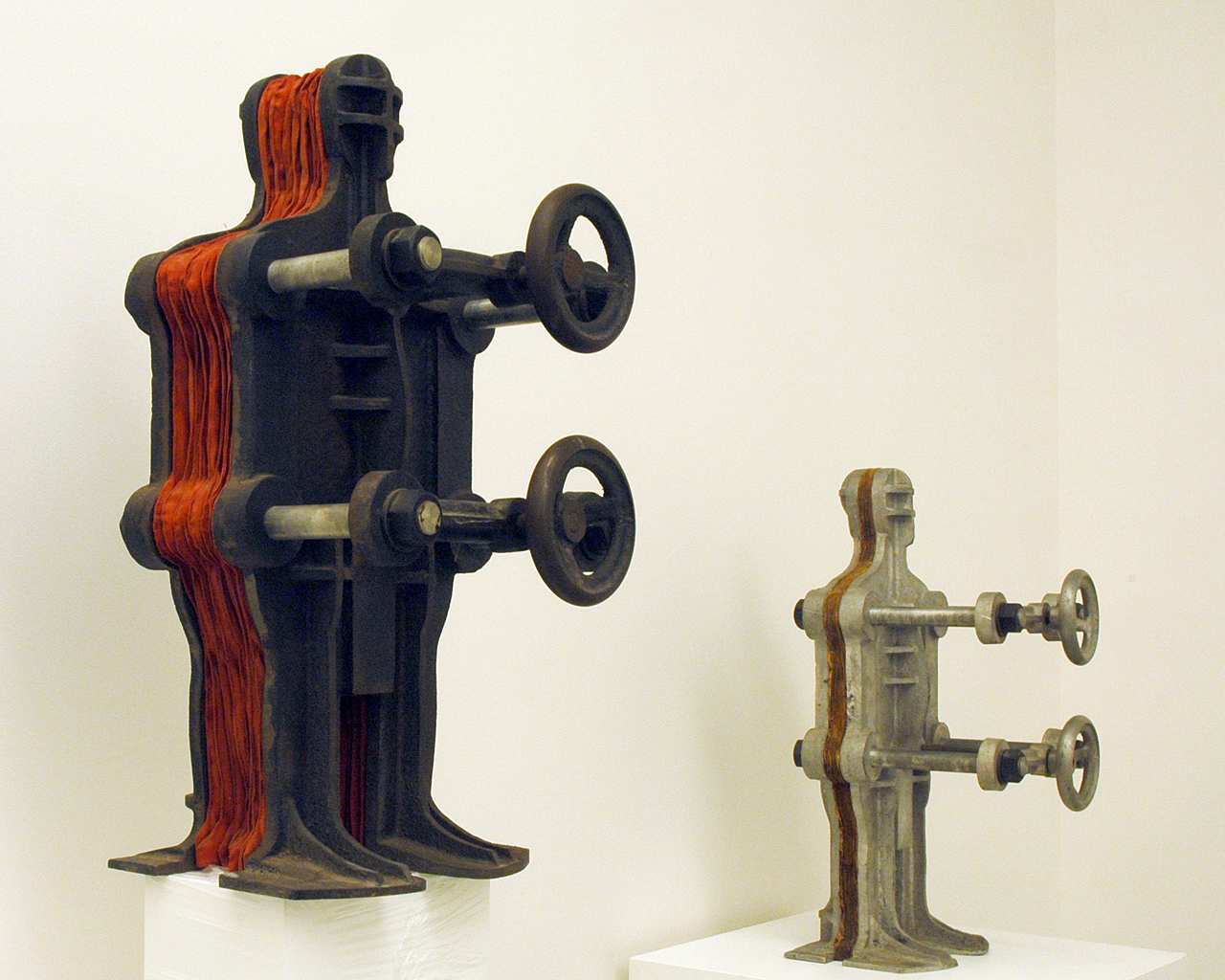
Figura s náplní I a II (1969–1970)
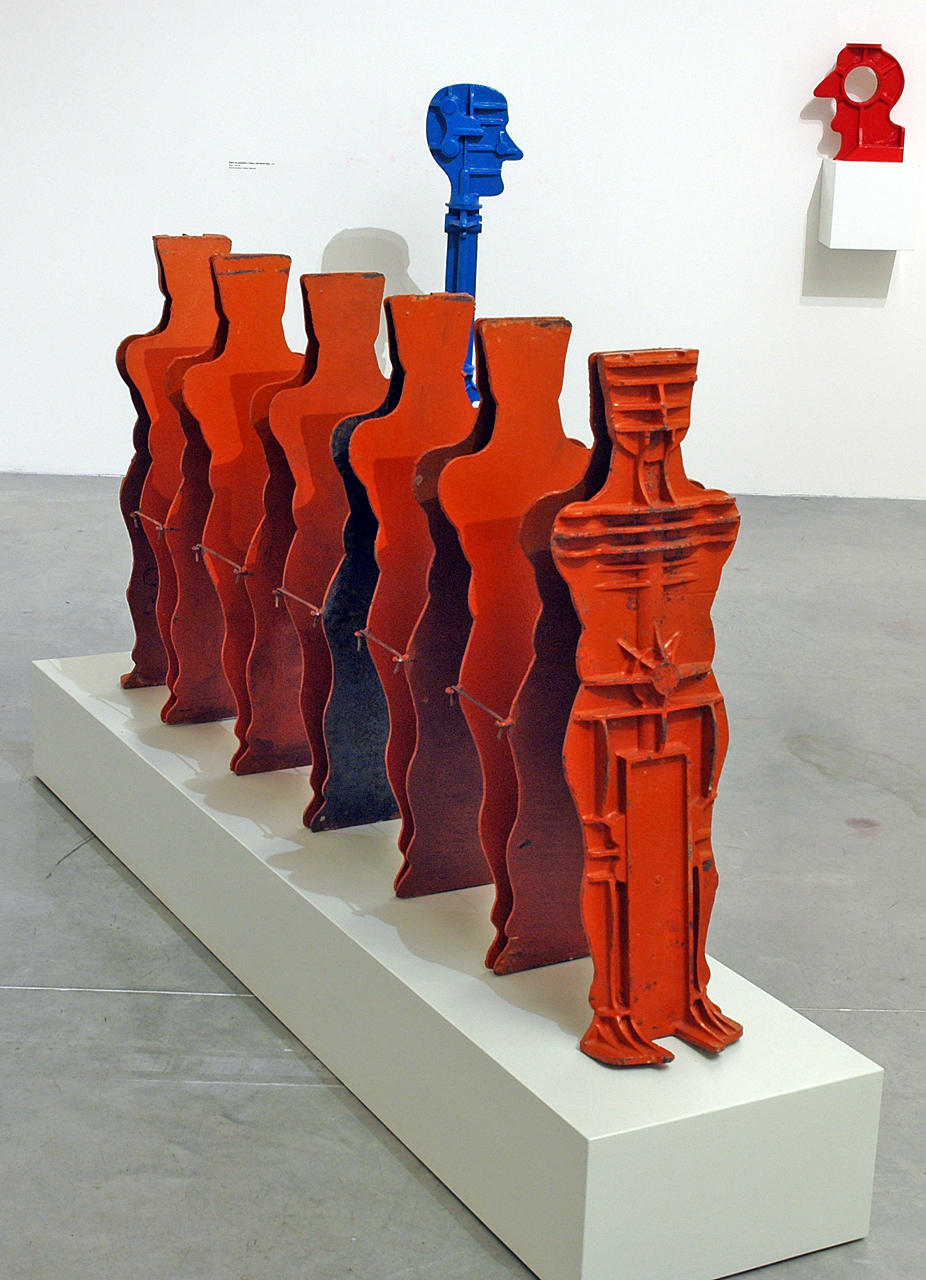
Zástup (1969–1970)
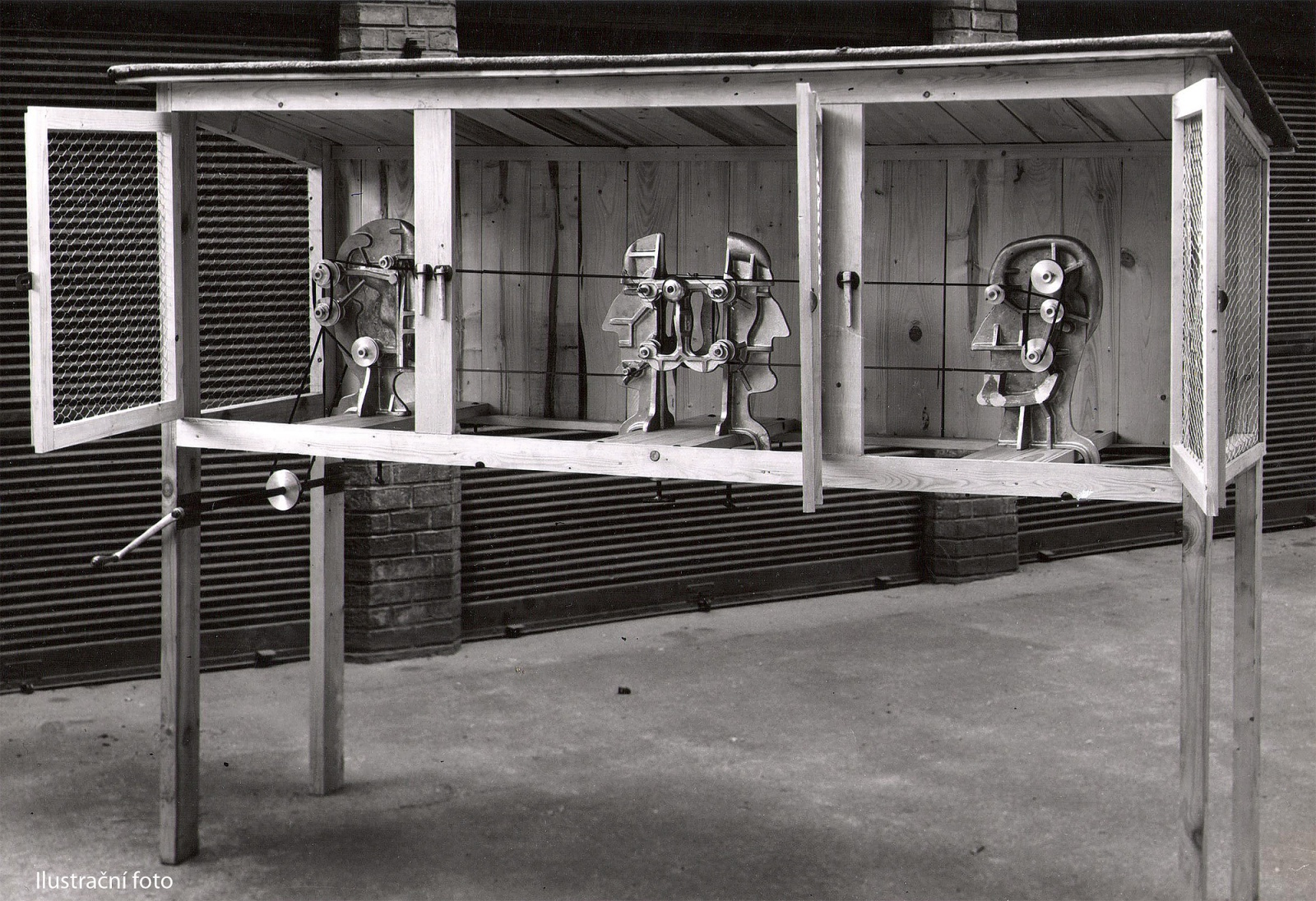
Přepadení králíkárny (1972)

Figury sestavené z mechanismů a technických součástek jsou automaty, v nichž s člověkem souvisí už pouze jejich antropometrie. Lze v nich ale nalézt jemný humor obsažený v detailu, i absurdní humor v možné, ale nesmyslné použitelnosti. Neprašův humor útočí na intelekt a uvolňuje napětí. Sochařovo pojetí člověka jako mechanismu bez individuality je zároveň oslabeno použitými výtvarnými prostředky. Kontrast drastického motivu a jeho výtvarného travestování je silně apelativní. Vylučuje tragiku i pathos mezních situací a jako hořká komedie se víc blíží skutečnosti, která rovněž směšuje různé žánry. Východisko nachází v sebereflexi a kritickém vyrovnání, které obsahuje i metodickou nevážnost vůči sobě.

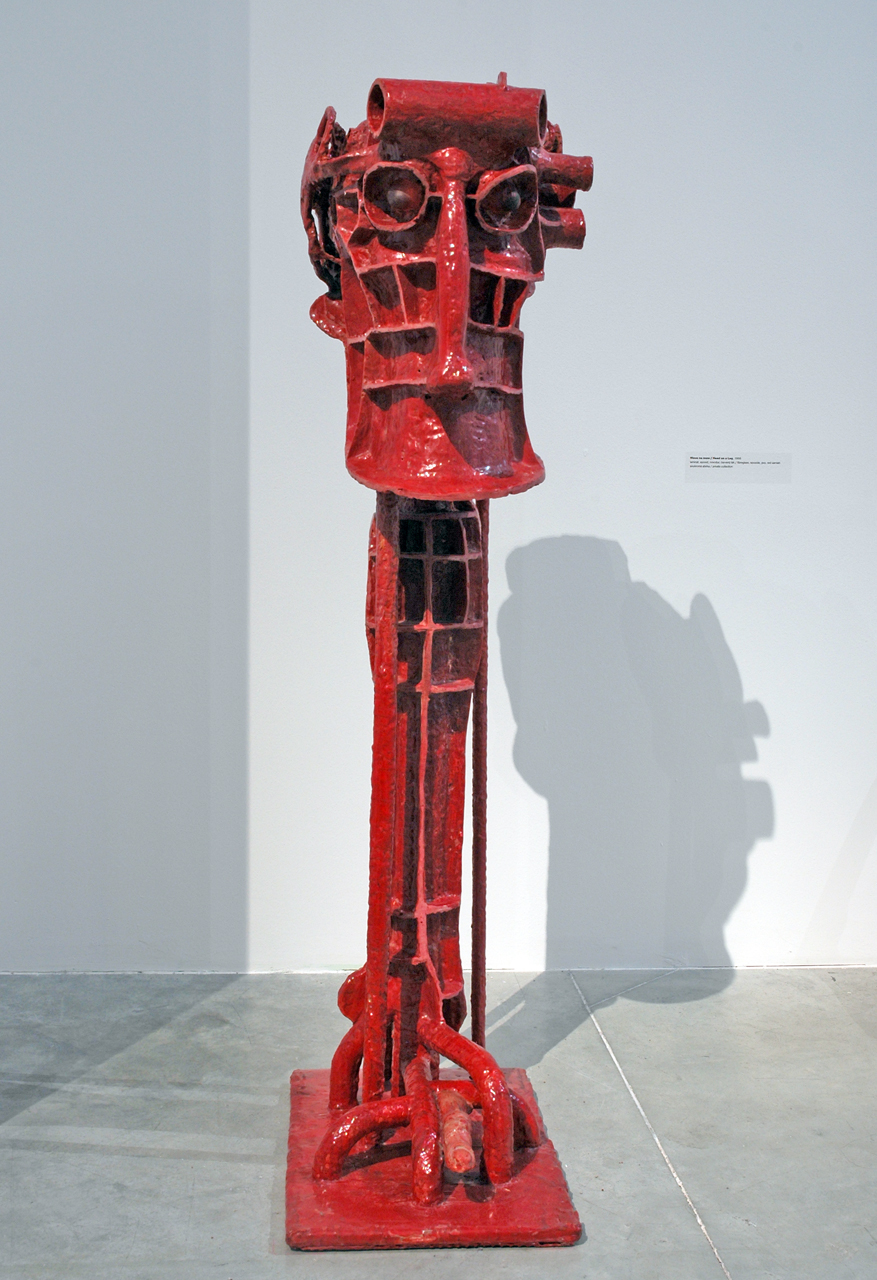
Hlava na noze (1966)
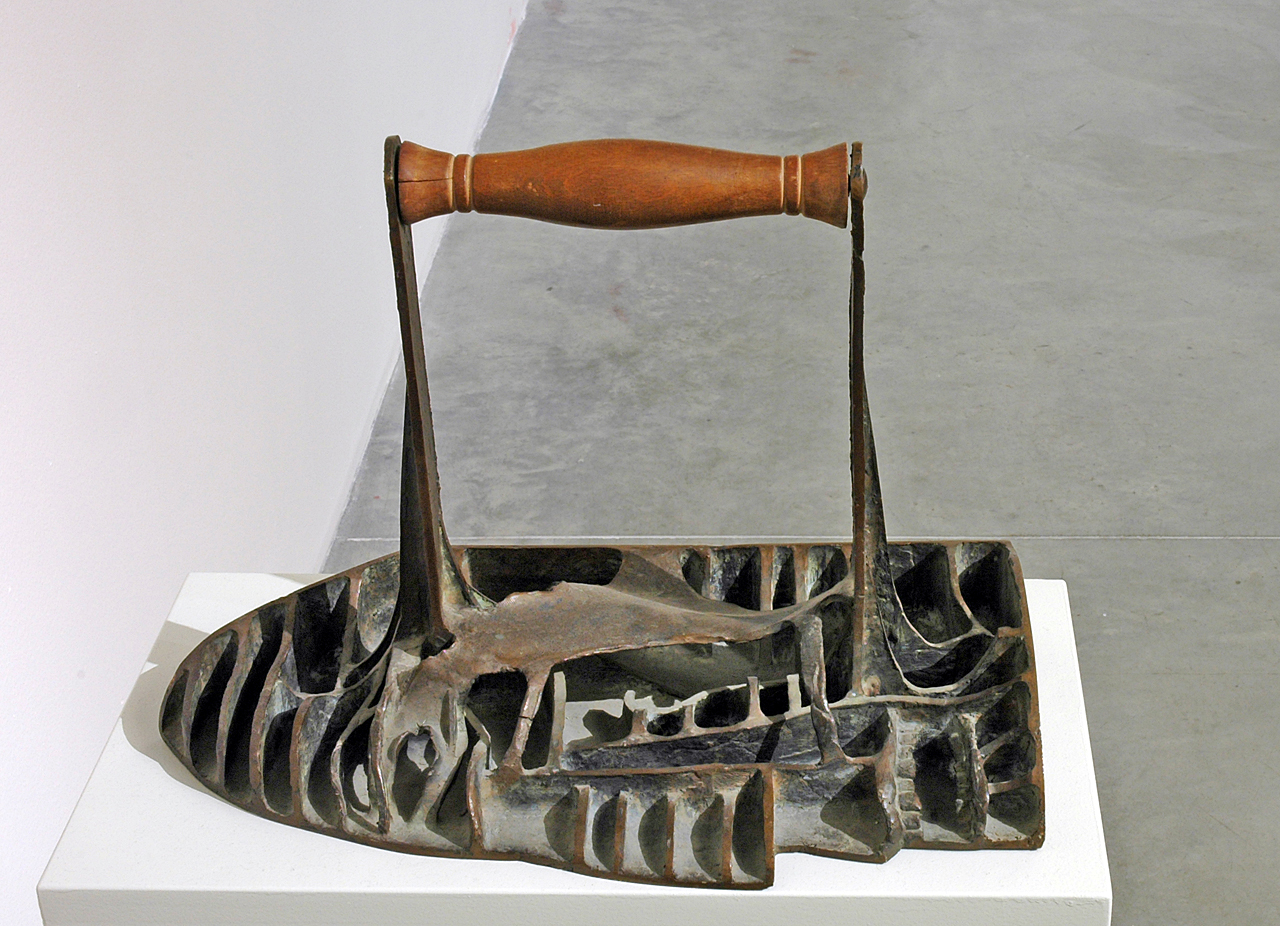
Žehlička (1968)
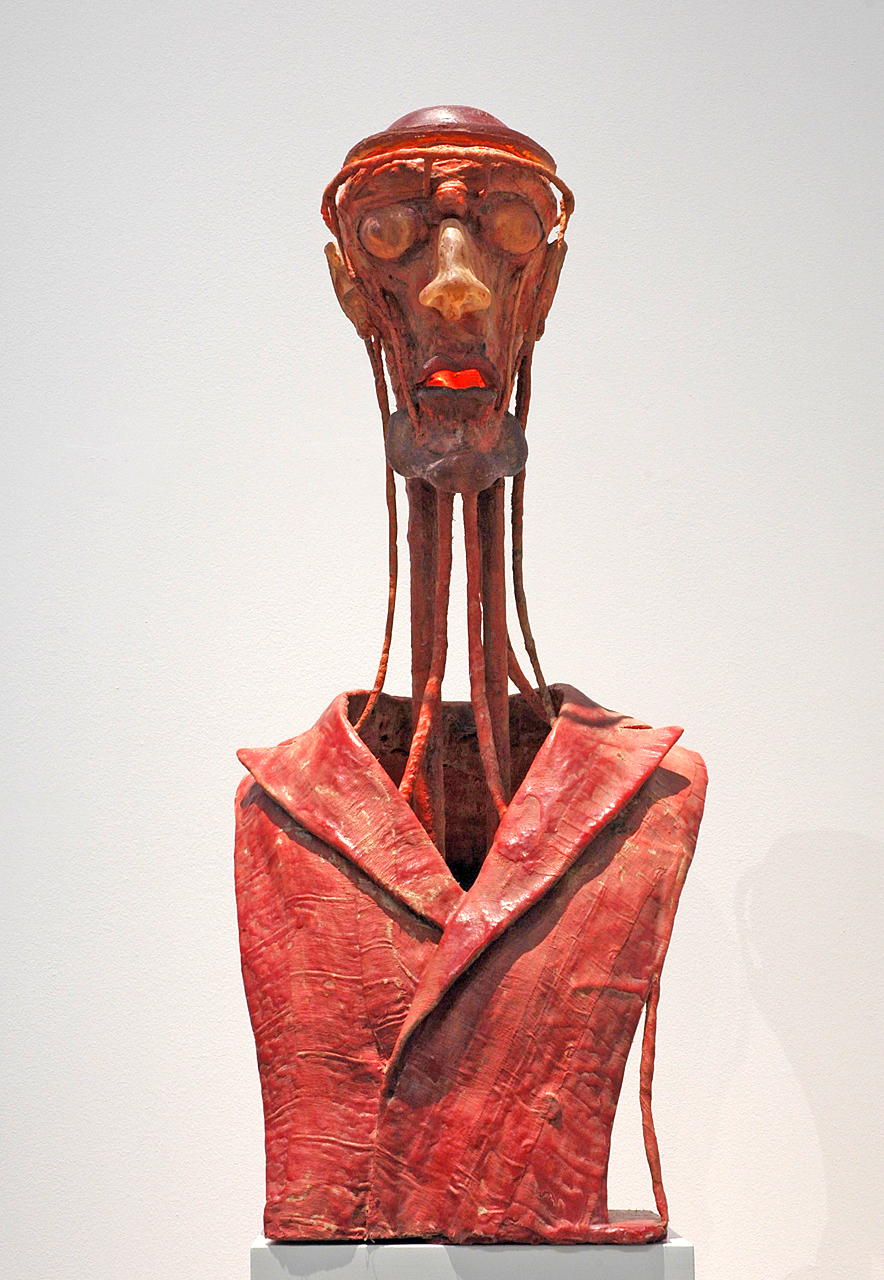
Busta (1969)
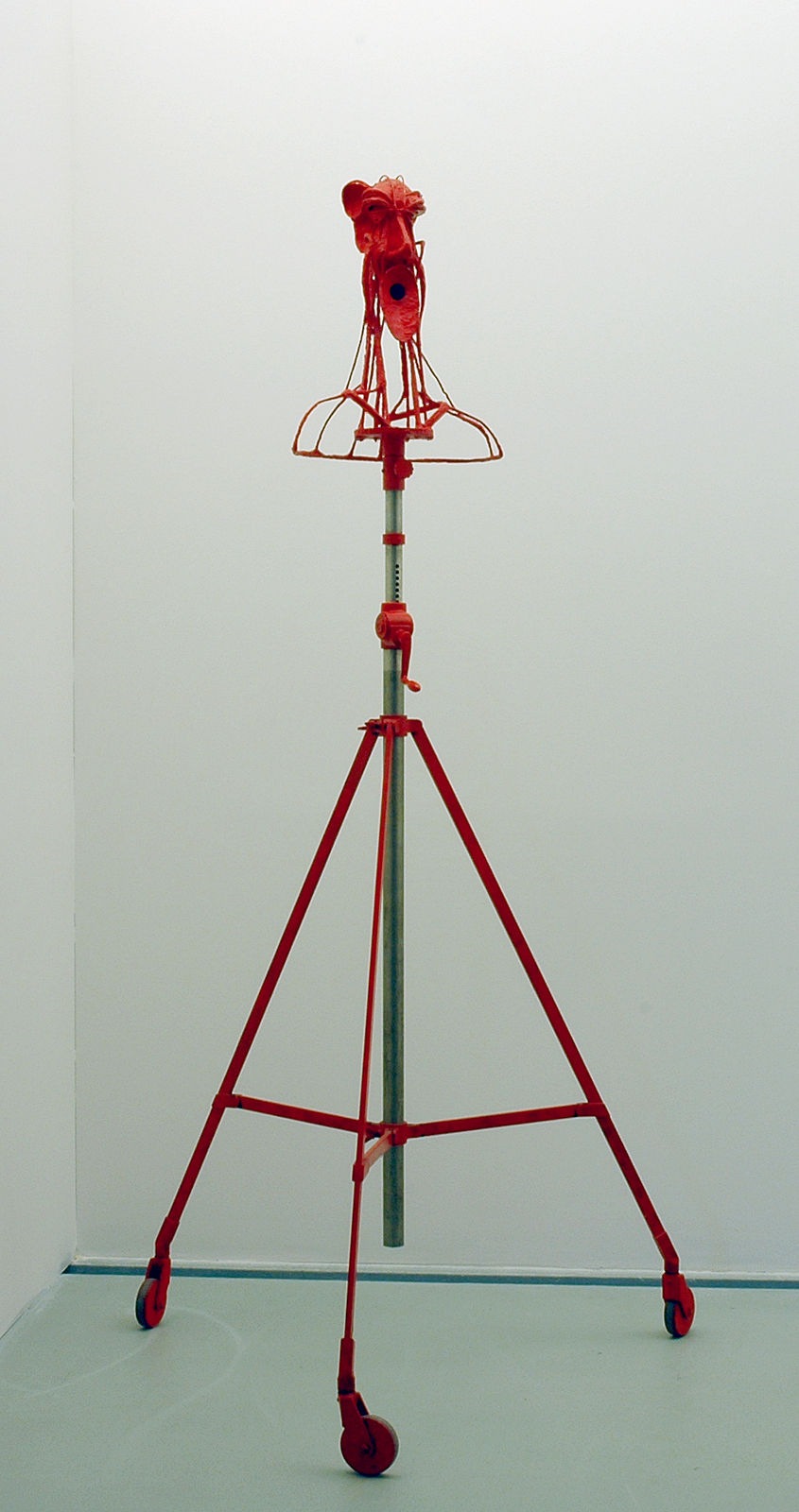
Hlava - rozhledna (1970–1971)
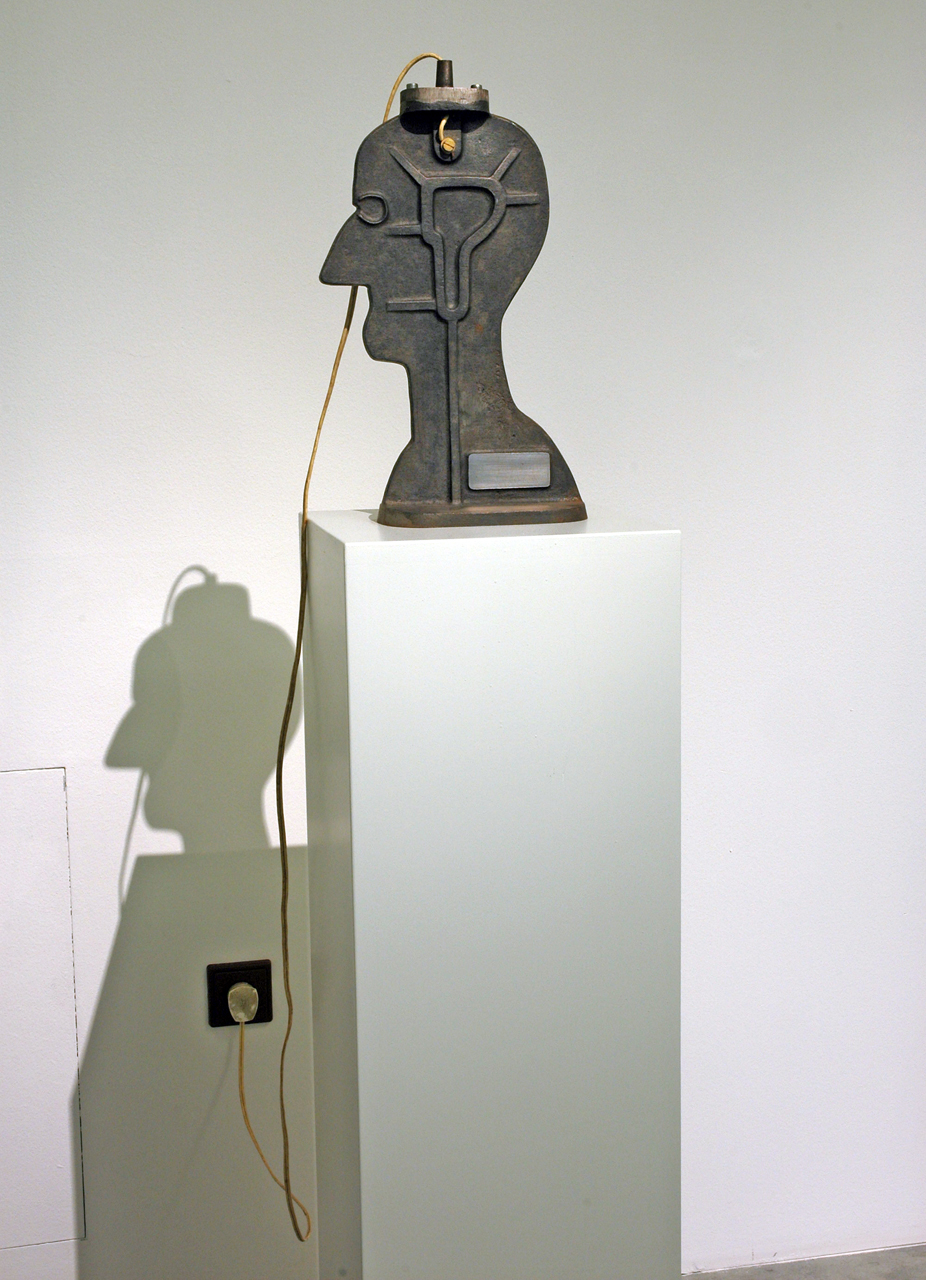
Pokus o sebevraždu (1976–1977)

### Kovové sochy a asambláže (70.–90. léta)
Sochař později stále více využívá prefabrikované litinové prvky, trubky, šrouby, kola a instalatérské armatury k sestavení objektů (Figurální plastika se šroubem, 1972, Národní galerie v Praze, Pokus o autoportrét) nebo kombinuje litinové odlitky s nářadím (variace na téma Žeň, 1993/94), s kameninou, vodoinstalačními armaturami a nejrůznějšími banálními předměty jako Hlavy-fontány nebo Portréty. Koncem 80. let se Nepraš vrátil k počátkům své sochařské tvorby, ale změnil se materiál, který využíval i technika jeho spojování. Kromě trubek, které jen předstírají funkčnost, využil další instalatérské materiály a armatury. Pro svou výstavu v neoficiální galerii na Opatově vytvořil soubor reliéfních portrétů, v nichž se pečlivým výběrem použitého materiálu pokusil o charakterizaci několika vybraných osob ze svého okolí (Portrét S.S., 1989).

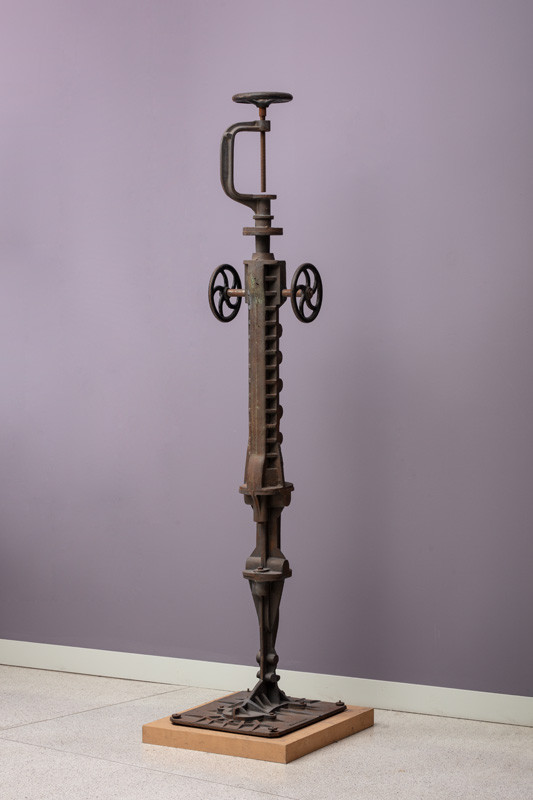
Figurální plastika se šroubem (1972), Národní galerie Praha
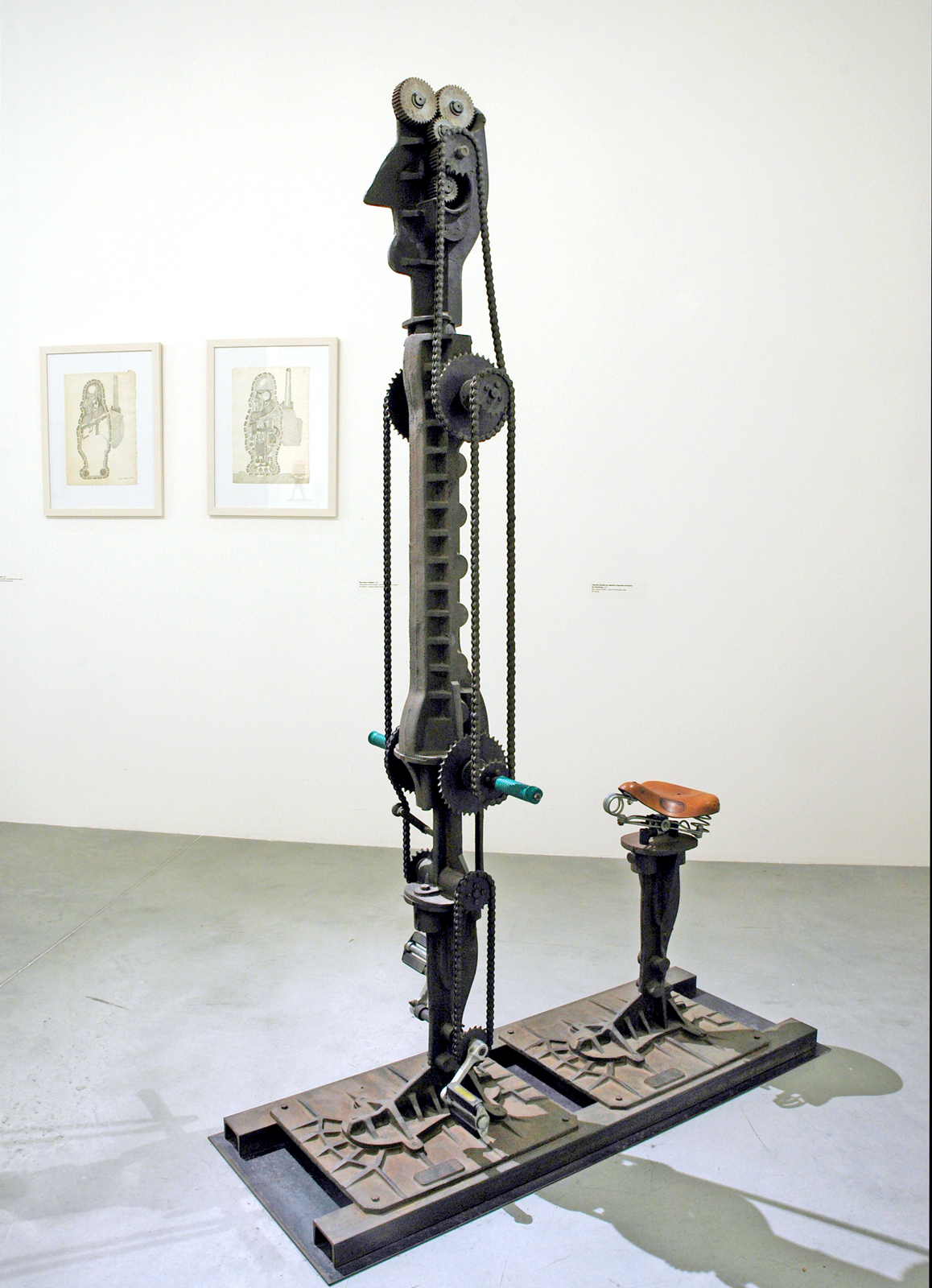
Figurální plastika na šlapání (1972)
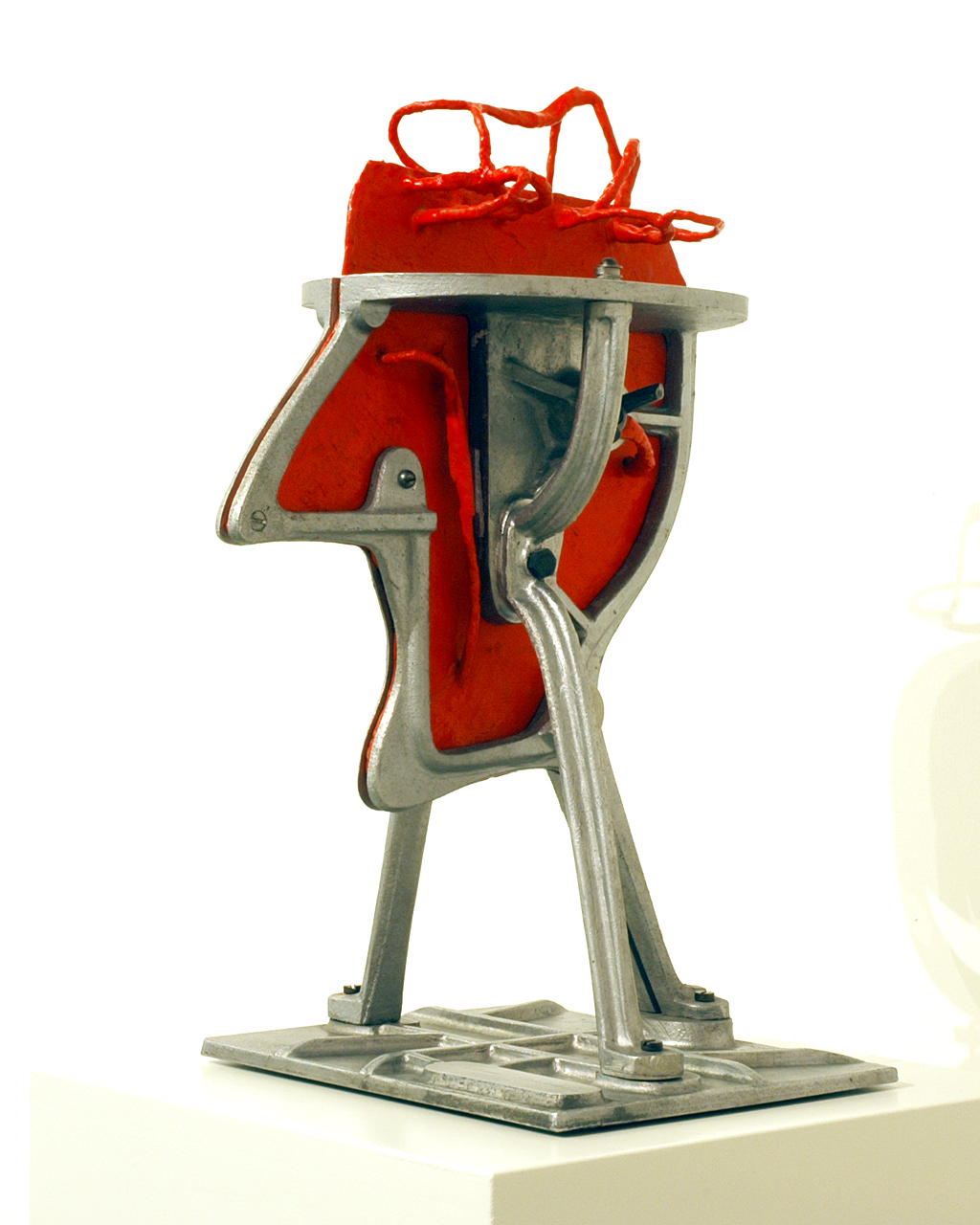
Hlava s červenou výplní (1975)
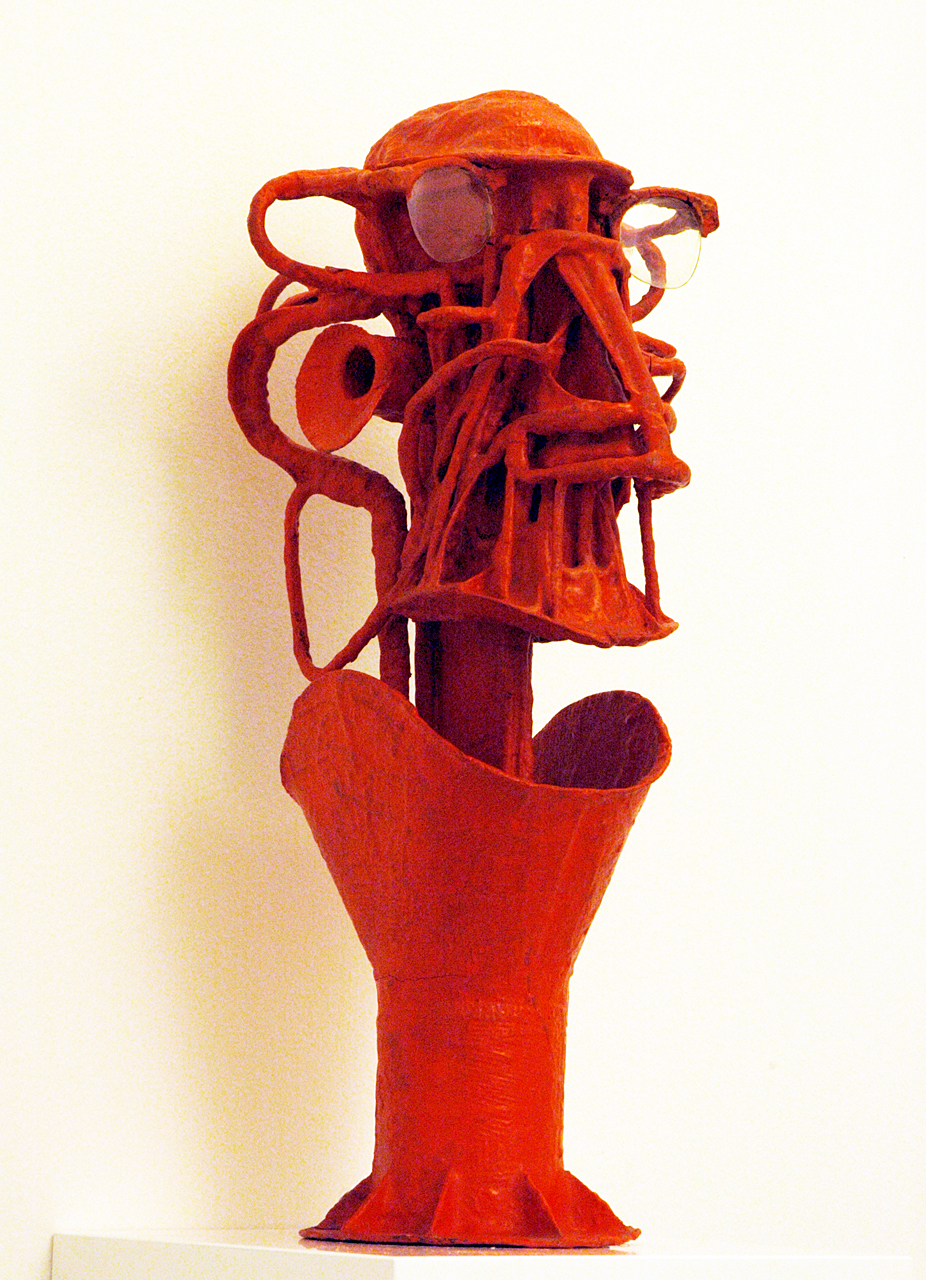
Hlava (1977)
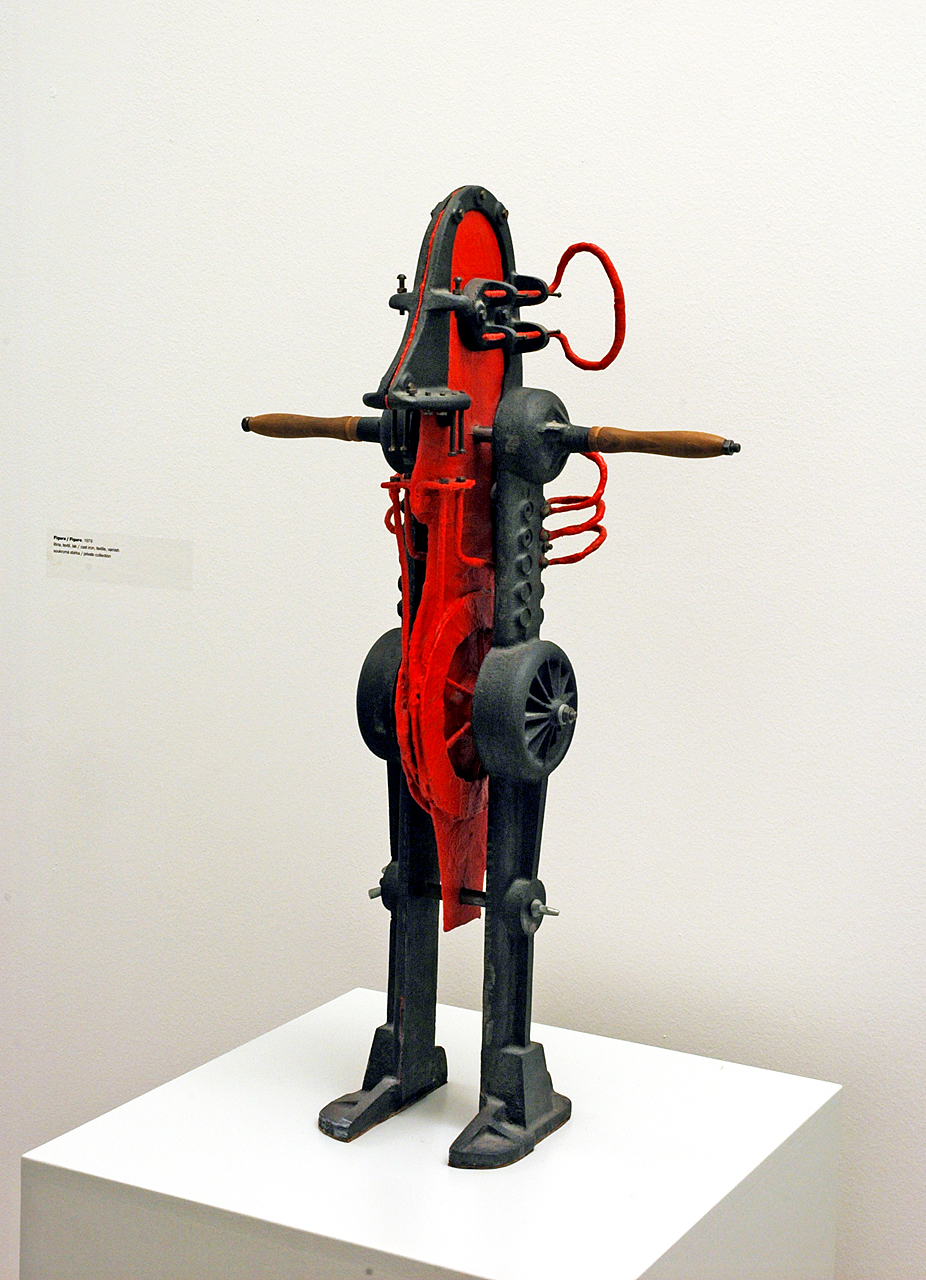
Figura (1979)
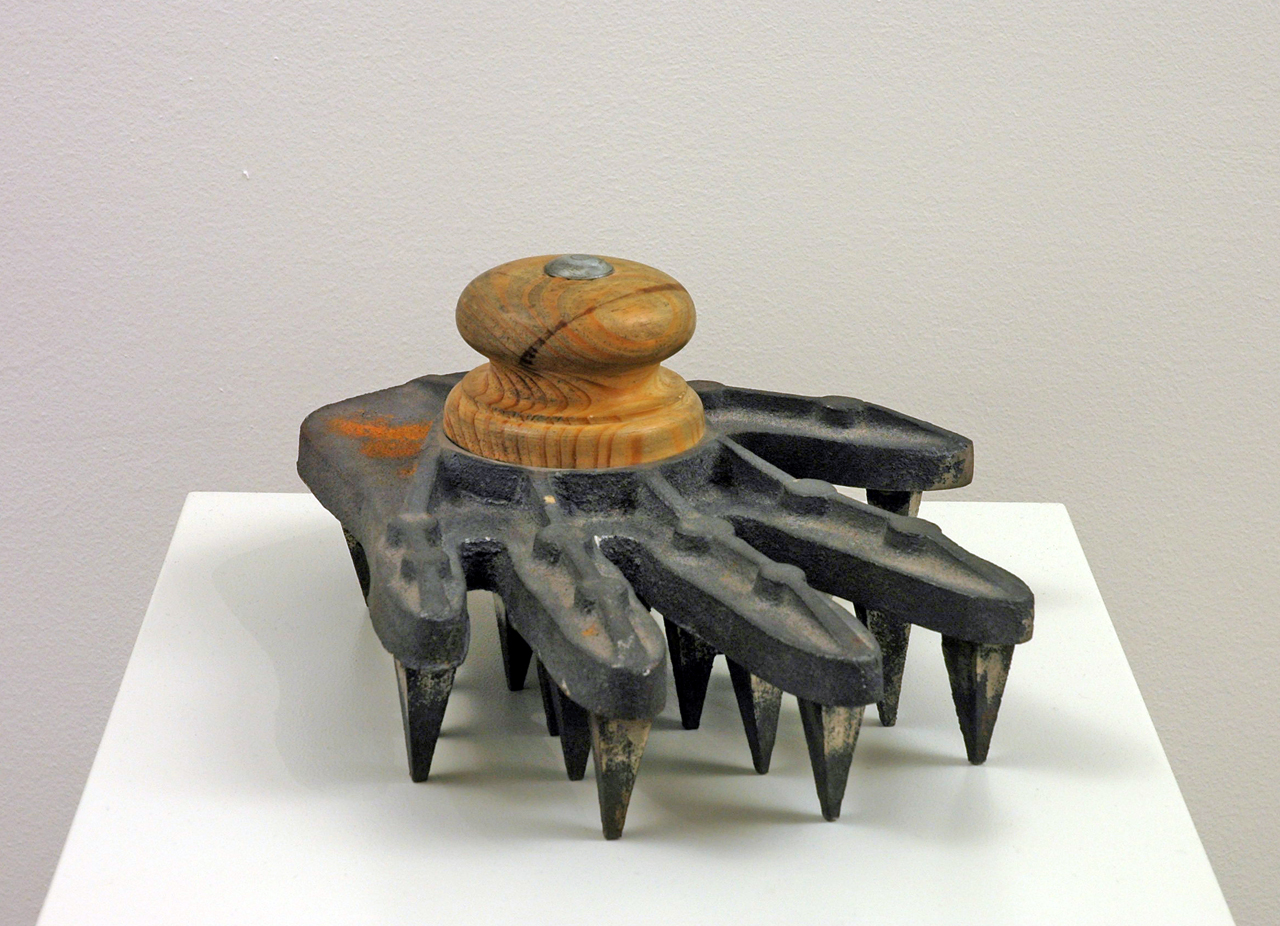
Velká facka (80. léta)
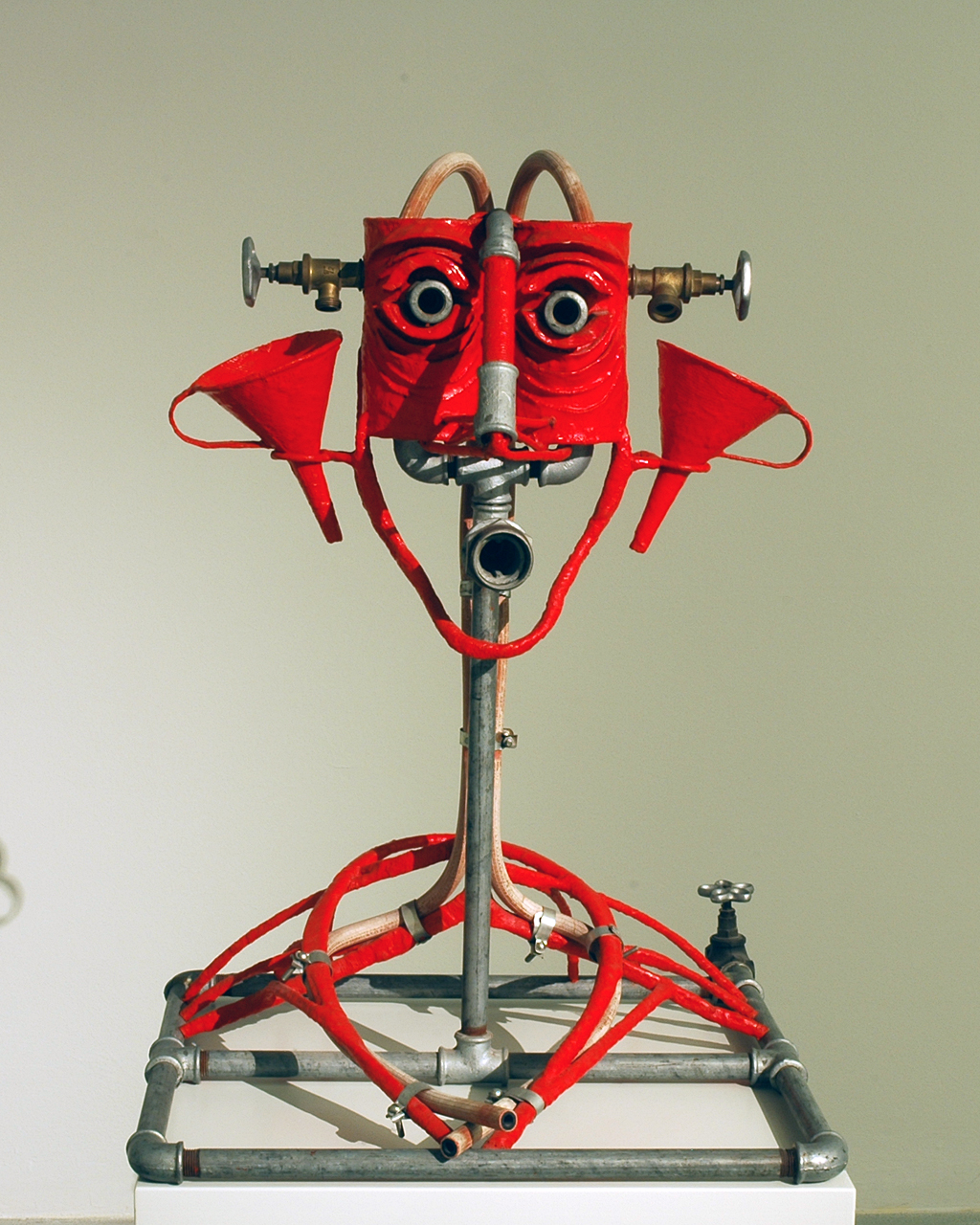
Hlava - fontána IV (1983)
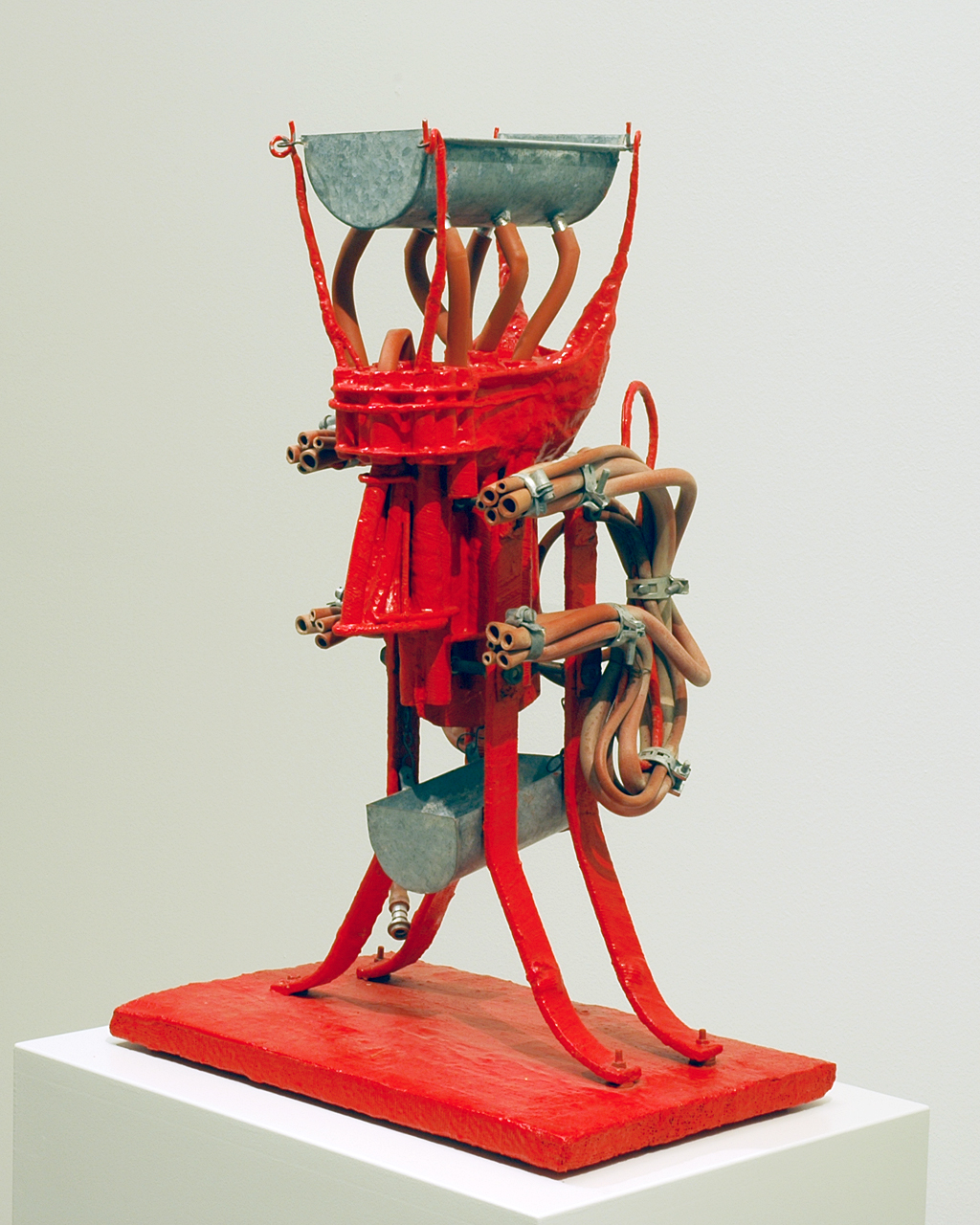
Hlava - fontána V (1985)
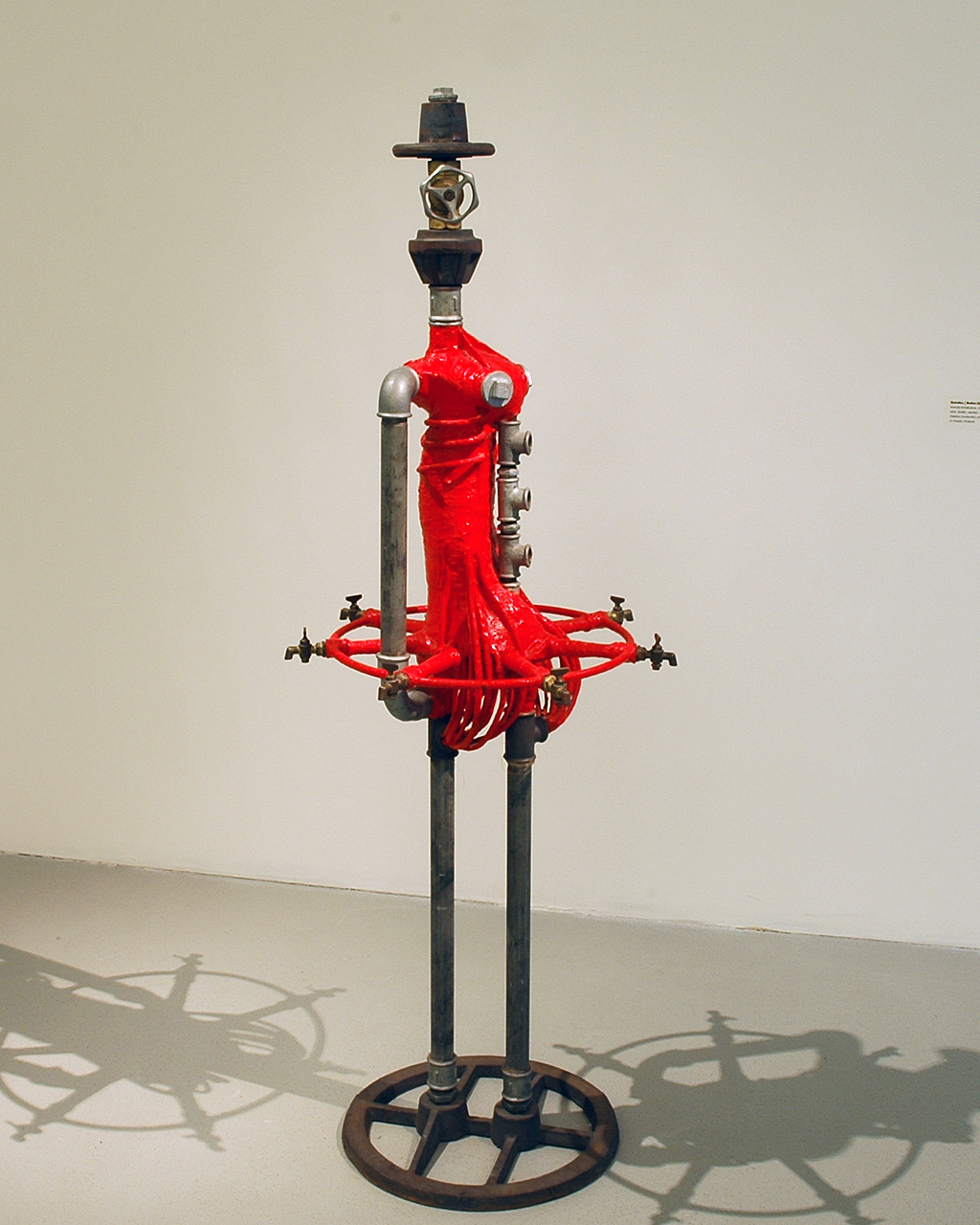
Baletka (1987)
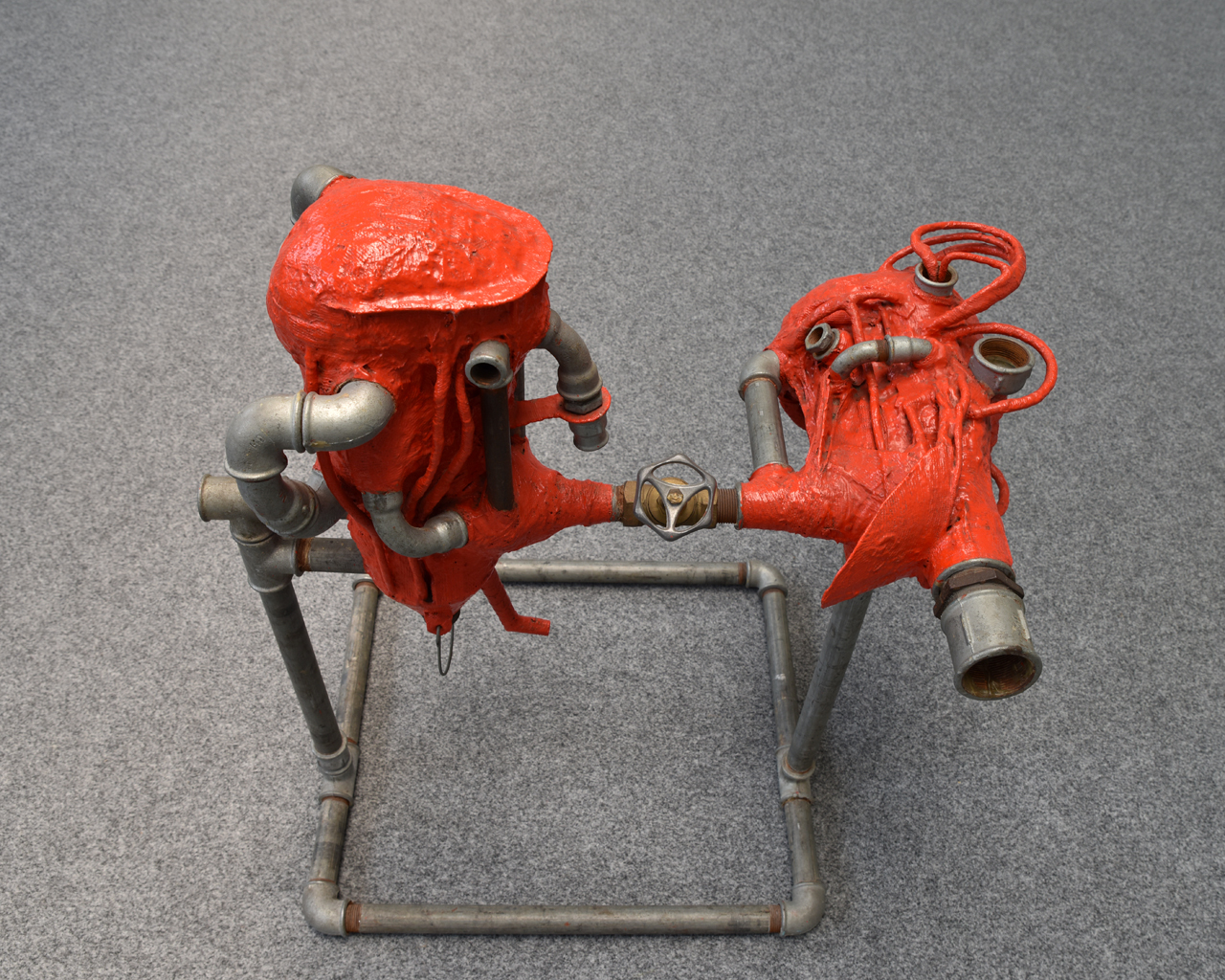
Polibek (1987), Galerie umění Karlovy Vary

Téma dialogu, které ve skutečnosti reflektuje nemožnost dialogu, provází Neprašovu tvorbu až do konce 80. let. Jedna z posledních variant jsou dvě černé hlavy na násadách od lopat, utopené v černých neckách, které by mohly sloužit jako ilustrace absurdních her Samuela Becketta (Dialog VI, 1989). Ve stejné době sestavuje jednotlivé sochy do nových významových souvislostí (varianty Sněhurky a sedmi trpaslíků, 1988-1991), nebo vytváří konceptuální environmenty (Zeď nářků, 1990, Lázeň pro MV). Roku 1990 se zúčastnil Mezinárodního sochařského symposia na Lemberku a vytvořil zde prostorovou instalaci z trubek a litinových rour připomínající obří zvířecí kostru.

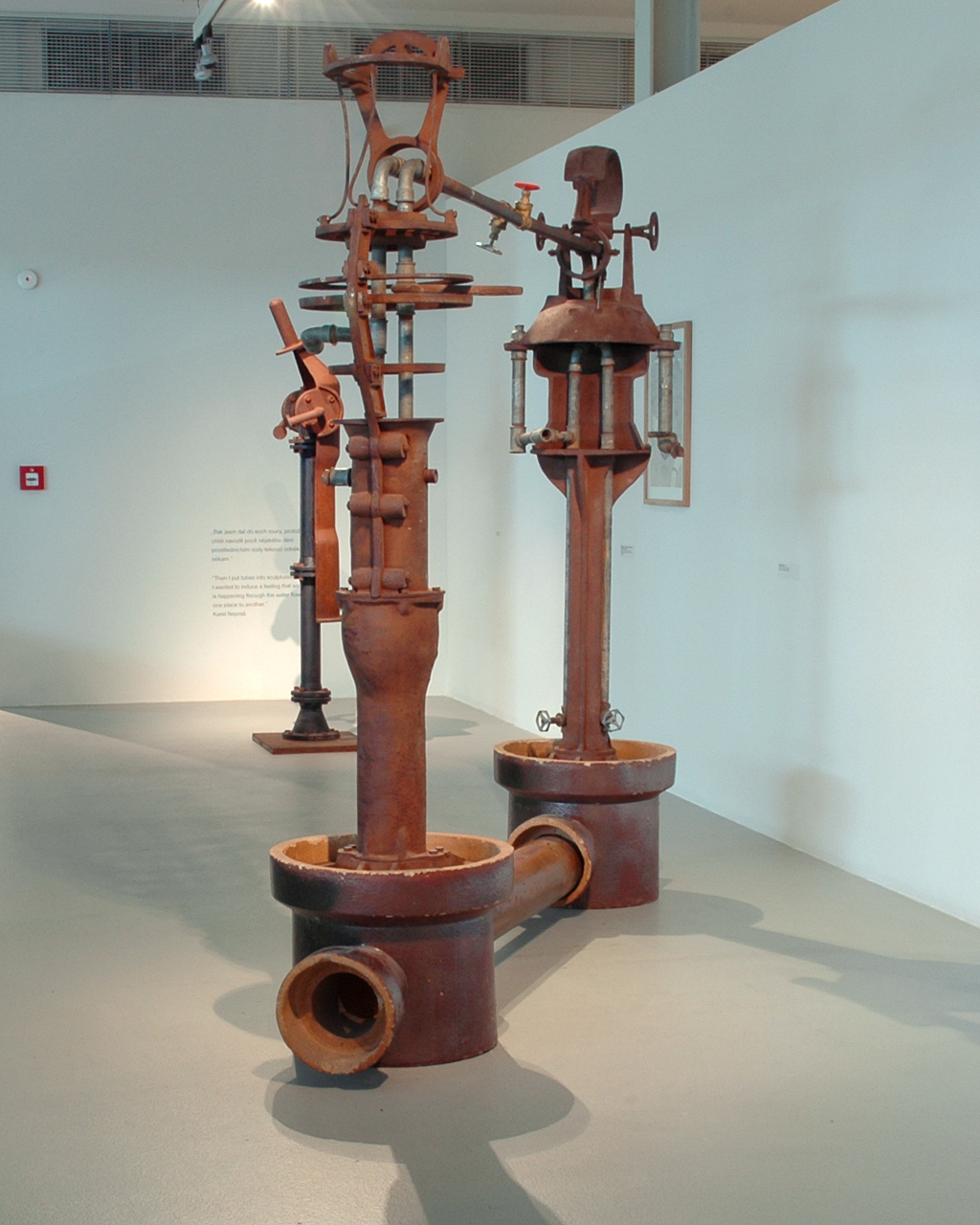
Dialog V (1981)
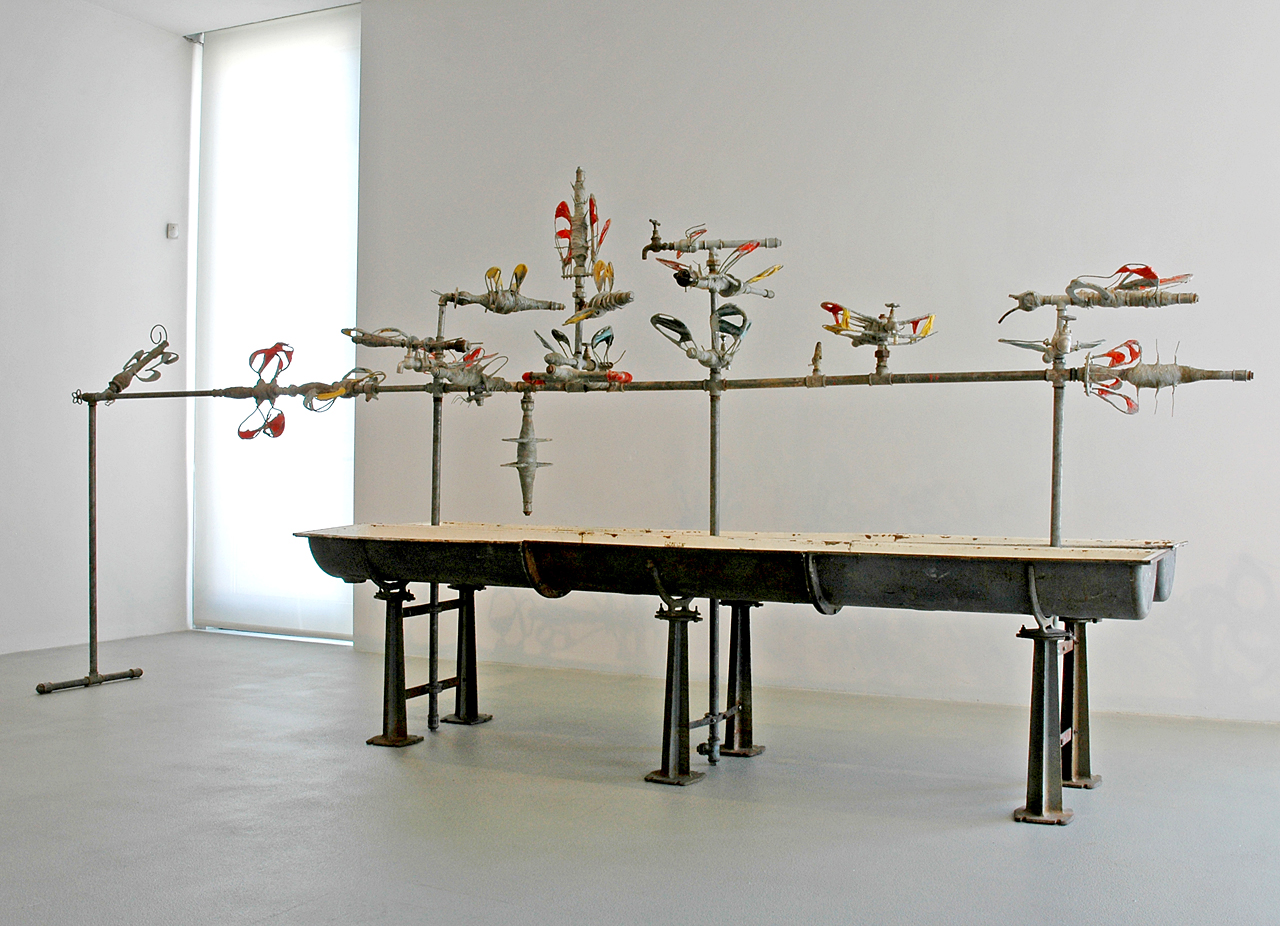
Lázeň pro M.V. nebo S.S. (1988)
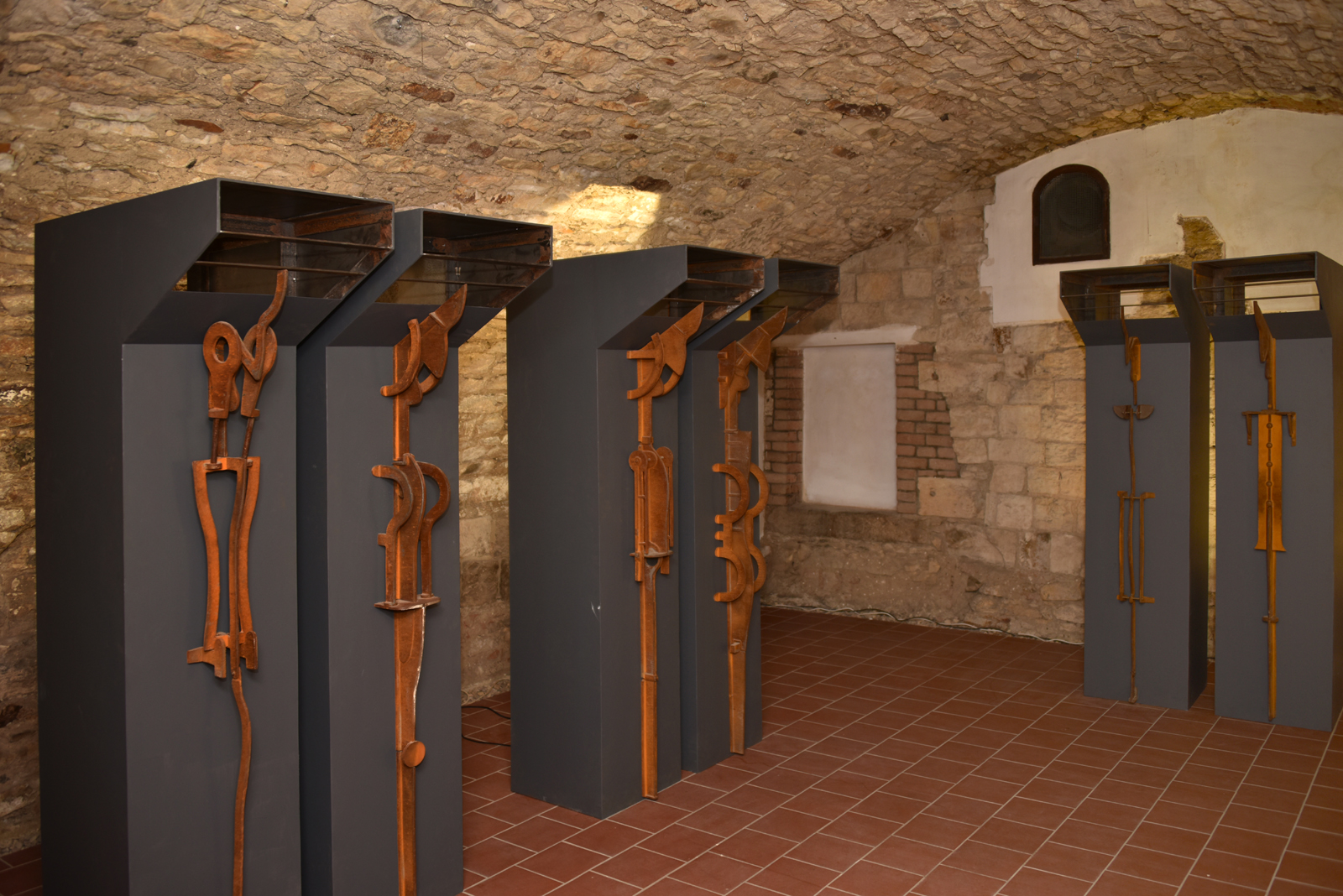
Zeď nářků II (90. léta)
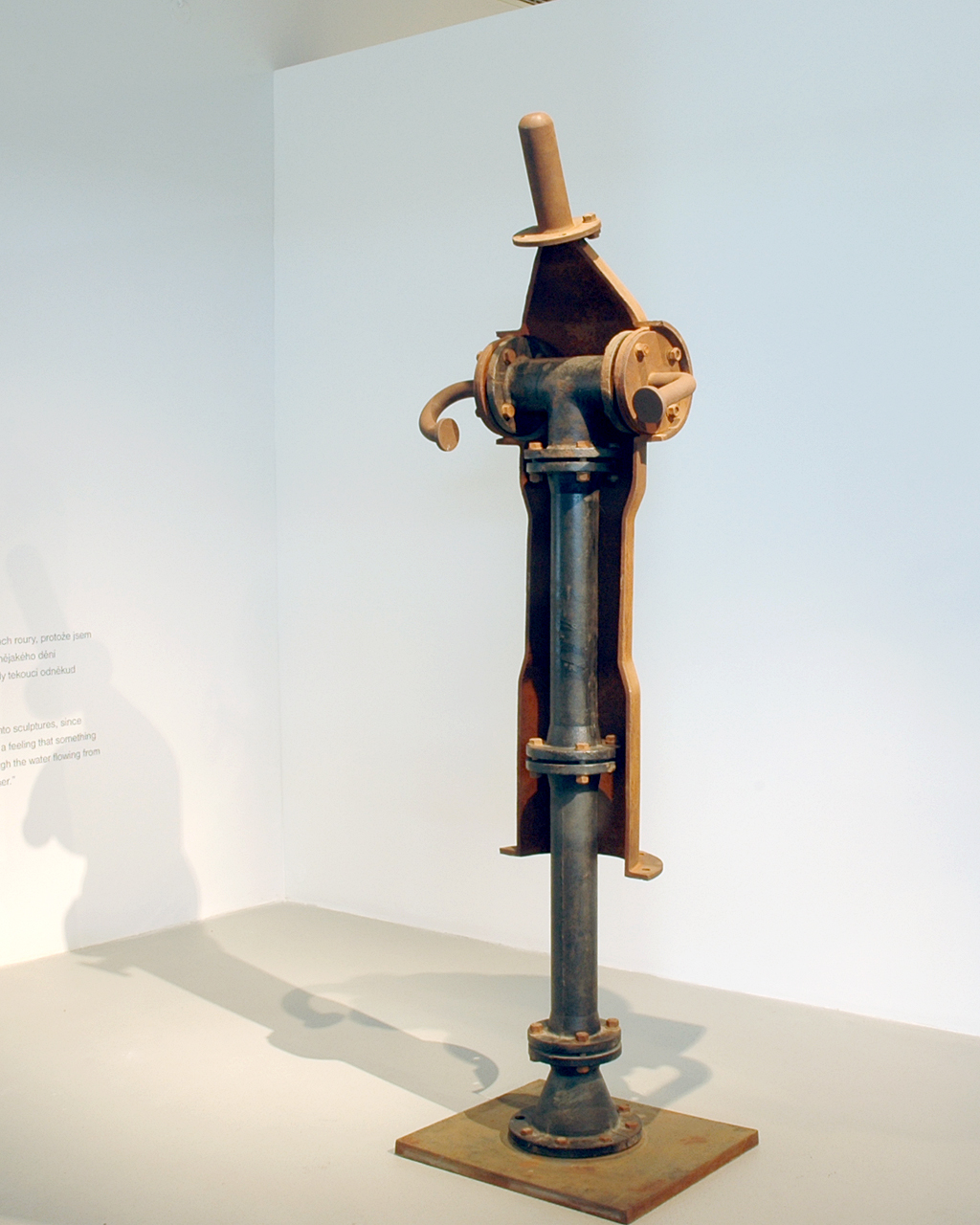
Tanečník (90. léta)
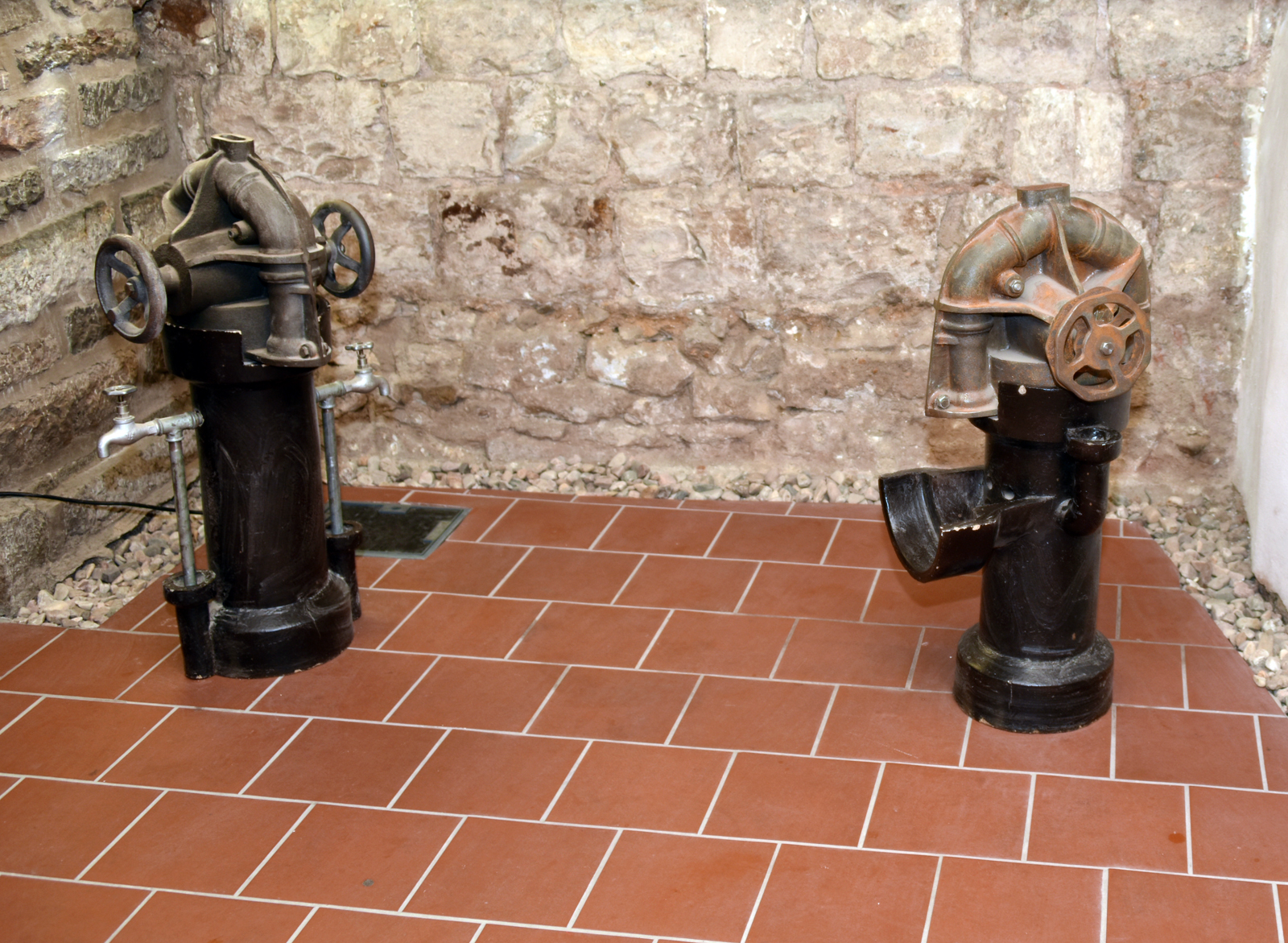
Hlavy (90. léta)

### Elektroporcelán a kamenina
Keramický objekt Dialog VIII – hromosvod vznikl během symposia Prostor Zlín roku 1994. Od poloviny 90. let, kdy se zúčastnil mezinárodního keramického symposia Světlo, stín a porcelán v Lounech, pracoval na sérii soch z porcelánu a kameniny. Naučil se pracovat s elektroporcelánem, který využil v menších reliéfních plastikách (Vysychající krajina, 1995, Sněhurka a 7 trpaslíků IV, 1995, Manifestace u Temelína, 1995–1996, Thurn-Taxisův příkop, 1995). Reliéfy s množstvím parodických detailů se vyznačují odlehčeným smyslem pro rozehrání situací a představují křehkou humornou hru zbavenou černého zabarvení.
V devadesátých letech vznikla série bust jako asambláže na porcelánovém korpusu ve tvaru obráceného pisoáru nebo umyvadla (Porcelánová busta I, 1996, Porcelánová busta II, 1998). Po figurálních objektech-asamblážích (Prsa na jiný způsob, 1996–1997, Sedící, 1999) tvořil originální variace parodující sanitární keramiku (cyklus Něžné hajzly, 1999)..

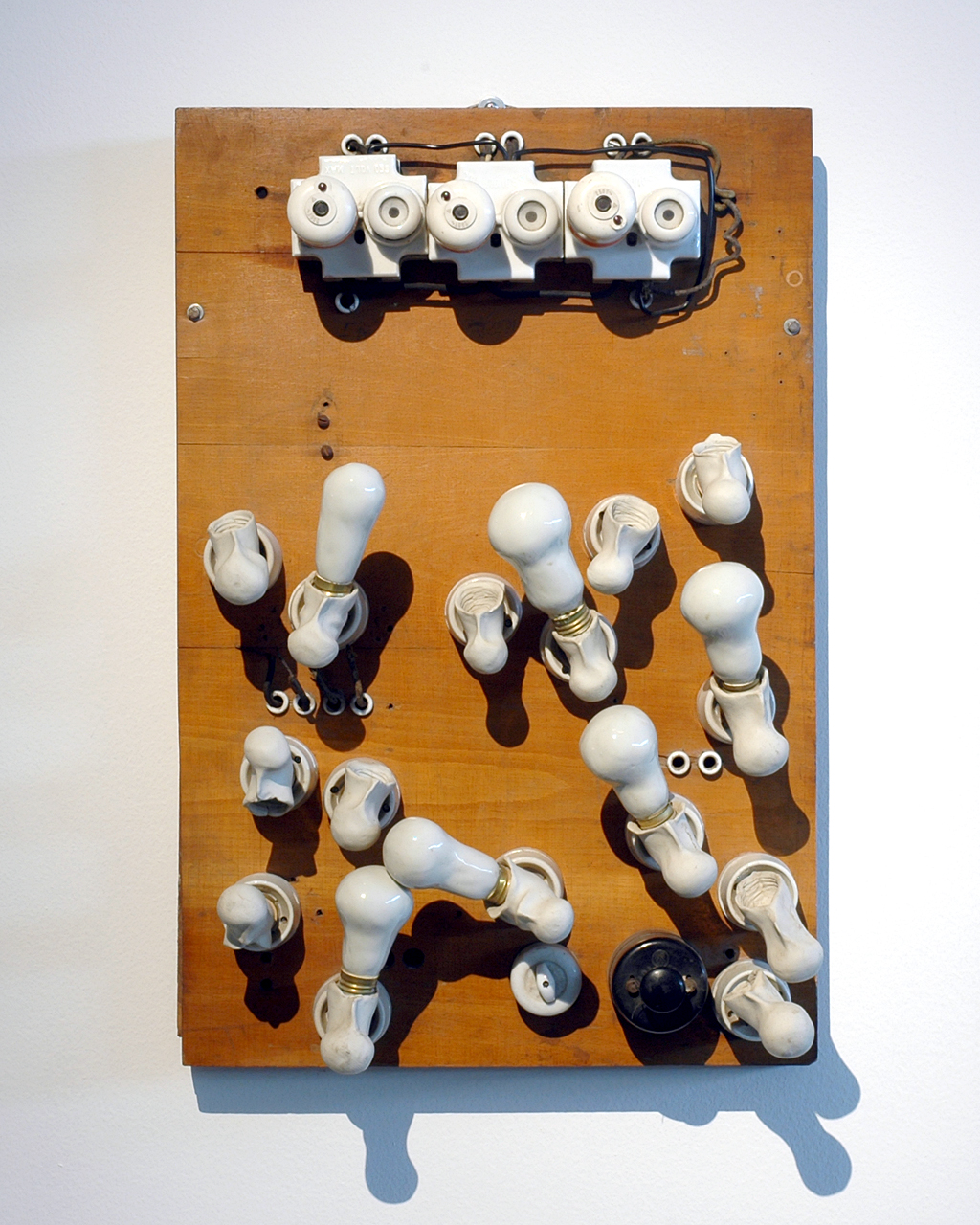
Manifestace u Temelína (1995–1996)
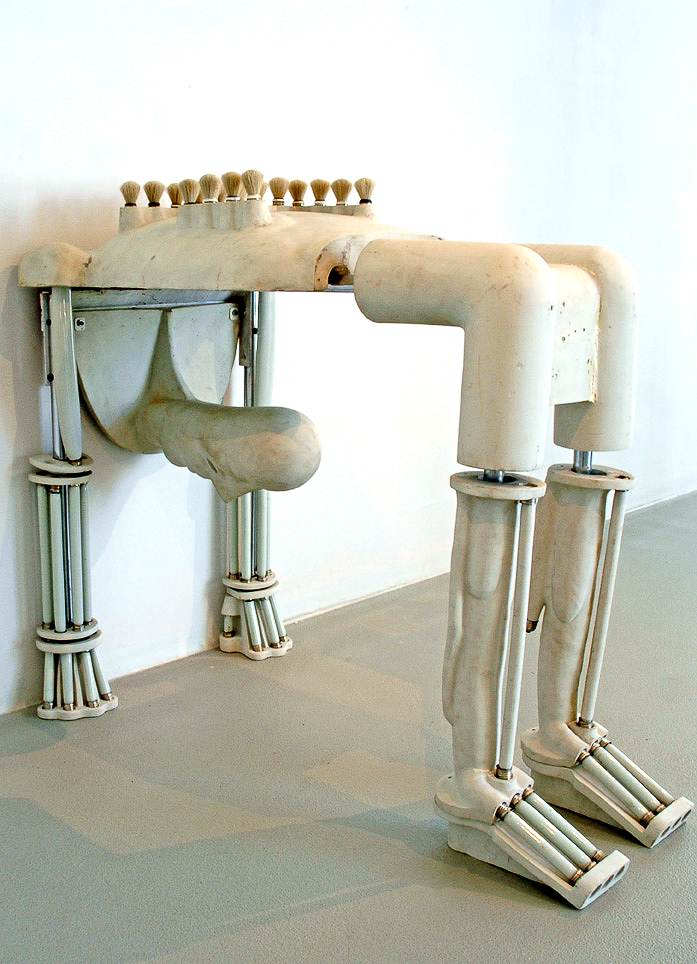
Prsa na jiný způsob (1996-97), porcelán, holicí štětky, 120x97 cm
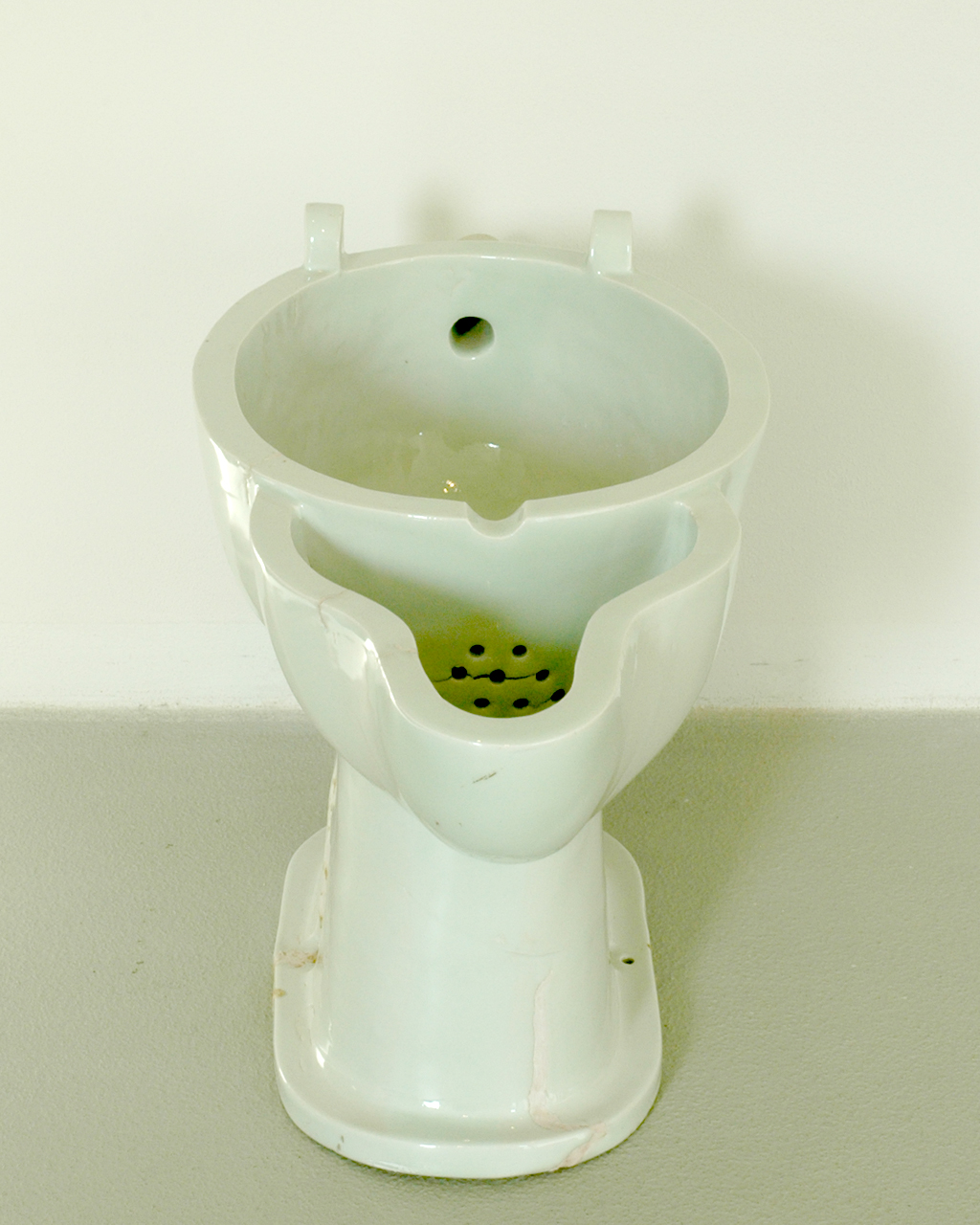
Záchod - pánský a dámský pisoár, z cyklu Něžné hajzly (1999)
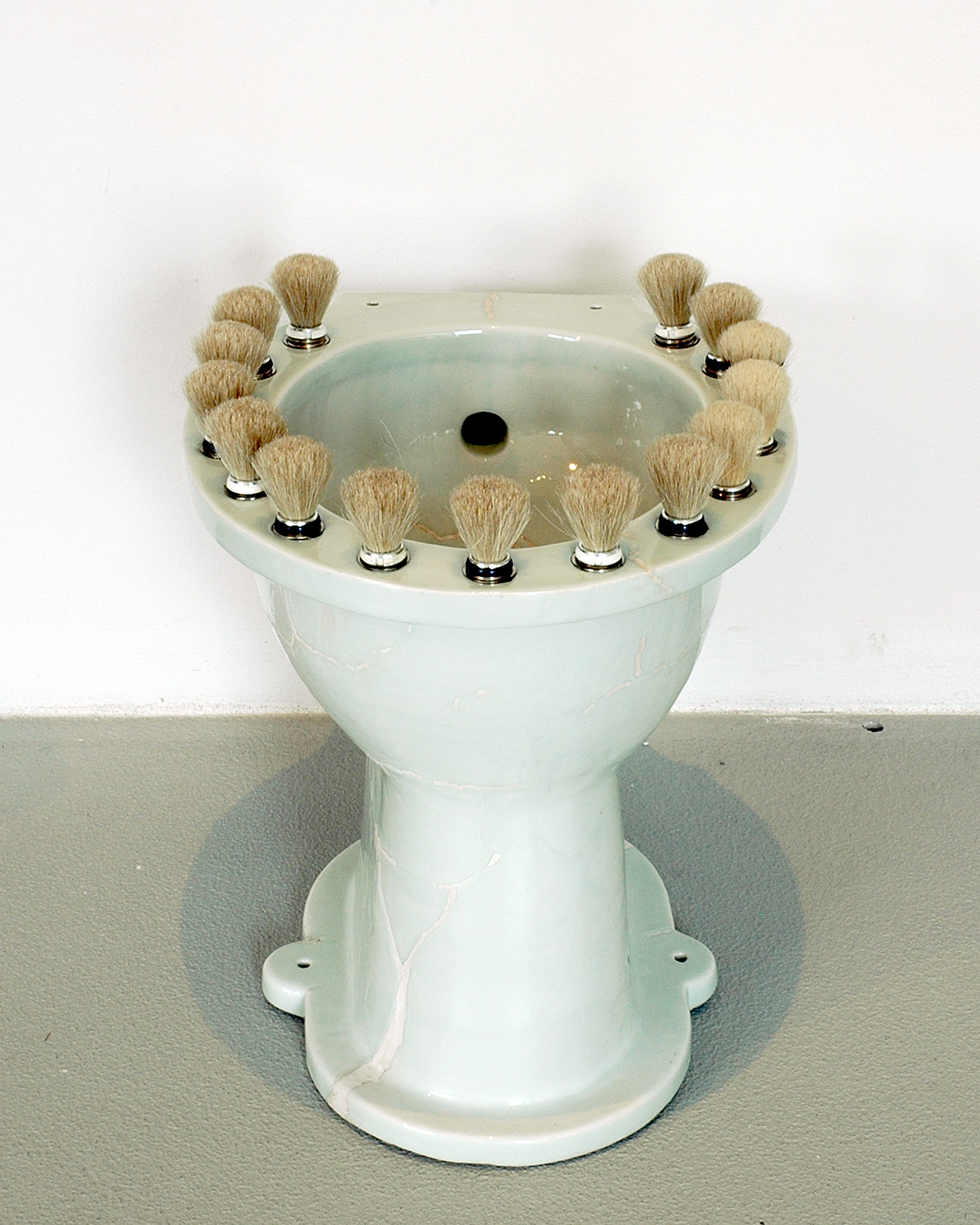
Záchod, z cyklu Něžné hajzly (1999)
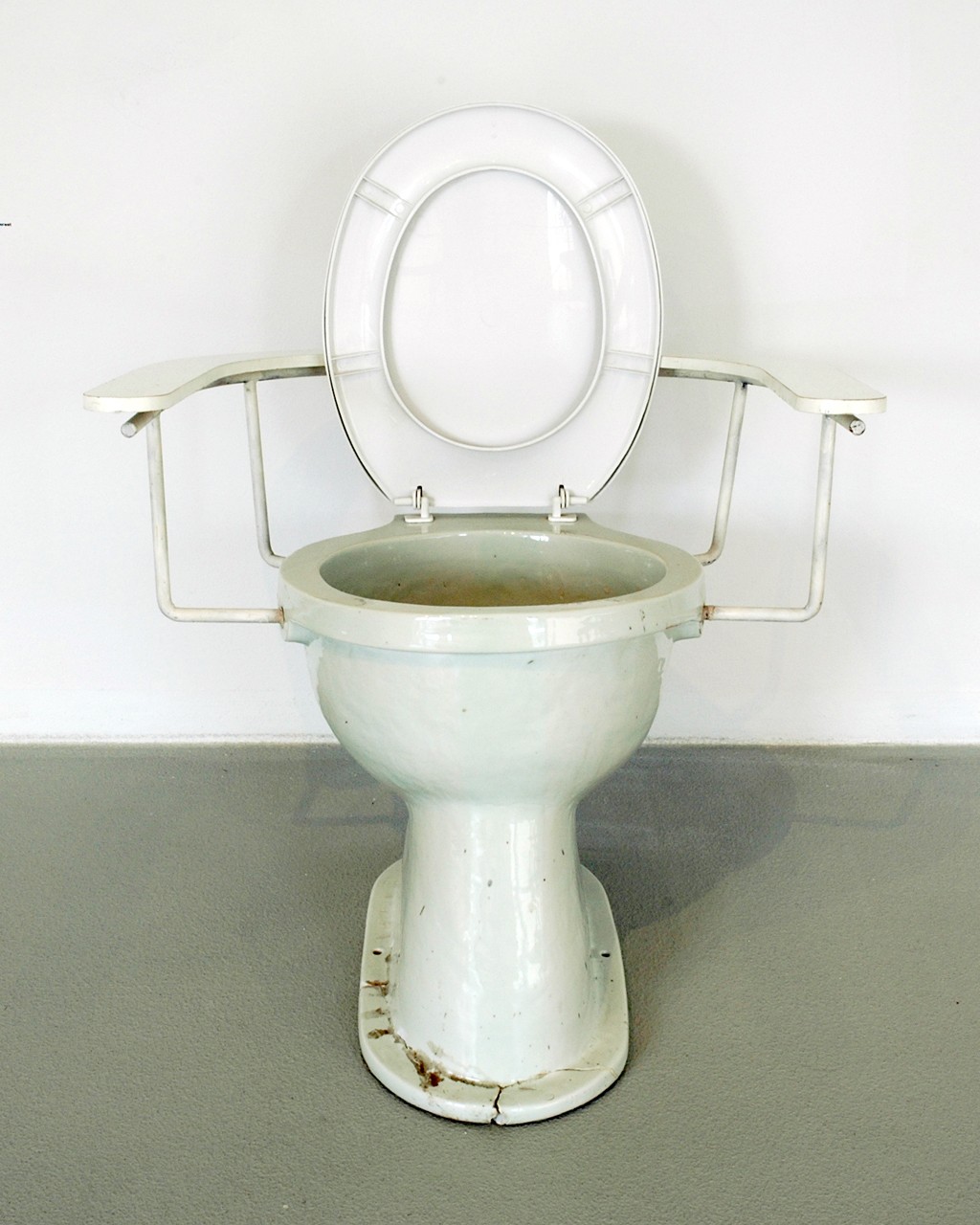
Záchod s opěradlem, z cyklu Něžné hajzly (1999)

### Pozdní tvorba
Během sympozia v Greizu vytvořil monumentální figury z litiny. V závěru své tvorby Nepraš redukoval objemy i spektrum materiálů a omezil se na využití instalatérských trubek a spojek, z nichž část odlil z bronzu. Kontrastuje v nich vznešená tradice ušlechtilých materiálů a interpretace figury prostřednictvím vodovodní trubky. V jejich názvu se demonstrativně hlásí k historické inspiraci se sebeironií, která je vlastní celému jeho dílu. Jeho posledními sochařskými díly je série minimalistických kovových plastik Egypt-Giacometti-Nepraš (Národní galerie Praha), v nichž čistý sochařský tvar kontrastuje s použitým neuměleckým materiálem.

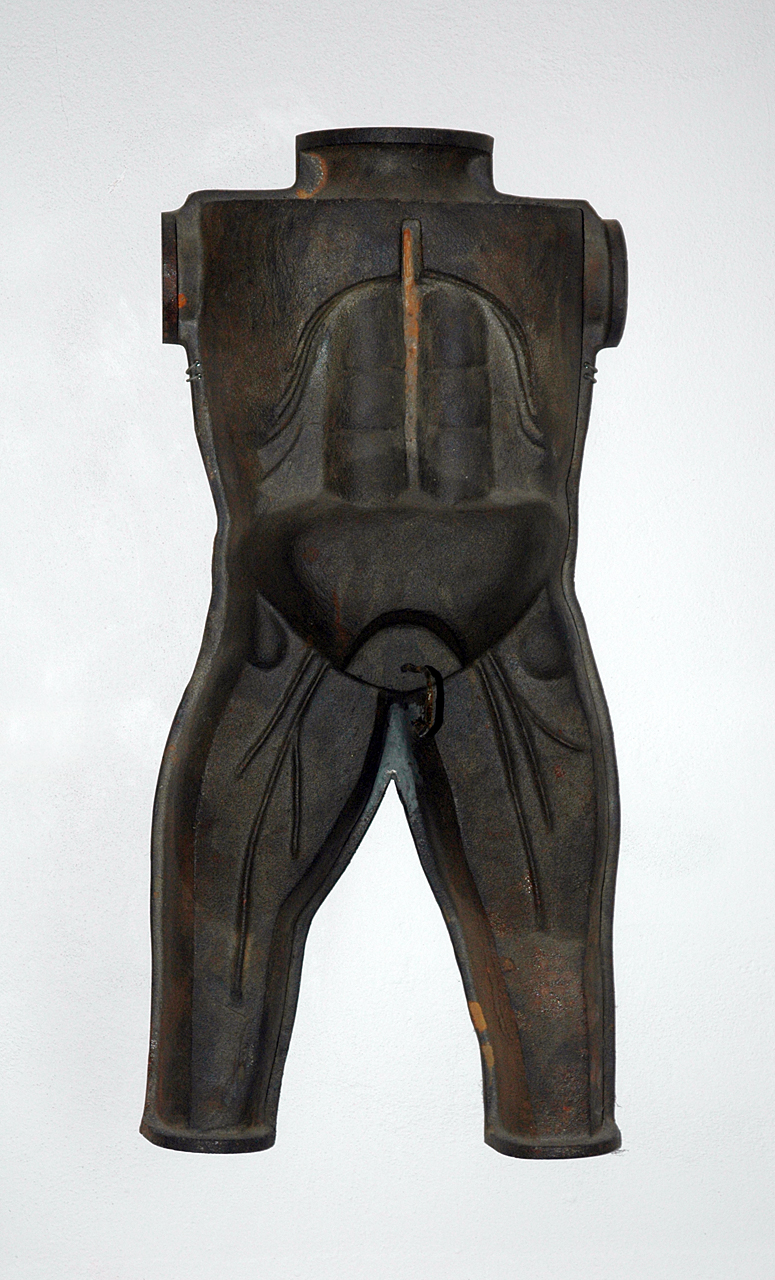
z cyklu Míra zodpovědnosti (1993)
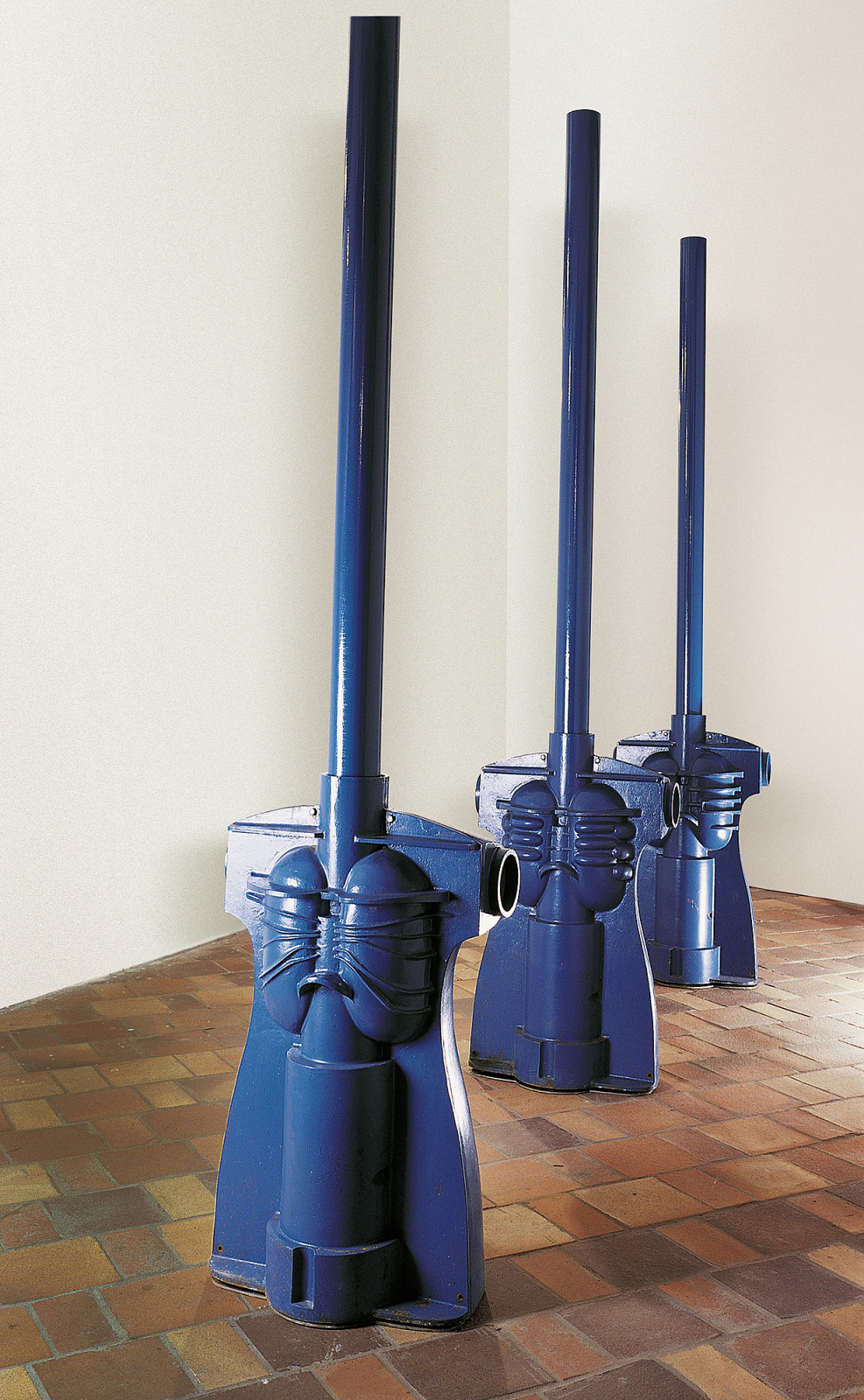
Tři polopostavy (1999)
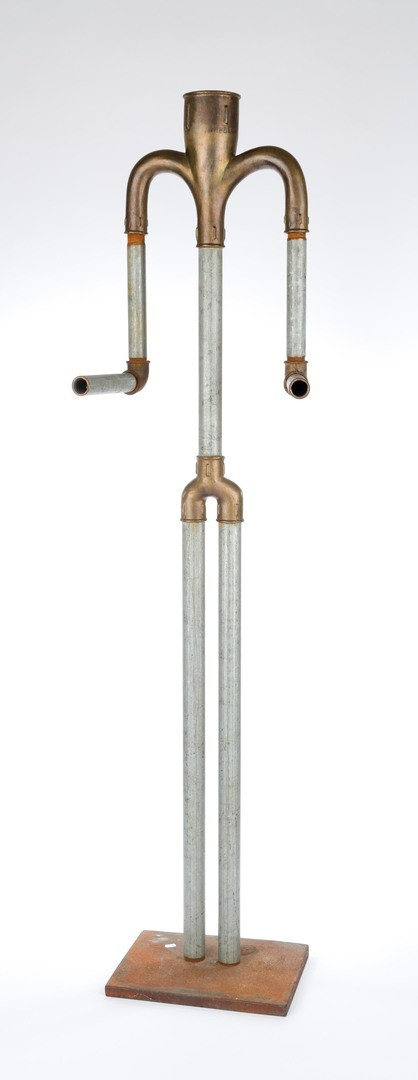
Stojící figura (90. léta)
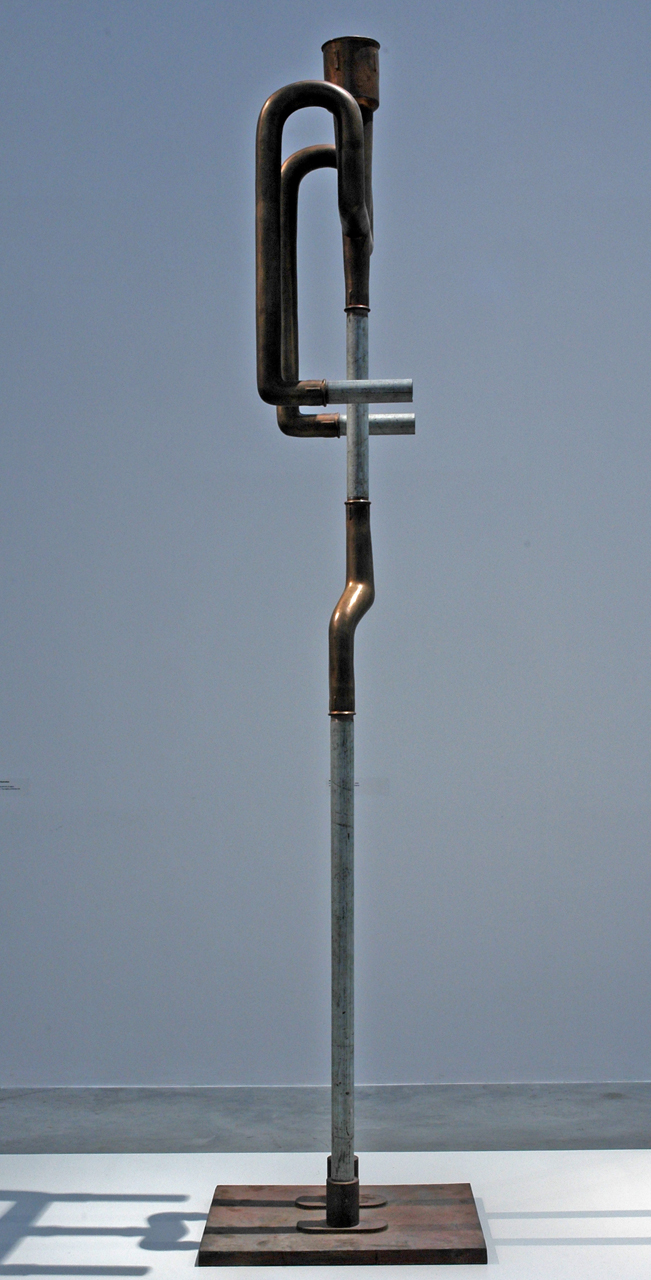
Stojící (1999)
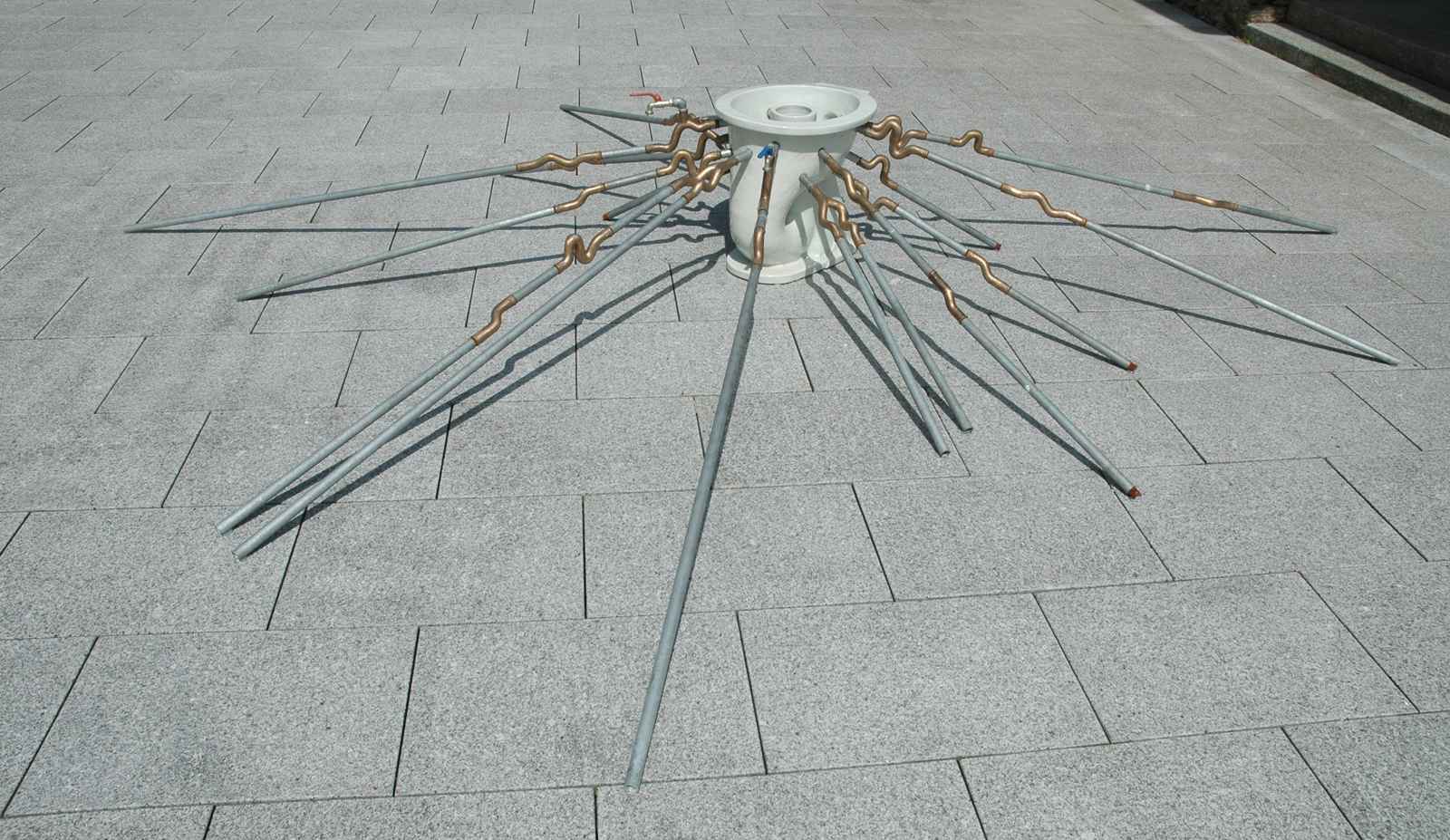
Prameny Vltavy (2000)

Karel Nepraš se nikdy nezajímal o aktuální trendy v umění, ale vztahoval se spíše k tradici a spoléhal na svou intuici. Byl obdařen mimořádnou dávkou černého humoru a jako zdánlivě neúčastný nebo krutý pozorovatel upozorňoval na drobné i velké tragédie lidských osudů. Jeho tvorba byla hravá a spontánní a jeho humor, někdy až na hranici snesitelnosti, byl vážnou a krutě pravdivou výpovědí. Přestože bývá považován za zakladatelskou osobnost „české grotesky“, jeho sochy mají kořeny v tragické době 50. let a dobách normalizace po okupaci roku 1968. Mají silný existenciální podtext a nelze je vykládat prvoplánově. Jeho „Dialogy“ jsou tak spíše reflexí na nemožnost dialogu, „Figura s náplní“ je lisem na figuru, „Moroa“ a jiné sochy z drátů a textilu jsou „monstra, jejichž excentrická tělesnost balancuje na ostří předělu mezi hrůzou a směšností„ (M. Halířová).

#### Citáty
(„Nevadí na co kladeš důraz. Ale na něco klást důraz musíš" KN, in: Jaroslav Anděl (ed.), Karel Nepraš, 2012, s., s. 111)
(„Smát se můžete jakkoliv, ale umění, i když je groteskní, je vážné“ KN, Ironstory )

### Realizace
Roku 1962 se Karel Nepraš podílel na zakázce pro kostel Sv. Petra a Pavla v Jedovnici, pro který navrhl zábradlí na kůru s varhany. Oltář vytvořil Mikuláš Medek s Janem Koblasou.
První zakázkou ve spolupráci s architektem Pavlem Kupkou byl reliéf se stylizovanými hliníkovými hlavami ve vstupu do budovy Kancelářských strojů v Praze na Můstku (1969–1971). Reliéf je nezvěstný od přestavby stanice metra v 90. letech. Během realizace hliníkových reliéfů si Nepraš osvojil techniku modelace forem k odlévání a byl tak ve své další tvorbě nadále zcela nezávislý. Druhou zakázkou byl měděný reklamní poutač Krejčovská panna - Šatičky (1968) v ulici Na můstku, pojatý jako domovní znamení.
Na sochařském symposiu otevřených forem v Ostravě v roce 1969 se Karel Nepraš seznámil s technikou modelování a odlévání litiny a vytvořil zde své klíčové dílo Rodina připravená k odjezdu (1969) (odinstalováno roku 1974 a v 80. letech zničeno). Obnovené sousoší, vytvořené v letech 2011–2015 podle původních Neprašových výkresů, je trvale vystaveno v Centru současného umění DOX.
Počátkem 70. let se zabýval i návrhem moderní kašny pro zámecký park v Litomyšli. Nepraš se v 70. letech z existenčních důvodů byl nucen živit restaurováním. Díky architektu Pavlu Kupkovi mohl alespoň vytvořit některé realizace v architektuře, např. roku 1973 na fasádě Smuteční síně ve Svitavách.
Litinové prvky a ocel použil sochař také v rozsáhlejších objektech pro veřejný prostor (Kameraman, 1988, Altán a prameník, 1989, Domov seniorů v Malešicích). Po obnovení ostravského sympozia vytvořil Nepraš roku 1993 sochu Jogín, která je umístěna v ostravském sadu Milady Horákové. V letech 1993–1994 začal spolupracovat se zlínskou galerií a během sympozia Prostor Zlín vytvořil rozměrné sousoší Dialog VIII - Hromosvod, které je od roku 1994 umístěno před Alternativou - kulturním institutem Zlín.
Také v 90. letech byla pro tvorbu Karla Nepraše významná spolupráce s arch. Kupkou a projekty pro architekturu. V té době upouští od asambláží a vytváří série stylově čistých litinových odlitků torz (Míra zodpovědnosti, 1993), figurální patníky pro Lichtenštejnský palác (realizace SVOAS, slévárna a strojírna Stará Huť), polopostavy - sloupy Tři figury (1999, Museum Kampa) nebo návrhy pro kamenné prvky schodiště Lichtenštejnského paláce. Při invenčním ztvárnění balustrád a zábradlí schodišťové haly uplatnil v profilu motiv zpívajících andělských kůrů.
Před Toskánským palácem na Hradčanech) jsou Neprašovy kamenné patníky zhotoveny v barokních proporcích stylizovaných poprsí dam s nákrčníkem a tvoří tak protějšek mužských stráží Pražského hradu. Výška patníků ve svažitém terénu vytváří horizontálně přímku. Neprašovy groteskní reliéfní masky nad nefunkčním krbem hlavního sálu paláce dotváří manýristický charakter haly. Kupku i Nepraše spojuje zvláštní míra výtvarné citlivosti i tíhnutí k maximální čistotě a dokonalosti formálního řádu. Neprašova práce nepředstavuje pouze doprovodnou dekoraci, ale spoluurčuje významně charakter místa a vnáší do barokních paláců ducha současnosti.
Poslední realizací do veřejného prostoru je Neprašův Pomník Jaroslava Haška, který obsahuje sloučení dvou klasických idejí - jezdecký pomník a hermovku. Nepraš tento pro Haška netypický pomník promýšlel od roku 1995 a vytvořil jím protějšek ke Kafkovu monumentálnímu jezdeckému pomníku Jana Žižky na Vítkově. V případě pomníku, kde nutnost realistického zpodobení tváře nebylo možné obejít, vyřešil Nepraš potřebu svobodného vyjádření drobnou poťouchlostí ve stylu svých kreseb a posadil bustu spisovatele na sokl, který prochází tělem koně. Stylizovanou sochu koně ozvláštnil nálevním pultem s pivními tácky a nenápadnou citací svých starších soch složených z vodoinstalačních materiálů. Původně měla být součástí pomníku i funkční pivní pípa. Dokončení pomníku se sochař nedožil a proto bustu Jaroslava Haška a nohy koně vytvořila sochařova dcera Karolína Neprašová v roce 2005.
Roku 2008 byl další odlitek sochy koně z pomníku Jaroslava Haška umístěn v rekonstruovaném Nosticově paláci. Kůň prochází zdí a zatímco jeho zadní část se nachází v bývalé konírně, hlava koně je v dominantním průhledu viditelná z nádvoří paláce.

### Sochy ve veřejném prostoru
- Rodina připravená k odjezdu (1969), Ostrava, zničeno v 80. letech, kopie instalovaná na terase galerie DOX
- Šatičky, ul. Na Můstku, Praha (70. léta)
- Oboustranný reliéf slunečních hodin a řešení stěny ve smuteční obřadní síni Svitavy (1973)[106]
- Kameraman, Barrandov, Praha (1989)[107]
- Altán a prameník v Malešicích, Praha (1989)[108][109]
- Patníky, Lichtenštejnský palác, Praha (1988–1993)
- Jogín, Sad Milady Horákové, Ostrava (1993)
- Dialog VIII - Hromosvod, Zlín (1994)
- Patníky, Krb, Toskánský palác, Praha (1994–1998)
- Komunikace, OSJEP Brno (1999)[110]
- Pomník Jaroslava Haška, Prokopovo náměstí, Praha-Žižkov (1995–2005)
- Socha koně, Nostický palác (Ministerstvo kultury ČR)
- Stálá venkovní expozice plastik, Veletržní palác, Národní galerie Praha (do roku 2020)

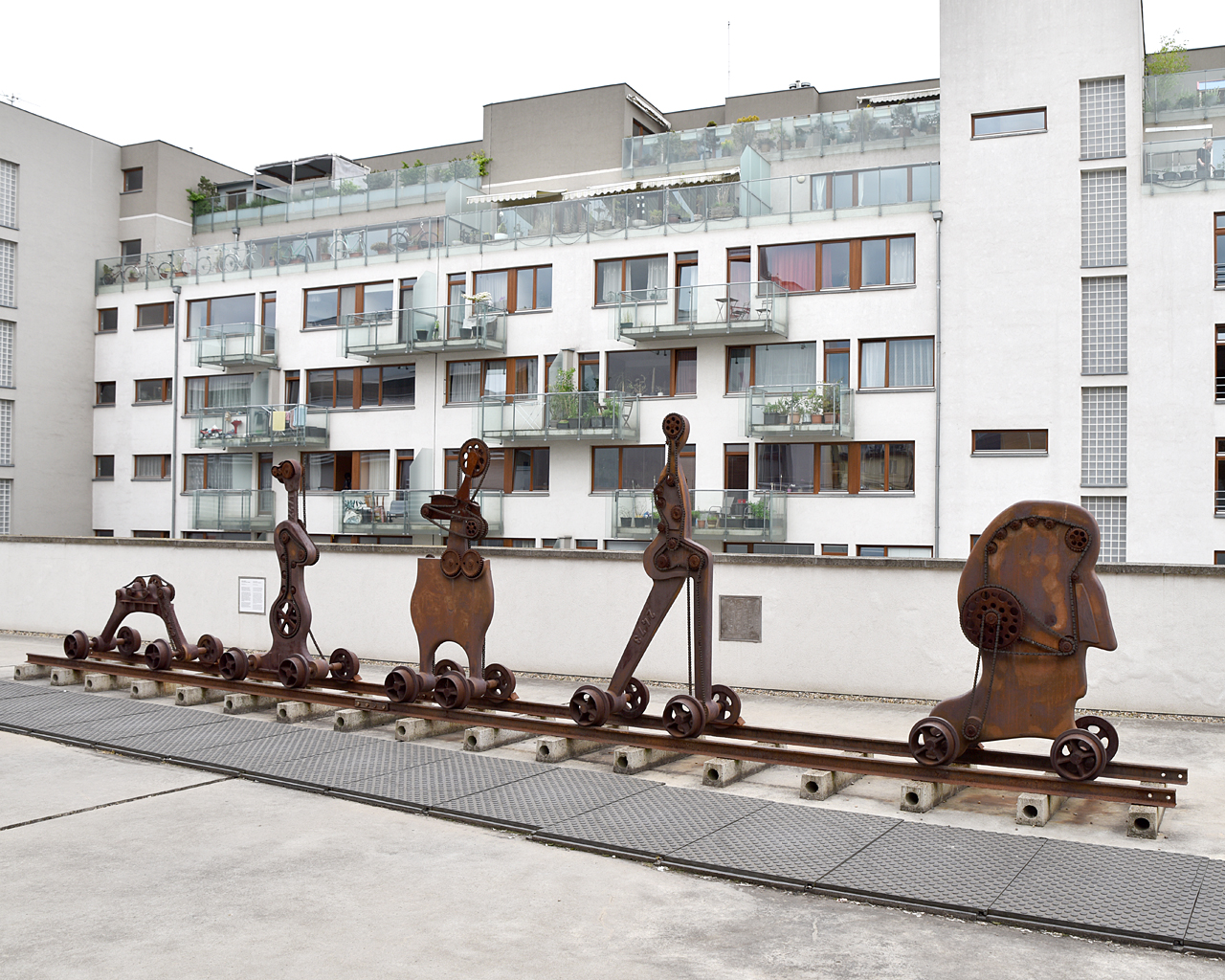
Rodina připravená k odjezdu (1969), druhý odlitek, DOX
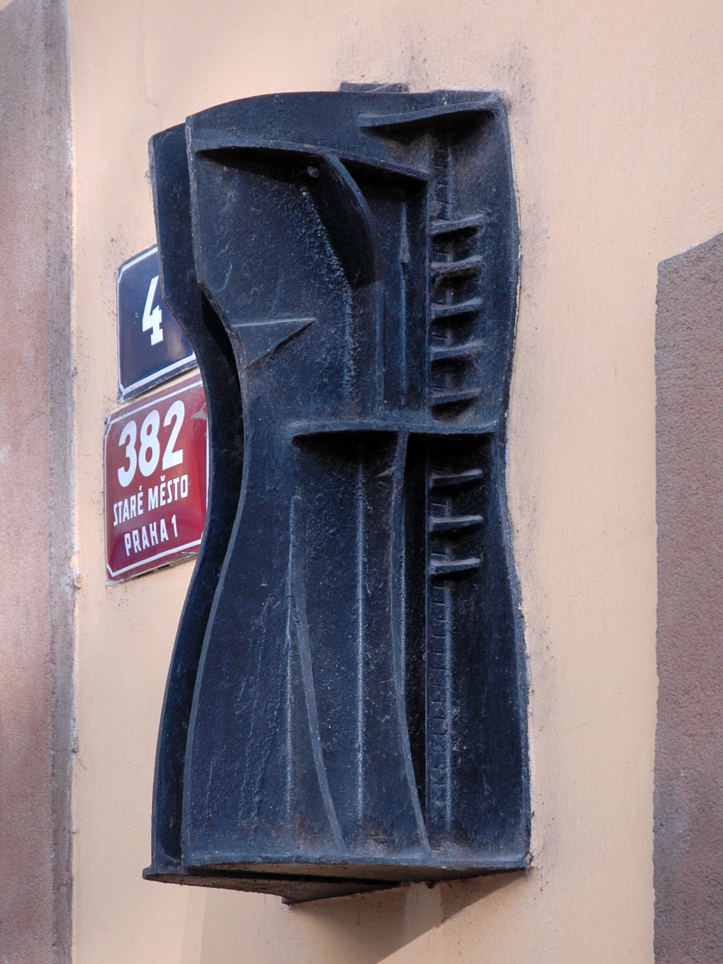
Šatičky (70. léta), litina, domovní znamení Na Můstku 4, Praha
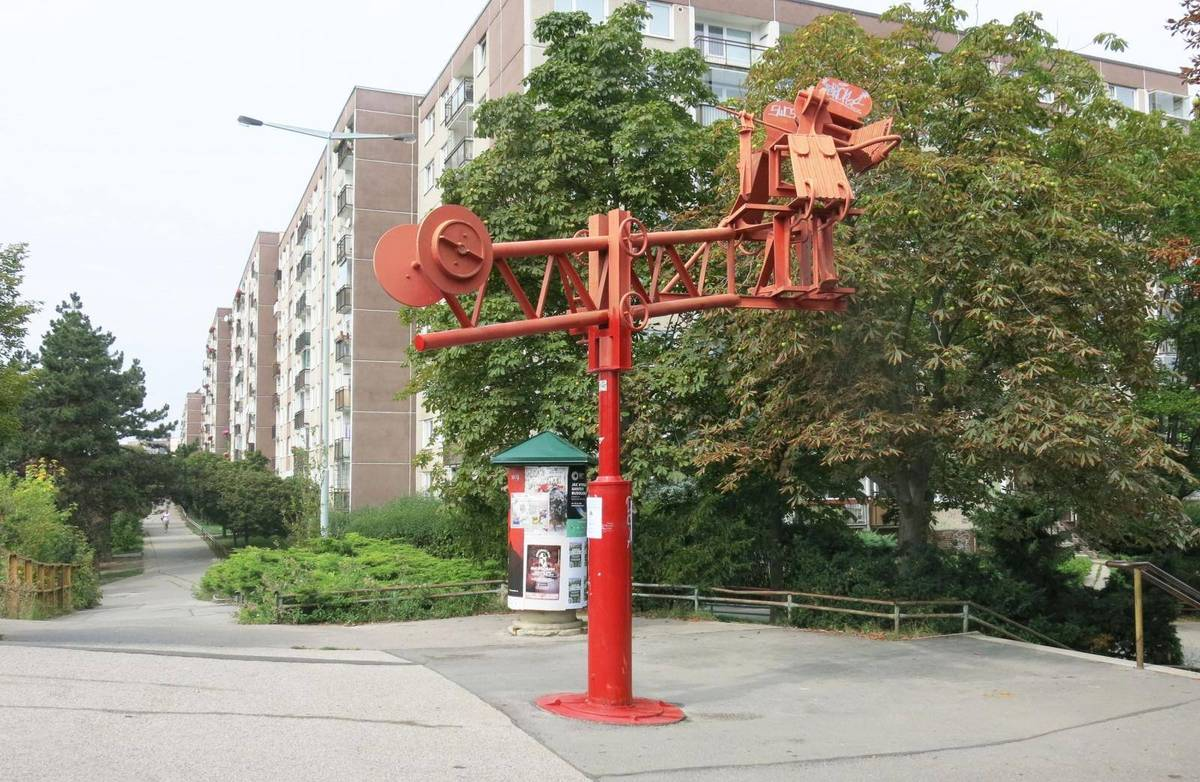
Kameraman, 1989, Barrandov, Praha
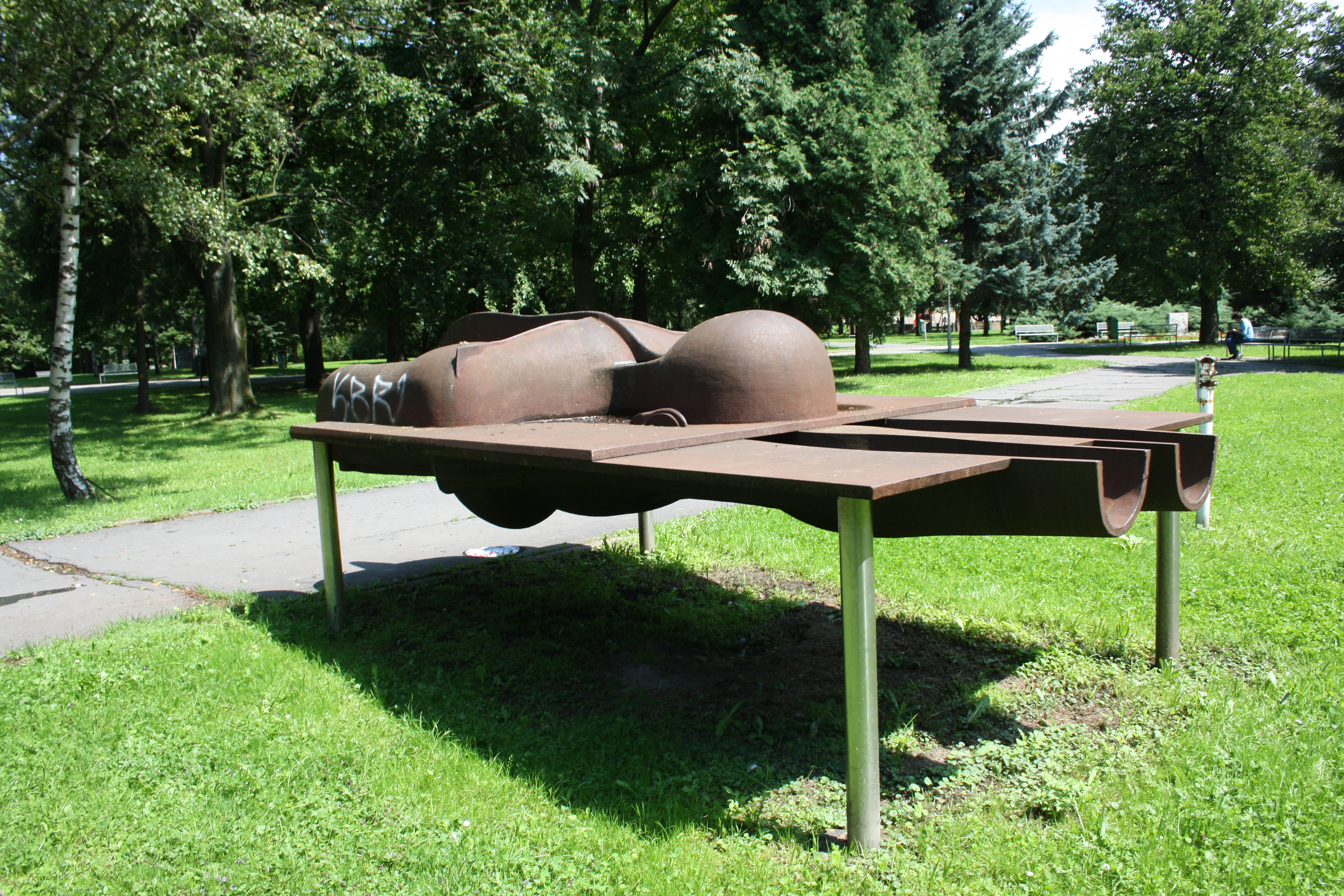
Jogín (1993), sad Milady Horákové, Ostrava
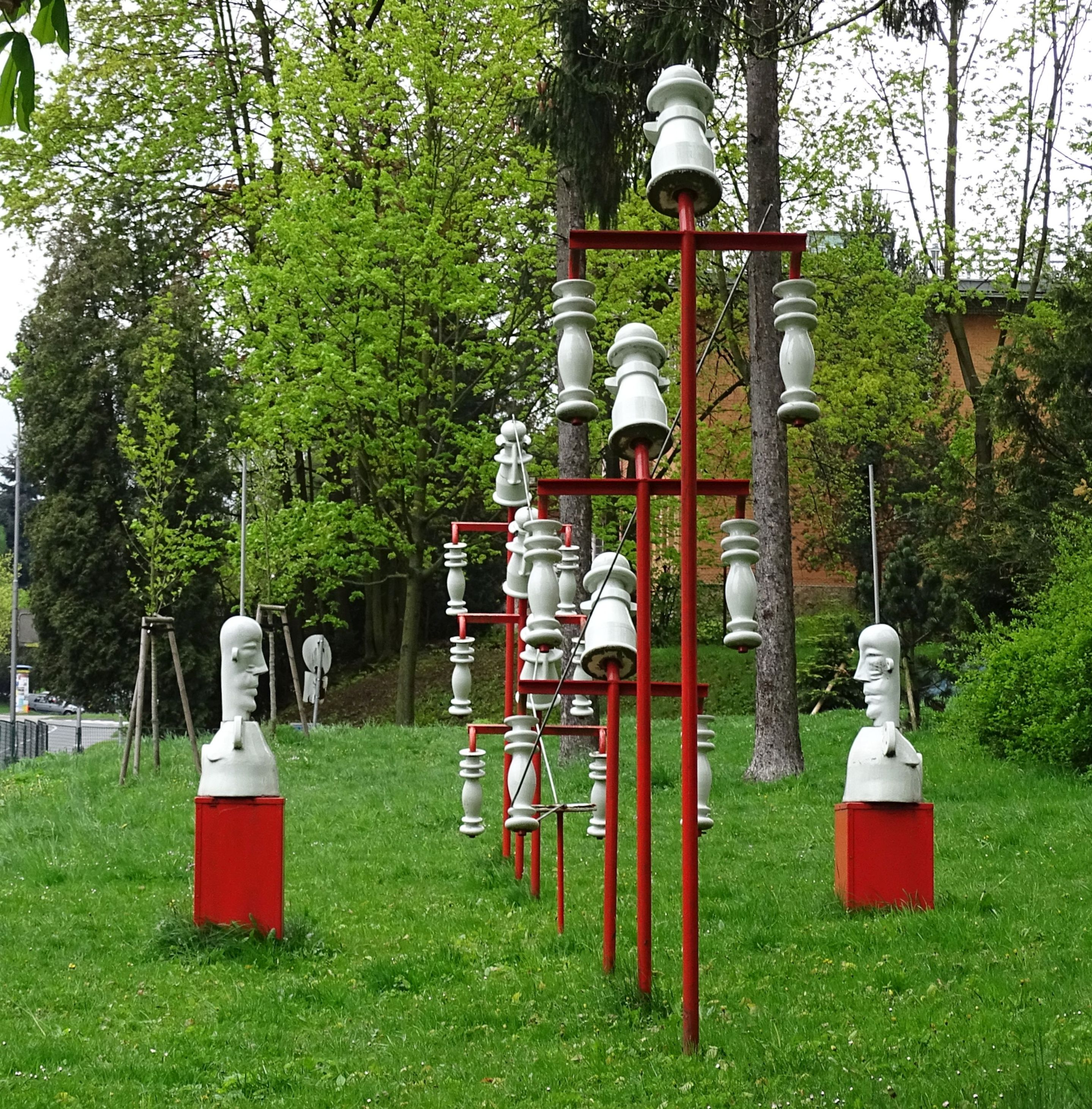
Dialog VIII - Hromosvod, Zlín (1994)
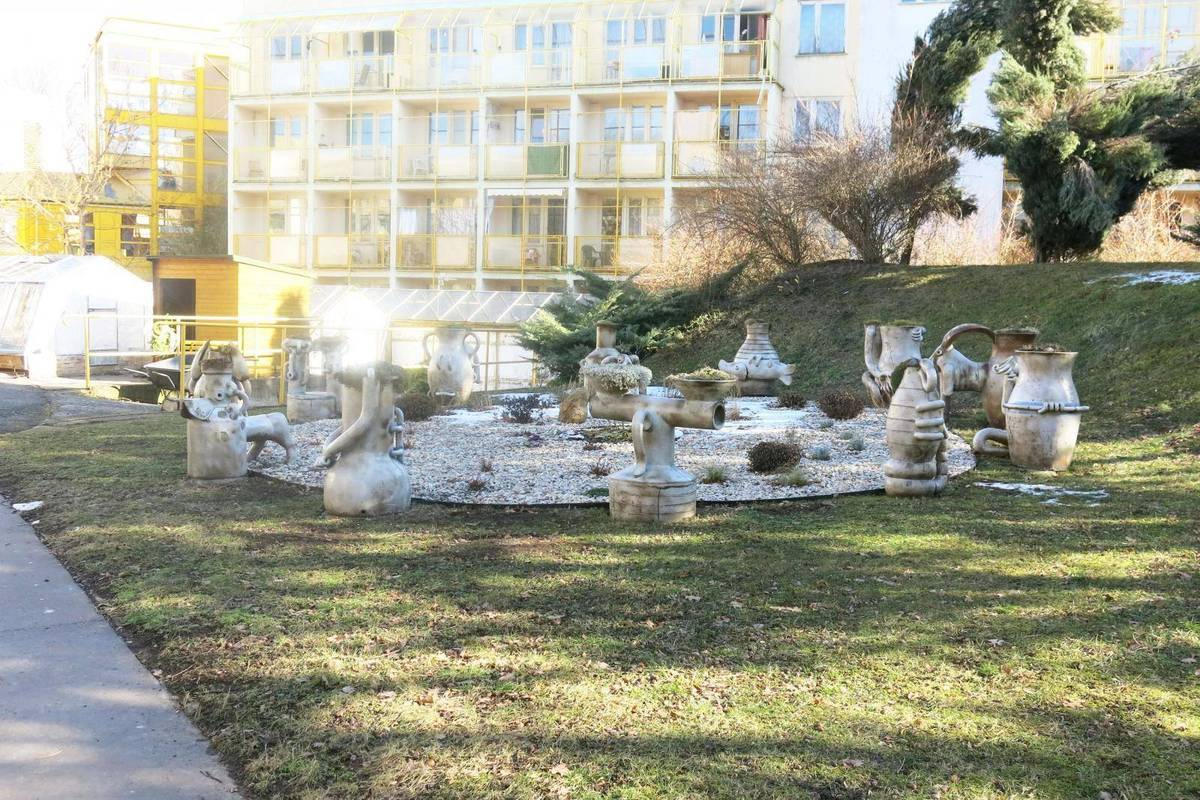
Keramická plastika Zvěrokruh u domova seniorů v Řepínské ulici, Praha
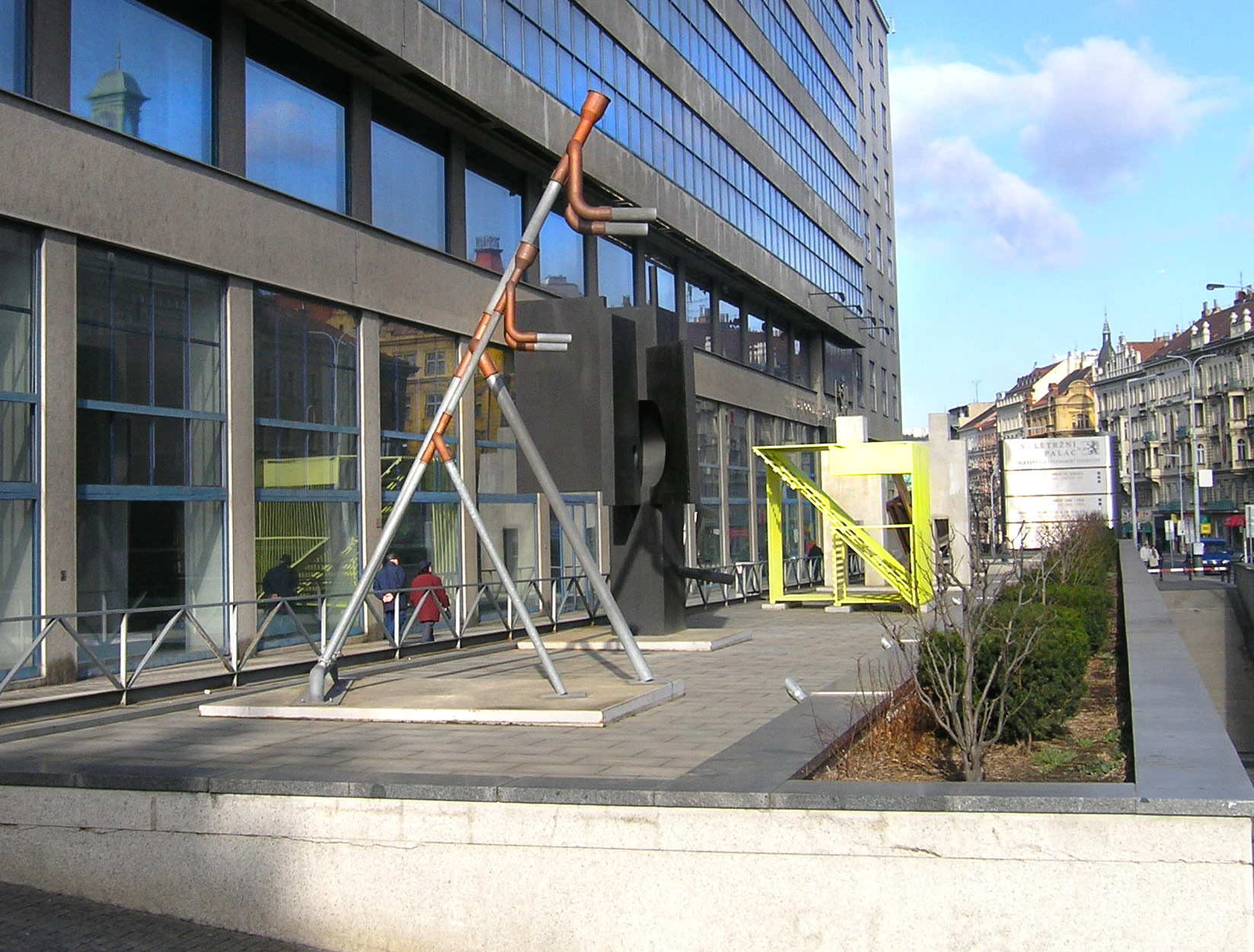
Egypt-Giacometti-Nepraš, Veletžní palác, Národní galerie v Praze (do r. 2020)
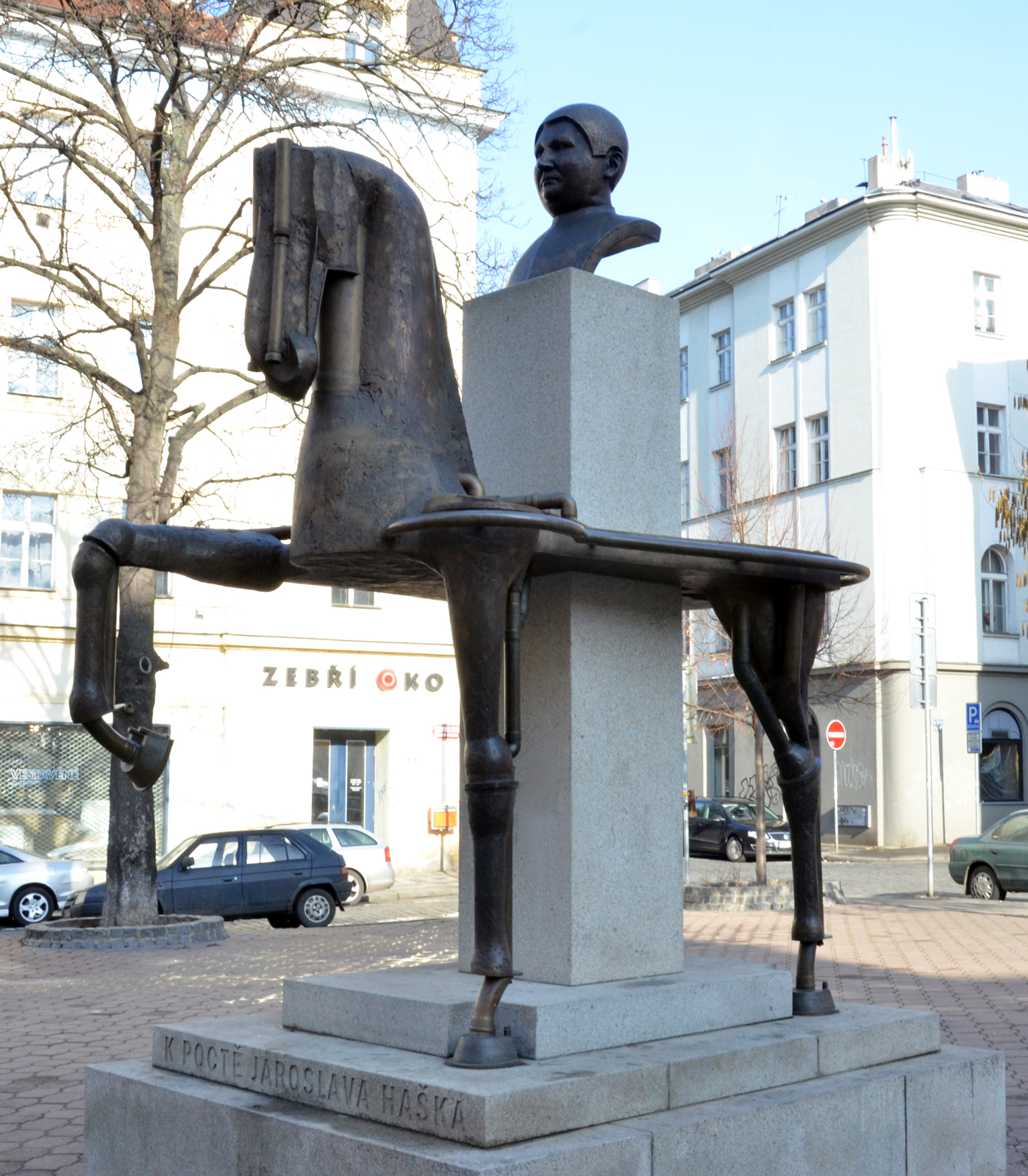
Pomník Jaroslava Haška (2005)
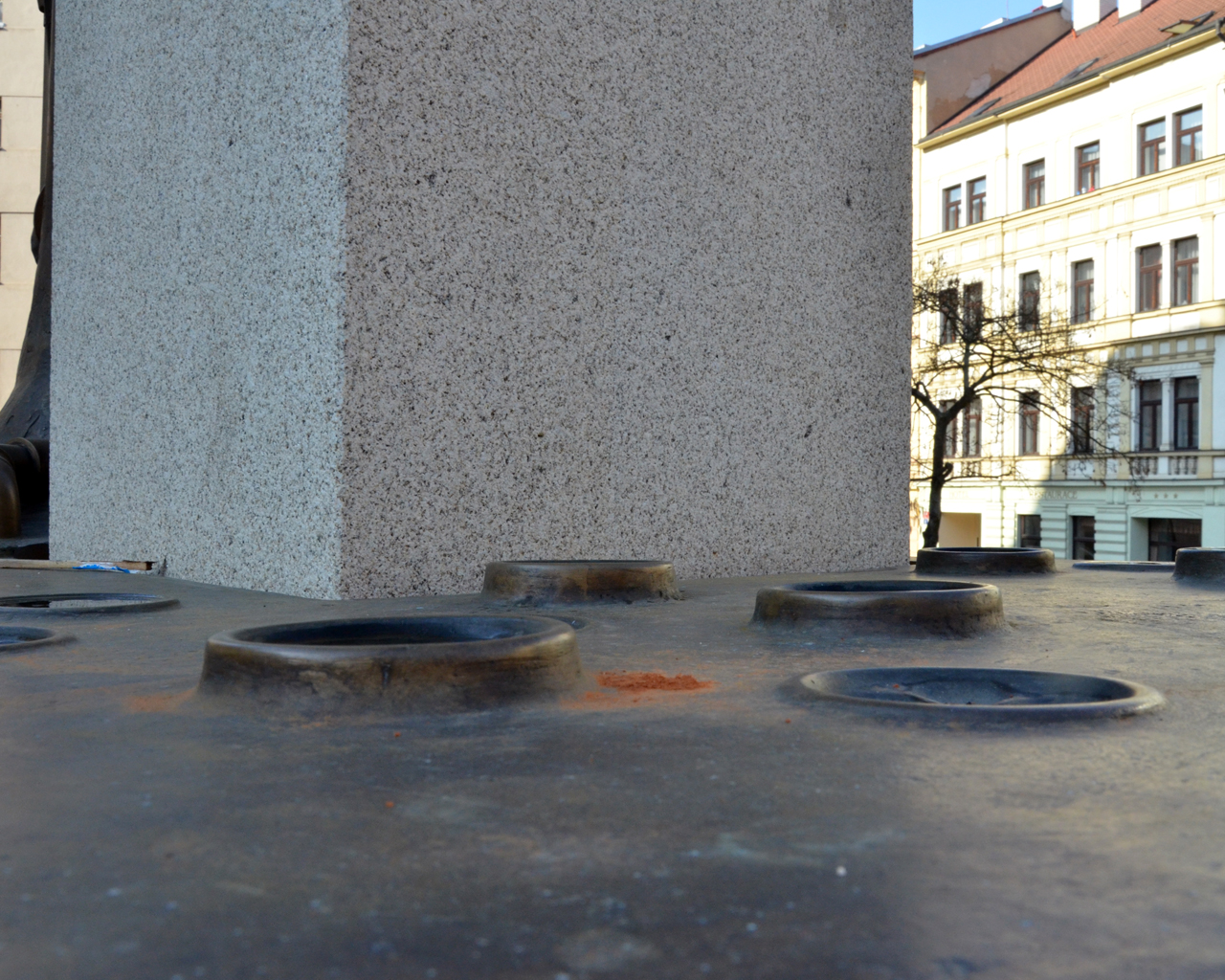
Pomník Jaroslava Haška (2005), detail
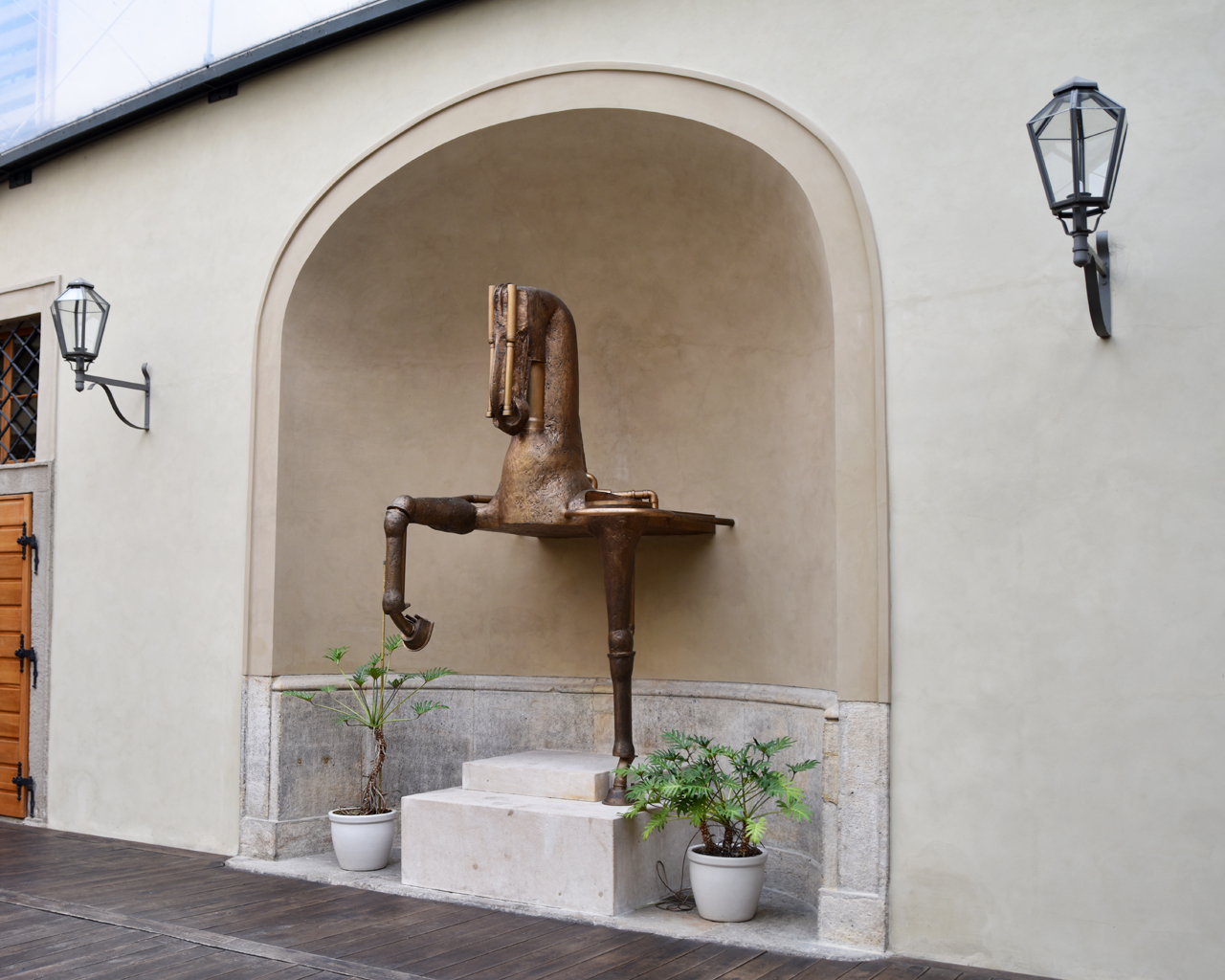
Socha koně v Nosticově paláci

### Realizace v architektuře

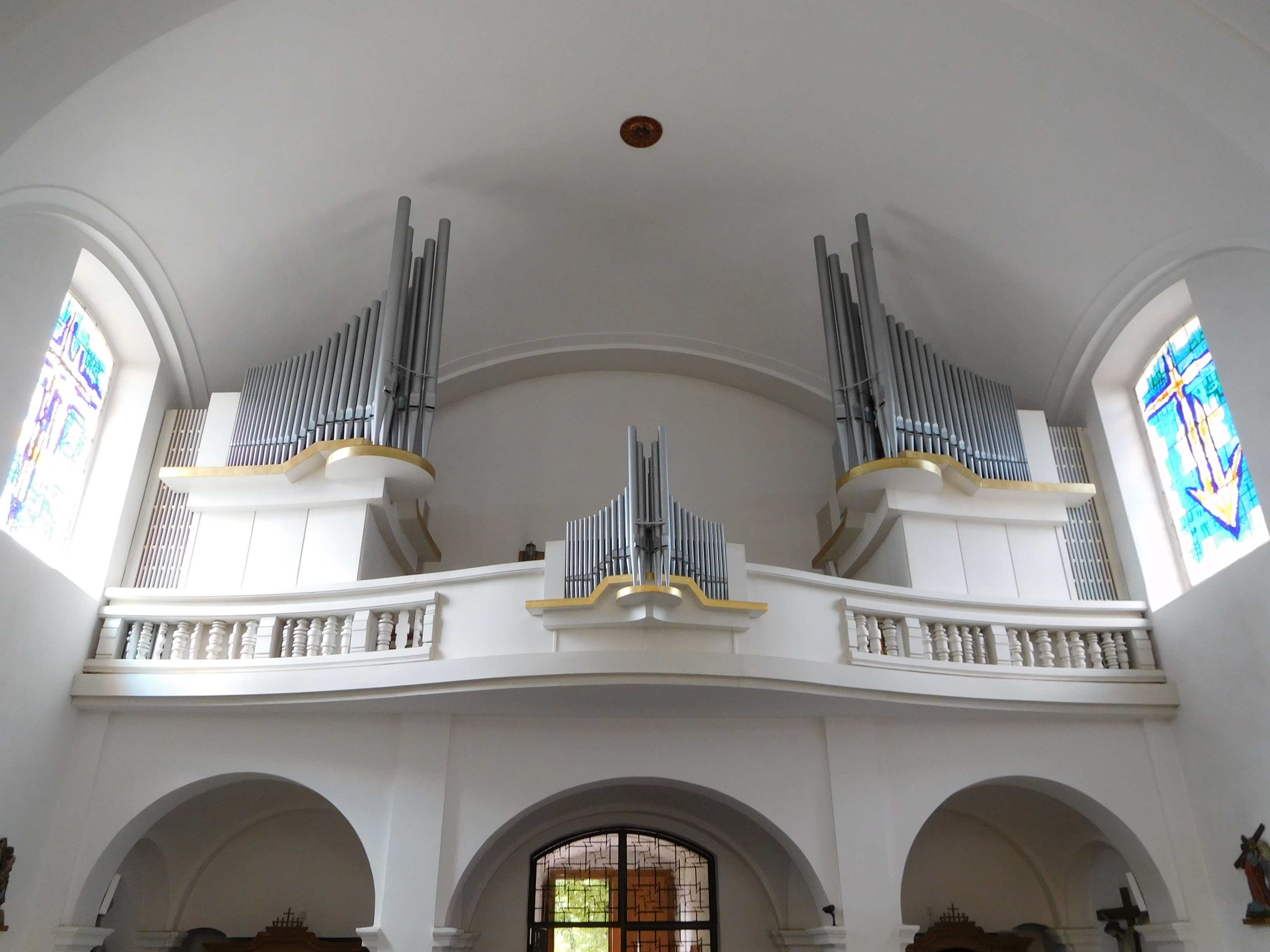
Zábradlí kůru kostela sv. Petra a Pavla, Jedovnice (1963)
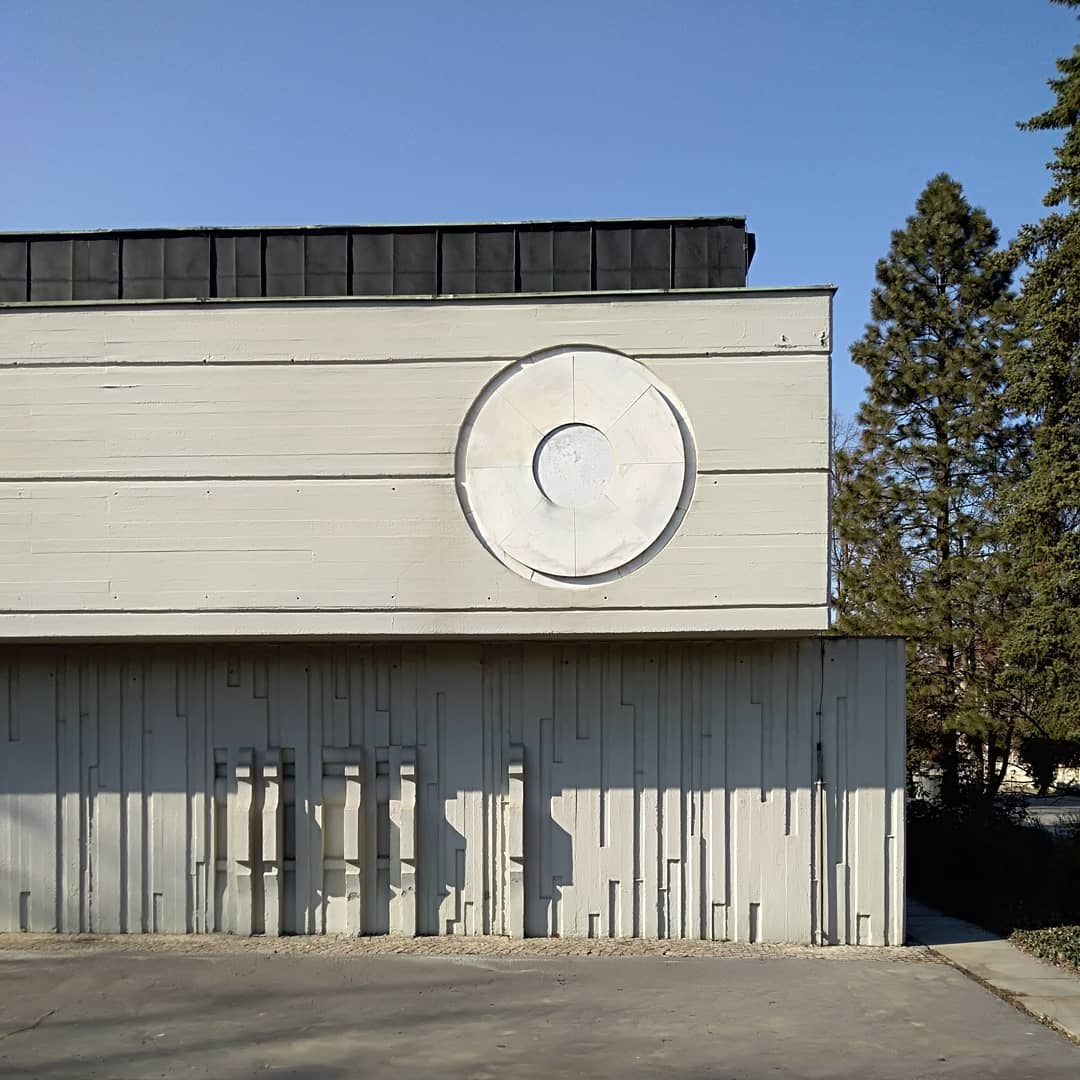
Obřadní síň, Svitavy (Nepraš, arch. Kupka, 1973)
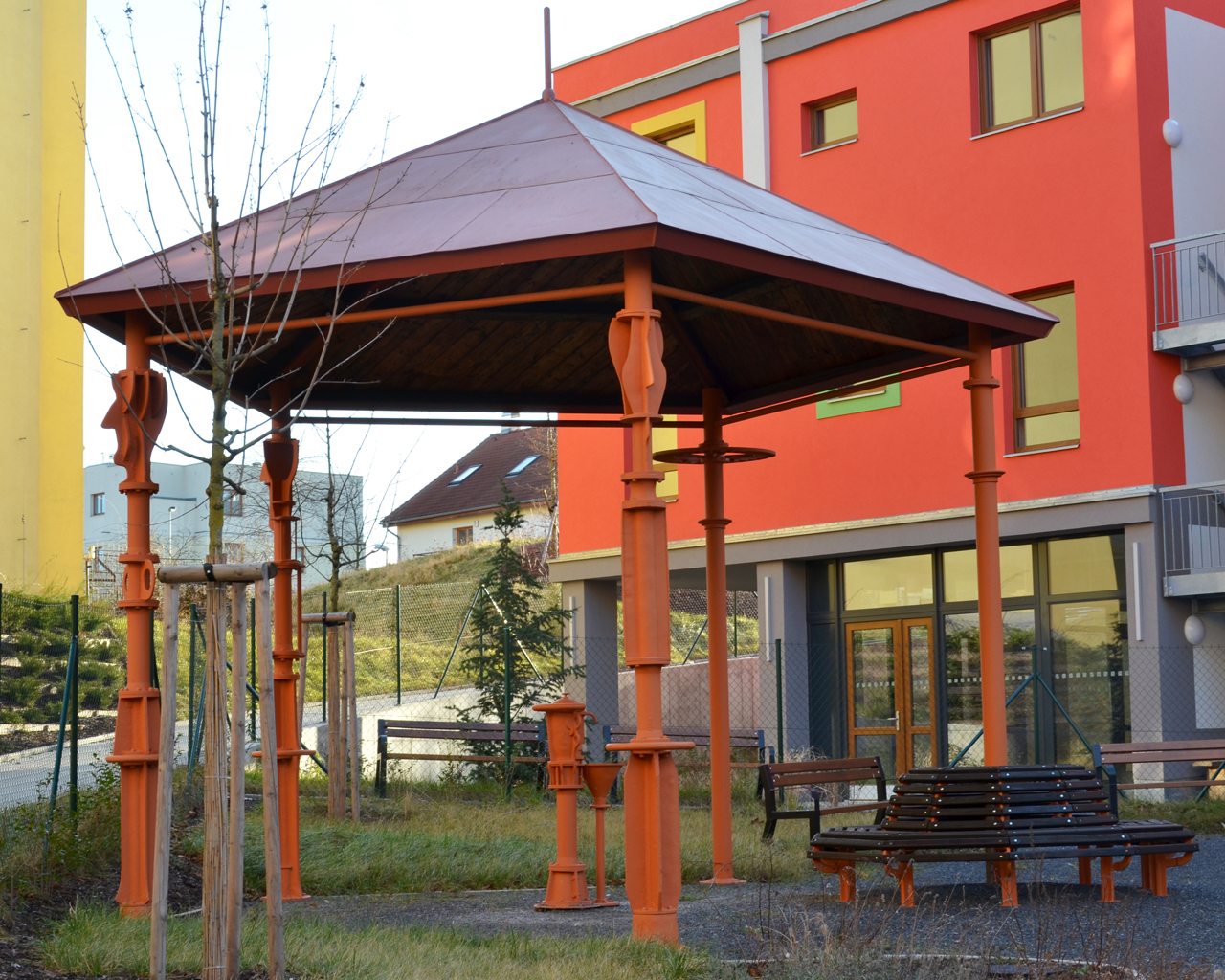
Altán a prameník, Domov seniorů v Malešicích (1989)
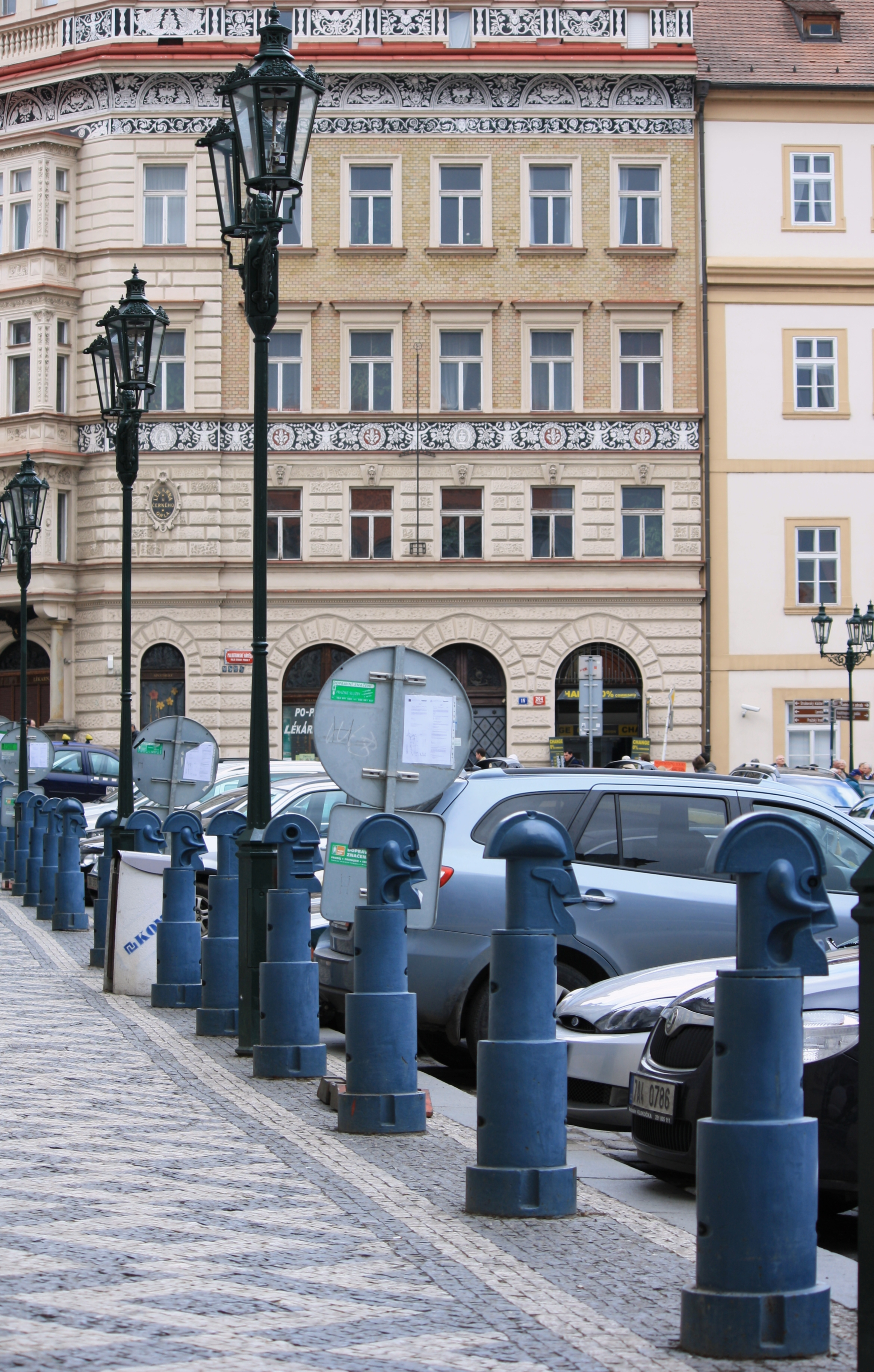
27 patníků (hlav českých „pánů“), Lichtenštejnský palác v Praze (1993–1995)
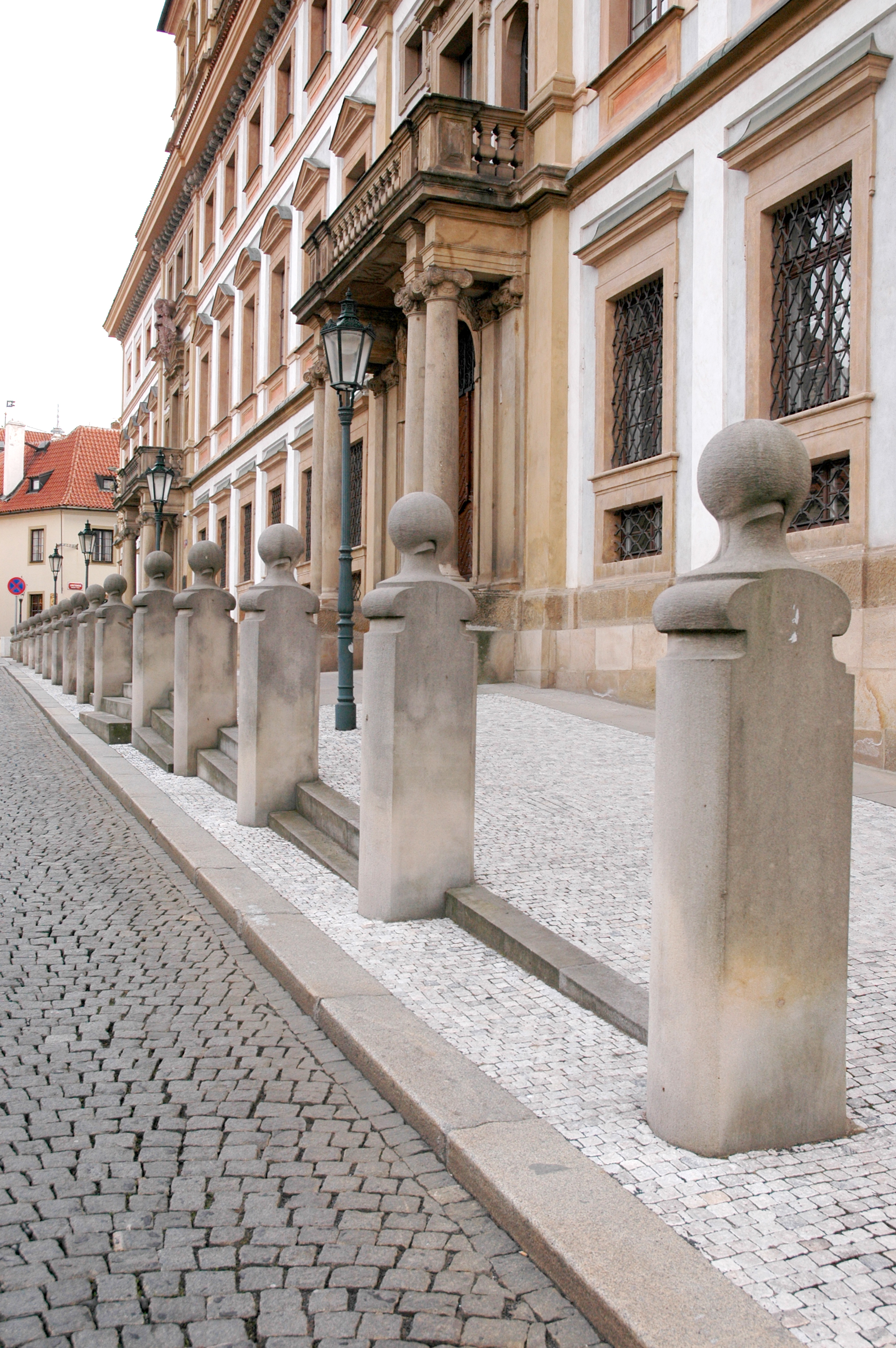
Řada kamenných patníků před Toskánským palácem (1994–1998)

### Publikace
- Totenklagen / Funeral songs / Cants funèbres, Artia, podnik pro zahraniční obchod, Praha 1966
- Puppenbusen (Satirische Zeichnungen), Heinrich Heine Verlag GMBH, Frankfurt nad Mohanem 1969

### Zastoupení ve sbírkách
- Národní galerie Praha[111]
- Moravská galerie v Brně[112]
- Museum Kampa, Nadace J a M Mládkových[113]
- National Gallery of Art, Washington D.C.[114]
- Library of Congress, Washington D.C.
- Musée d'art moderne de la Ville de Paris
- Museum Bochum
- Muzeum Sztuki w Łódzi
- Alšova jihočeská galerie v Hluboké nad Vltavou
- Galerie Středočeského kraje v Kutné Hoře (předtím České muzeum výtvarných umění v Praze)
- Galerie Benedikta Rejta, Louny
- Galerie hlavního města Prahy
- Galerie moderního umění v Hradci Králové
- Galerie výtvarného umění v Chebu
- Galerie výtvarného umění v Ostravě[115]
- Muzeum umění Olomouc
- Oblastní galerie v Liberci
- Muzeum umění a designu Benešov
- Soukromé sbírky doma a v zahraničí

## Výstavy

### Autorské (výběr)
- 1960 Labyrint světa, kreslený humor, Divadlo Rokoko, Praha
- 1963 Loutkové divadlo, kreslený humor, Divadlo Paravan, Praha
- 1964 Plastiky, kresby, grafika, Galerie na Karlově náměstí, Praha
- 1969 Plastiky, Studium Generale, Stuttgart
- 1970 Račte točit, Galerie Václava Špály, Praha
- 1978 Karel Nepraš: Zeichnungen, plastiken, Sonnenring Galerie, Münster
- 1981 Plastiky, Kulturní dům Dobříš, kurátor M. Klimešová (Marie A. Černá), (s J. Sopkem), předčasně ukončeno
- 1984 Kresby, foyer Malé scény, DK ROH České Budějovice
- 1984 Kresby a plastiky, Galerie Opatov, Praha
- 1989 Karel Nepraš, Galerie Opatov, Praha
- 1991 Kresby, grafika, ilustrace, kreslený humor a drobná plastika, Národní galerie, Zbraslav
- 1991 Sochy, Staroměstská radnice, Praha
- 1992/94 Sochy, Galerie umění Karlovy Vary, Olomouc, Ostrava
- 1993 Galerie Behémot, Praha
- 1995 Karel Nepraš, Galerie MK, Rožnov pod Radhoštěm, Galerie Behémot, Praha
- 1997 Sochy, Galerie Hůlka, Liberec
- 1998 Plastiky, Městská galerie Ve věži, Planá
- 1998 Sochy, Galerie Art Neprašová, Břeclav
- 1998 Sněhurka a sedm trpaslíků a další, Galerie U Kamene, Stop gallery, Plzeň
- 1999 Nalakuj si sám, Galerie Gambit, Praha
- 1999 Iron Story, Galerie Peron, Praha
- 2000 Karel Nepraš, Centre tchèque Paris
- 2000 Karel Nepraš 1960 - 2000, Egon Schiele Art Centrum, Český Krumlov
- 2001 Výběr z díla, Děkanský chrám Nanebevzetí Panny Marie, Most
- 2002 Karel Nepraš, Galerie Benedikta Rejta, Louny
- 2002 Sedící, stojící, kráčející, Letohrádek královny Anny (Belveder), Praha
- 2007 Karel Nepraš, Dům umění, Zlín
- 2008 Karel Nepraš: Česká krajina, Galerie moderního umění v Hradci Králové
- 2012 Karel Nepraš, DOX, Centrum současného umění / Centre for Contemporary Art, Praha[116]
- 2016 Karel Nepraš: Rodina připravená k odjezdu, DOX, Centrum současného umění / Centre for Contemporary Art, Praha
- 2019 Karel Nepraš: Egypt—Giacometti—Nepraš, Muzeum umění a designu, Benešov

### Společné výstavy (výběr z 280)
- 1954 1. Malmuzherciáda, Klub unitářů, Praha
- 1957 Výstava na jeden den, Střelecký ostrov, Praha
- 1964 Výstava D, Galerie Nová síň, Praha
- 1964 Socha 1964, Liberec
- 1965 Šmidrové, Letohrádek Ostrov
- 1965 Junge tschechische graphiker, 1. Teil, Alpbach
- 1965 Jeune Avant-garde Tchécoslovque, Galerie Lambert, Paříž
- 1966 Tschechoslowakische Kunst der Gegenwart, Akademie der Künste, Berlín
- 1967 Mostra d'arte contemporanea Cecoslovacca, Castello del Valentino, Turín
- 1967 Fantasijní aspekty současného českého umění, Oblastní galerie Vysočiny v Jihlavě, Galerie Václava Špály, Praha
- 1967 17 tsjechische kunstenaars , Galerie Orez, Haag
- 1968 Die Logik der durchsichtigen Nacht, Kunstamt Wilmersdorf, Berlín
- 1968 Šmidrové, Galerie Václava Špály, Praha, Krajská galerie, Hradec Králové
- 1969 22 grafici della Cecoslovacchia, Libreria Feltrinelli, Firenze
- 1969 Sept jeunes peintres tchécoslovaques, Galerie Lambert, Paříž
- 1969 Arte contemporanea in Cecoslovacchia, Galleria Nazionale d'Arte Moderna e Contemporanea (GNAM), Řím
- 1969 Nová figurace, Mánes, Praha
- 1969 Socha a město, Liberec
- 1970 Tschechische Skulptur des 20. Jahrhunderts: Von Myslbek bis zur Gegenwart, Schloß Charlottenburg - Orangerie, Berlín
- 1970 Artchemo, Galerie Václava Špály, Praha
- 1970 Karel Nepraš, Naděžda Plíšková, Malinův dům, Havlíčkův Brod
- 1980/81 Eleven Contemporary Artists from Prague, New York University, University of Michigan, Ann Arbor
- 1981 Netvořice '81, Dům Bedřicha Dlouhého, Netvořice
- 1985 Karel Nepraš, Jan Steklík: Žena ve výtvarném umění, ÚMCH, Praha
- 1985 Barevná socha, Galerie H , Kostelec nad Černými lesy
- 1987 30 výtvarníků v Lidovém domě, Praha
- 1987 Expressiv. Mitteleuropäische Kunst seit 1960, Vídeň
- 1987 Grotesknost v českém výtvarném umění 20. století, Staroměstská radnice, Praha
- 1988 Barevná plastika, Vojanovy sady, Praha
- 1988 Expressiv, Central European Art since 1960, Hirshhorn Museum and Sculpture Garden, Washington, D.C.
- 1988 Forum 1988, Holešovická tržnice, Praha
- 1988 Jan and Meda Mladek Collection, Herbert F. Johnson Museum of Art, New York
- 1989 Úsměv, vtip a škleb, Palác kultury, Praha
- 1990 Pocta umělců Jindřichovi Chalupeckému, Městská knihovna, Praha
- 1990 Neoficiální. Umění Československa 1968–1989, Moravská galerie v Brně, Regensburg
- 1990 Polymorphie: Kunst als subversives Element Tschechoslowakei 1939–1990, Martin-Gropius-Bau, Berlín
- 1990 Czech Art in the Velvet Revolution, New York
- 1991 Tradition und Avantgarde in Prag, Osnabrück, Bonn
- 1991 K.Š. Křižovnická škola čistého humoru bez vtipu, Praha, Hradec Králové, Olomouc
- 1993 Šmidrové - Škola české grotesky - 12/15, Galerie Gambit, Praha
- 1993 /94 Mezinárodní sympozium prostorových forem , Ostrava
- 1993/94 Nová figurace, Litoměřice, Pardubice, Brno, Opava, Jihlava
- 1994 Ohniska znovuzrození, Městská knihovna, Praha
- 1996 Umění zastaveného času, Praha, Brno , Cheb
- 1997 Česká groteska / Czech Grotesque, Stockholm, Oslo, Helsinky, Bratislava, Košice, Varšava
- 1999 Sympozium železné plastiky 1998, Veletržní palác, NG v Praze, Dům umění města Brna
- 1999 Umění zrychleného času. Česká výtvarná scéna 1958 - 1968, Praha, Cheb
- 2000 Pomník Franzi Kafkovi, Galerie Franze Kafky, Praha
- 2000 100 + 1 uměleckých děl z dvacátého století, Dům U Černé Matky Boží, NG v Praze
- 2001 Barevná socha, Severočeská galerie výtvarného umění v Litoměřicích
- 2002 Česká grafika. Půlstoletí proměn moderní grafické tvorby, Mánes, Praha
- 2004/6 Šedesátá / The sixties, Galerie Zlatá husa v Praze, Dům umění města Brna Galerie umění Karlovy Vary
- 2004 Kupka - Nepraš: Setkání v architektuře, Galerie Jaroslava Fragnera, Praha
- 2005 Šmidrové: Jednou Šmidrou, Šmidrou na věky, Hrad Bítov, Galerie Šternberk, Atrium, Praha
- 2007 Karel Nepraš a přátelé, Alternativa, Zlín
- 2007 Soustředěný pohled. Grafika 60. let ze sbírek členských galerií Rady galerií České republiky, OG v Liberci, OGV v Jihlavě
- 2008 Neovladatelná vášeň pro krásu. Výstava k 70. narozeninám Vojtěcha Petratura, instalatéra, montéra, sběratele, galeristy a kurátora, Veselí nad Moravou
- 2008 Česká plastika, Galerie Moderna, Praha
- 2008 České a slovenské umění 60. let 20. století, Dům umění, Zlín, GVU v Ostravě
- 2009 Kupka - Nepraš: Setkání v architektuře, Nostický palác, Praha[117]
- 2010 New Sensitivity, National Art Museum of China, Beijing
- 2010 Roky ve dnech. České umění 1945–1957, Městská knihovna, Praha
- 2017 GENERATION ONE : První generace české postmoderny, Zámecký pivovar Litomyšl, 16. 6. – 6.7. 2017, kurátoři: David Železný a Federico Díaz, pořadatel: BOHEMIAN HERITAGE FUND a Cermak Eisenkraft[118]